# Marburg

Panorama der Kernstadt von Osten (2020)

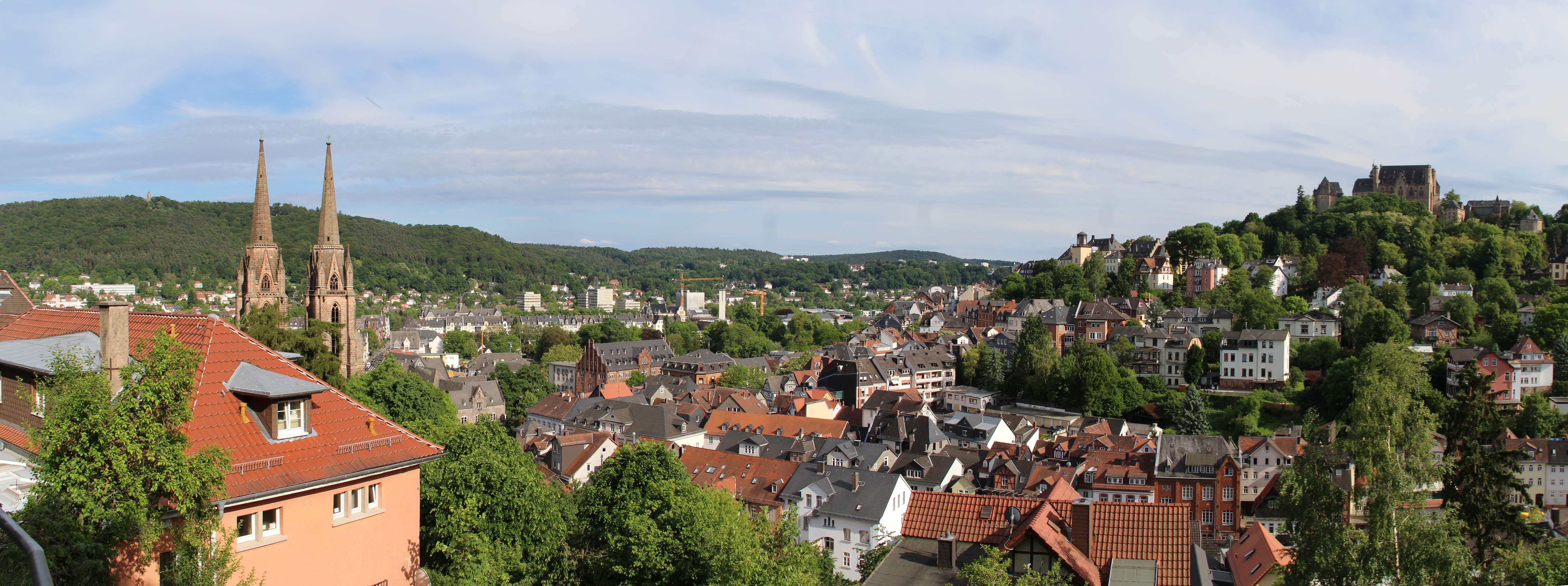
Panorama der Kernstadt von Nordwesten (2014)

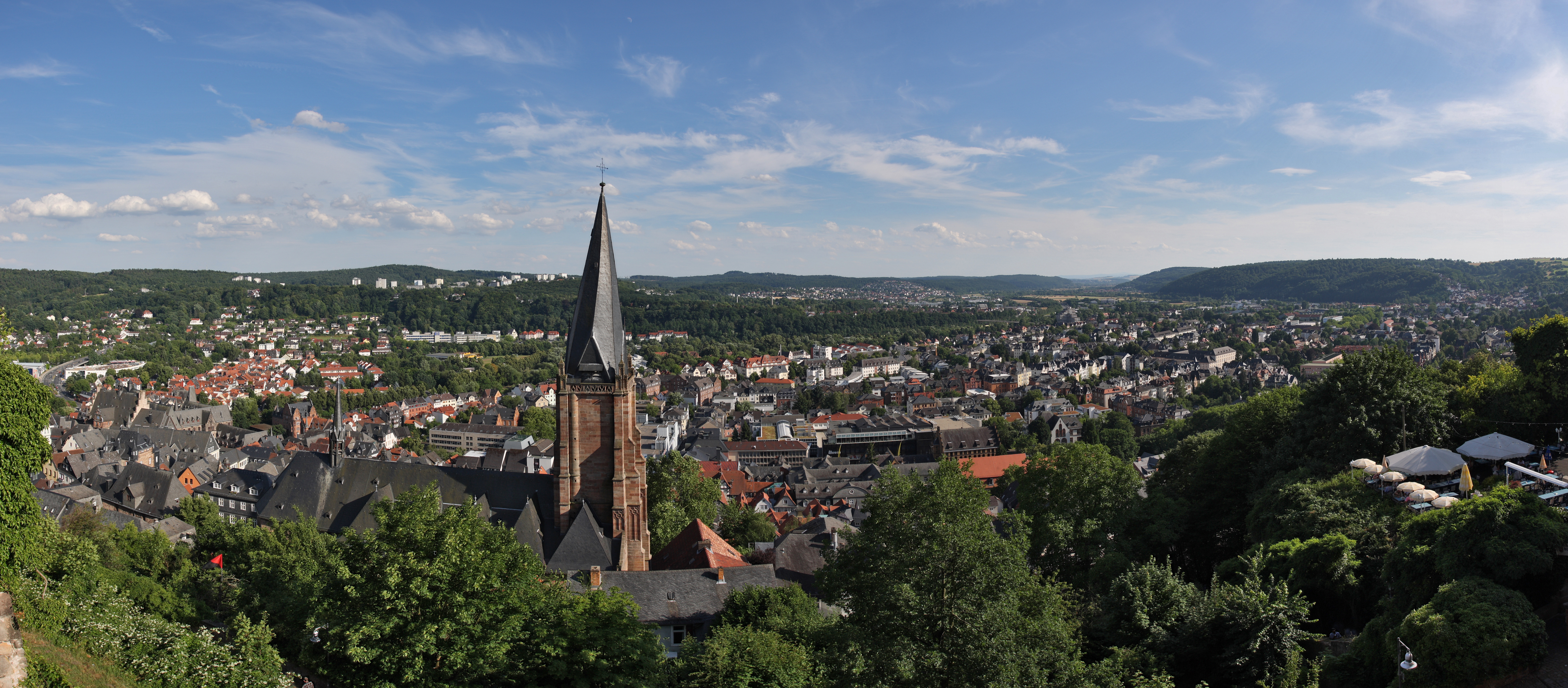
Südviertel und Stadtteil Cappel im Süden (2008)

Marburg ist die Kreisstadt des mittelhessischen Landkreises Marburg-Biedenkopf und liegt an der Lahn. Zur traditionellen Abgrenzung von Marburg an der Drau (Maribor) wurde die Stadt bis 1974 offiziell Marburg an der Lahn bzw. Marburg a. d. Lahn und anschließend bis Ende 1976 Marburg (Lahn) genannt.
Marburg ist eine Universitätsstadt und mit 73.544 (2024) Einwohnern die achtgrößte Stadt Hessens. Das Stadtgebiet erstreckt sich beiderseits der Lahn westlich ins Gladenbacher Bergland hinein und östlich über die Lahnberge hinweg bis an den Rand des Amöneburger Beckens.
Seit dem 13. Jahrhundert hat Marburg Stadtrechte. Heute erfüllt es die Funktion eines Oberzentrums im Regierungsbezirk Gießen (Mittelhessen). Als größere Mittelstadt hat Marburg, wie auch sechs weitere Mittelstädte in Hessen, einen Sonderstatus im Vergleich zu den anderen kreisangehörigen Gemeinden. Die Stadt übernimmt daher Aufgaben des Landkreises, sodass sie in vielen Dingen einer kreisfreien Stadt gleicht. Marburg besitzt mit der 1527 gegründeten Philipps-Universität die älteste noch existierende protestantisch gegründete Universität der Welt, die auch heute noch durch ihre Bauwerke und das Studierendenleben das Stadtbild prägt.
Den Namen Marburg könnte die Stadt dem Umstand verdanken, dass hier ehemals eine Grenze („mar[c]“) zwischen den Territorien der Landgrafen von Thüringen und der Erzbischöfe von Mainz verlief. Historisch lässt sich das nicht eindeutig belegen.
Die herausragenden Sehenswürdigkeiten in Marburg sind die Elisabethkirche, die Alte Universität, das Landgrafenschloss sowie die unterhalb von diesem gelegene Altstadt, die in Marburg „Oberstadt“ genannt wird.

## Geographie

### Geographische Lage

Marburg, vom Kaiser-Wilhelm-Turm aus gesehen, Schlossberg in der Mitte

Marburg liegt in Mittelhessen, etwa in der Mitte zwischen Frankfurt am Main und Kassel, von beiden Städten jeweils rund 77 Kilometer Luftlinie entfernt. Die benachbarte Universitätsstadt Gießen liegt etwa 27 Kilometer südlich.
Das Siedlungsgebiet
Landschaftlich liegt Marburg im Marburger Bergland, einem Südwestausläufer des Burgwaldes, der durch das Tal der Lahn in Nord-Süd-Richtung durchbrochen wird. Nach Westen grenzt es mit der Elnhausen-Michelbacher Senke und den sich anschließenden Damshäuser Kuppen unmittelbar an Teile des Gladenbacher Berglandes und damit an das Rheinische Schiefergebirge, nach Osten schließt sich das Amöneburger Becken an, das ebenfalls Anteil an der Stadtgemarkung hat.
Der höchste Berg innerhalb des zu Marburg gehörenden Stadtgebiets ist mit 412 m ü. NN der Störner westlich der eigentlichen Stadt, nordwestlich des kleinen Stadtteils Dilschhausen. Die niedrigste Stelle befindet sich im Süden der Stadt an der Lahn (173 m ü. NN).
Die größte Ausdehnung des Hauptsiedlungsgebietes beträgt in Nord-Süd-Richtung etwa neun Kilometer (Norden Wehrdas bis Süden Cappels), in Ost-West-Richtung maximal 4 (Westen Marbachs bis östlicher Ortenberg) bis 4,5 Kilometer (westlicher Stadtwald bis östlicher Richtsberg), zumeist aber – an die Enge des Tals der Lahn angepasst – deutlich weniger.
Westlich der Marburger Lahntalsenke ziehen sich Teile der Altstadt und anderer Ortsteile den Marburger Rücken hoch, östlich schließen sich die Lahnberge an, in deren Gipfellagen sich das Universitätsklinikum und diverse Institute befinden.
Die historische Altstadt

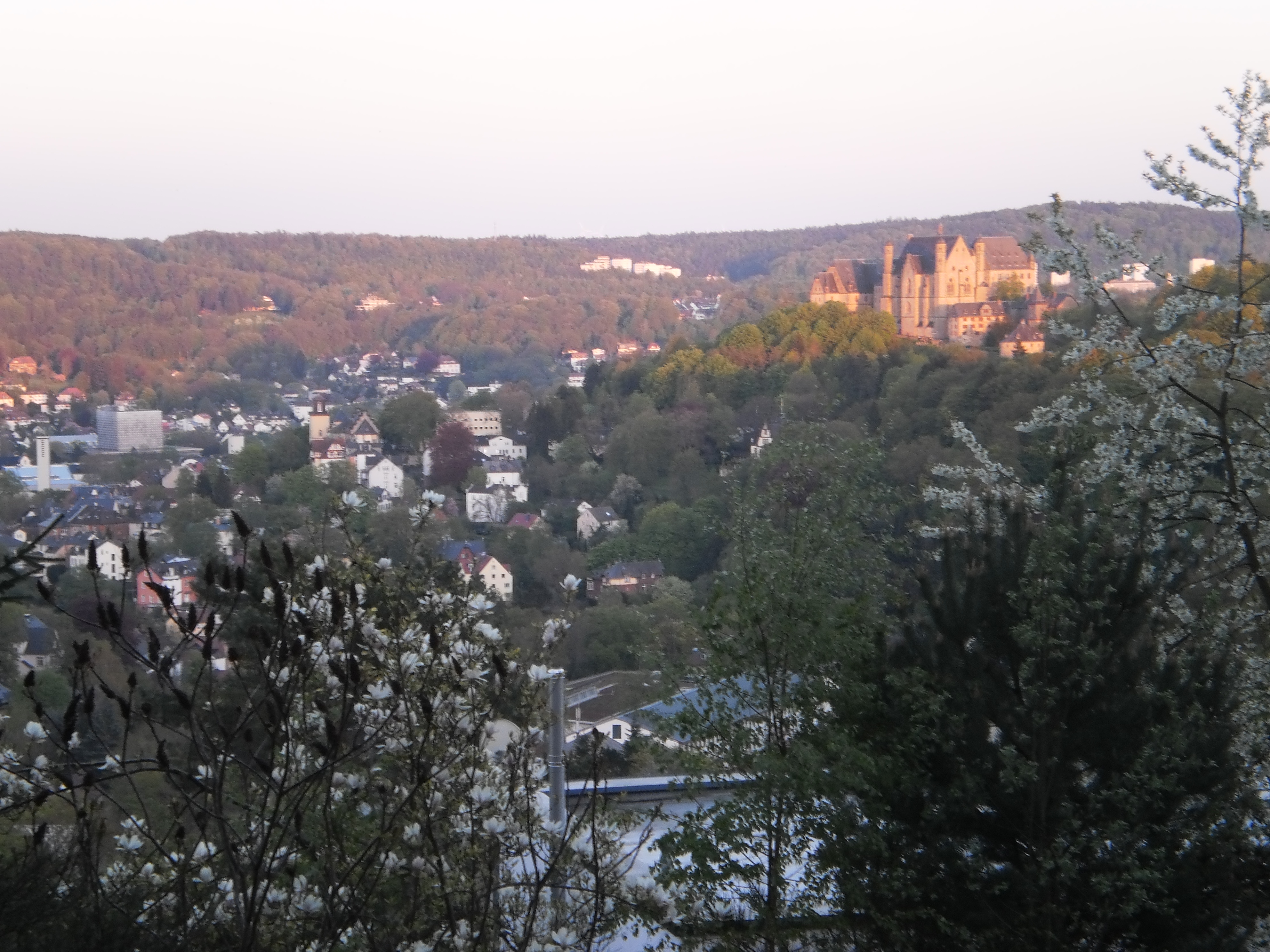
Tal mit Kernstadt und Schloss von der Elsenhöhe (Mai 2016)

Der historische Altstadtkern liegt westlich vom heutigen Stadtzentrum, unterhalb des Landgrafenschlosses (Marburger Schloss); auch der Brückenvorort, das ehemalige Gerberdorf Weidenhausen auf der anderen Lahnseite, hat Altstadtcharakter. Marburg hat sich im Laufe der letzten zwei Jahrhunderte vom Altstadtkern abwärts in das Lahntal ausgedehnt. Südlich des Schlosses befindet sich das Jugendstilviertel Südviertel, westlich davon das 1931 eingemeindete Ockershausen. Im unmittelbaren Osten der Kernstadt liegt der durch die Bahnlinie von der Innenstadt getrennte Ortenberg, im äußersten Südosten der alten Stadtgemarkung liegt in höheren Lagen die erst in den 1960er Jahren gebaute Hochhaussiedlung Richtsberg.
Gebietsreform
Während der Gebietsreform 1974 sind die Großstadtteile Marbach (nördlicher Westen), Wehrda (Norden) und Cappel (Süden) eingemeindet worden, in die das bebaute Stadtgebiet fließend übergeht. Speziell Marbach kann heute, ähnlich wie Ockershausen, als Teil der Kernstadt angesehen werden, wenngleich der Ortsteil aus historischen Gründen nicht als Innenstadtbezirk verwaltet wird.
Nachbargemeinden Marburgs sind im Uhrzeigersinn, beginnend im Norden, folgende Städte und Gemeinden:
Lahntal, Cölbe, Kirchhain, Ebsdorfergrund, Weimar (Lahn), Gladenbach und Dautphetal.

### Geologie

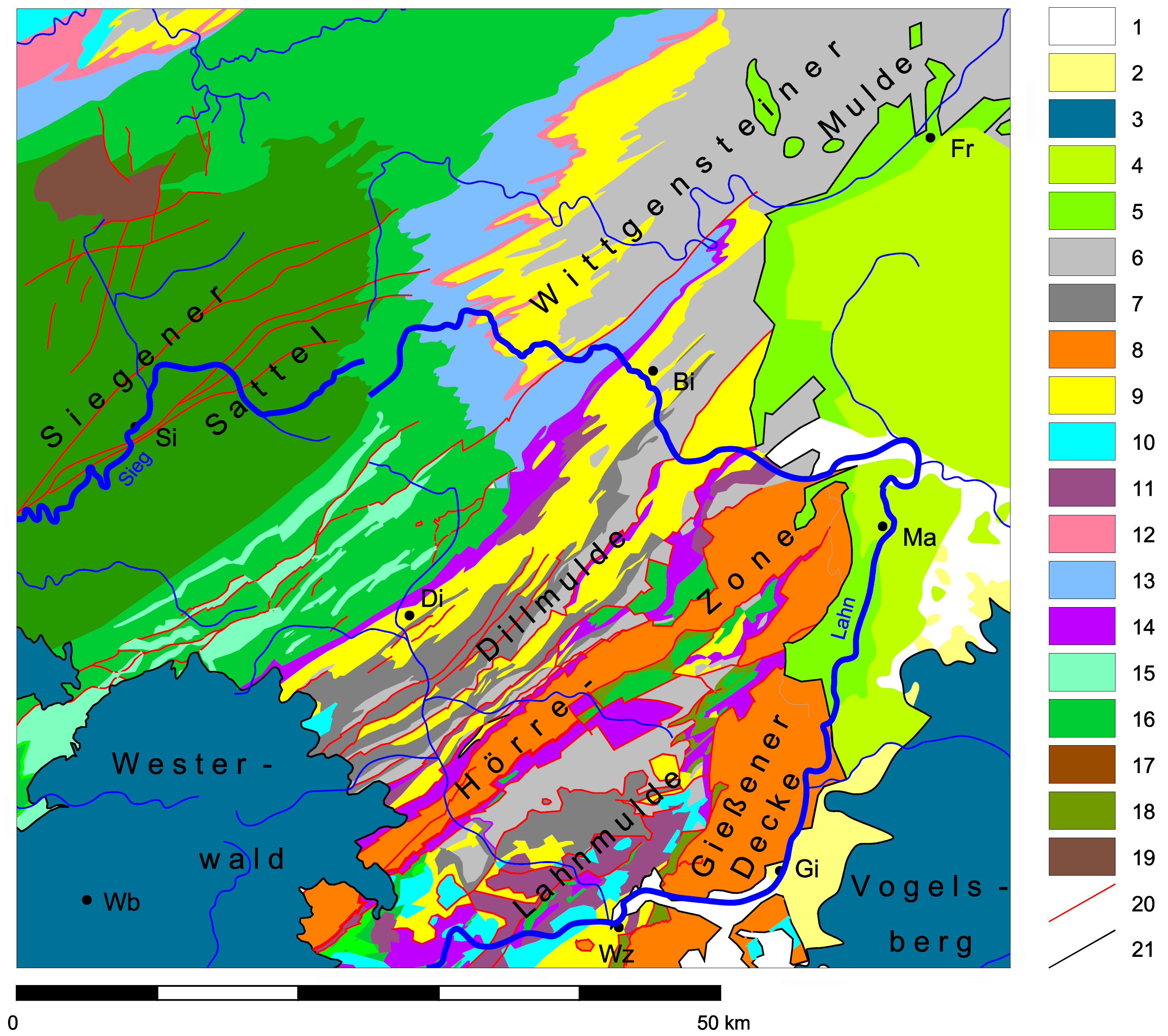
Geologische Karte

Nachdem die Lahn südlich der Frankenberger Bucht die Flüsse Wetschaft und Ohm aufgenommen hat, wendet sie sich nach Süden und durchschneidet bei Marburg ein mächtiges, in weiten Bereichen flach liegendes und überwiegend bewaldetes Schichtpaket des Buntsandsteins, der in der Unteren Trias abgelagert wurde. Das Stadtbild wird deshalb bestimmt durch die tief liegenden Ablagerungen der Lahn in der Marburger Lahntalsenke und die im Westen und Osten aufragenden Höhen des Buntsandsteins.
Hauptgestein des Buntsandsteins bei Marburg ist der etwa 250 Meter mächtige Mittlere Buntsandstein. Seine wechselnd feinen bis groben, rötlichen Quarzsande und Sandsteine unterlagern die bewaldeten Höhen der Lahnberge und des Marburger Rückens. In der Westhälfte des Marburger Rückens überwiegt der Untere Buntsandstein.
Nicht an der Oberfläche aufgeschlossen sind im westlichen Stadtgebiet die etwa 60 Meter mächtigen Sedimentgesteine des Zechsteins, die den Buntsandstein am Ostrand des Rheinischen Schiefergebirges unterlagern. Sie wurden am Ostrand des flachen Zechsteinmeers abgelagert und bestehen vor allem aus Kupferschiefer.
Eine große Rolle in der geologischen Struktur der Marburger Umgebung spielen Störungen, die ab dem Oberen Jura und während des Tertiärs die Hessische Senke in ein Bruchschollenfeld zerlegten und verschieden alte Gesteine auf gleiches Niveau brachten. Die nur etwa fünf Kilometer westlich im Schiefergebirge bekannten Gesteine der Lahnmulde und ihrer benachbarten geologischen Strukturen wurden durch Bruchtektonik abgesenkt und bilden in einigen hundert Metern unter der Oberfläche die Unterlage des Zechsteins und Buntsandsteins unterhalb Marburgs. Sie erscheinen im Nordosten im Kellerwald wieder an der Erdoberfläche.
In Zusammenhang mit der Bruchschollenbildung steht der Vulkanismus des Vogelsbergs, der wenige Kilometer südöstlich von Marburg den Buntsandstein und die ihn überlagernden Schichten des Miozäns weitflächig mit basaltischen Gesteinen überdeckt, die im Miozän vor 7 bis 20 Millionen Jahre vor heute gefördert wurden.
Den zentralen Teil des Stadtgebietes unterlagern Schluffe, Sande und Kiese der Marburger Lahntalsenke, die nur wenig verfestigt sind. Sie wurden von der Lahn abgelagert, die ein Tal durch den Buntsandstein geschnitten hat und sich wenige Kilometer südlich der Stadt in den wenig widerständigen Gesteinen des Zechsteins deutlich ausweitet.

### Stadtgliederung
Die Stadt Marburg setzt sich aus der Kernstadt sowie 18 Stadtteilen mit eigenem Ortsbeirat zusammen, die bis zu ihrer Eingemeindung in den 1970er Jahren selbstständig waren. Einen eigenen Ortsbeirat haben ferner das bereits 1931 eingemeindete Ockershausen und der erst ab 1963 erschlossene Richtsberg, die beide sehr eigenständig und in der in etwa nach geographischer Lage geordneten Listung unten mit aufgeführt sind.

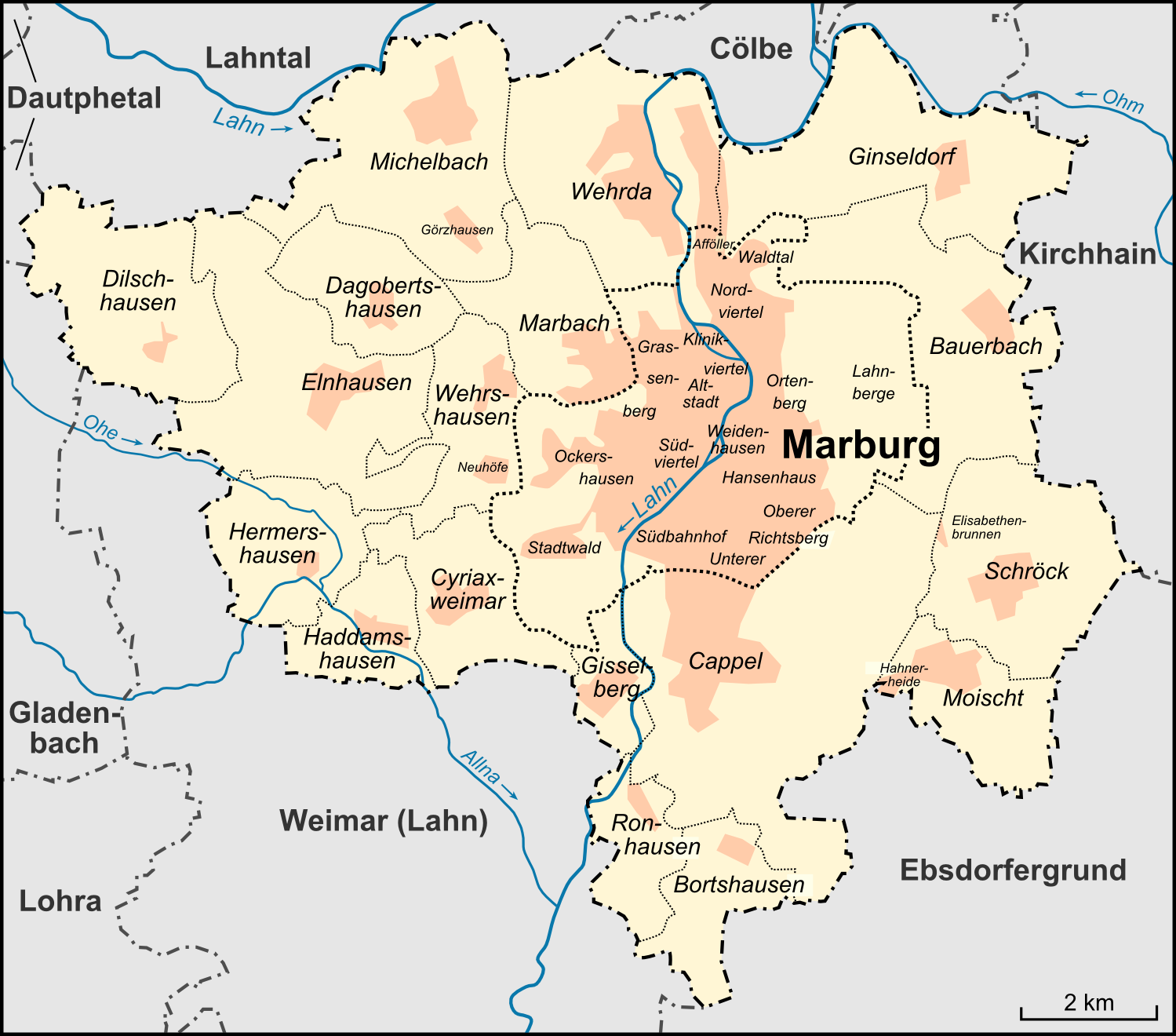
Ortsteile Marburgs

- Die linke Spalte zieht sich, bis auf Dilschhausen (Damshäuser Kuppen), von Nord nach Süd durch die Elnhausen-Michelbacher Senke.
- Die halblinke Spalte folgt ebenfalls der Senke, zieht sich jedoch nach Osten bis zum Westhang des Marburger Rückens.
- Die mittlere Spalte zieht sich vom Osthang des Rückens, bis auf Marbach, nach Osten bis zum westlichen Lahnufer (Marburger Lahntalsenke), im Falle Wehrda auch zum östlichen Teil der Senke.
- Die halbrechte Spalte setzt erst süd(öst)lich der Marburger Kernstadt an und zieht sich vom östlichen Lahntal bis zum Westhang der Lahnberge.
- Die rechte Spalte liegt am Osthang der Lahnberge zum Amöneburger Becken.

Folgendermaßen verteilen sich die Stadtteile entlang der skizzierten Linien:
| - Dilschhausen - Elnhausen - Hermershausen - Haddamshausen | - Michelbach - Dagobertshausen - Wehrshausen - Cyriaxweimar | - Wehrda - Marbach - Ockershausen - Gisselberg | - Richtsberg - Cappel - Ronhausen - Bortshausen | - Ginseldorf - Bauerbach - Schröck - Moischt |

Auch die älteren inneren Stadtviertel Altstadt (ohne Ketzerbach, Zwischenhausen und Roten Graben), Campus-Viertel, Südviertel und Weidenhausen sowie das jüngere Viertel Waldtal verfügen über Ortsbeiräte.

#### Statistische Bezirke
Zu statistischen Zwecken wird Marburg außerdem in 33 Stadtbezirke unterteilt: die 18 Außenstadtteile sowie die Kernstadt, die in 15 Innenstadtbezirke unterteilt ist (davon Ockershausen und der Richtsberg je in zwei). Die nominelle Kernstadt hat (Stand: 31. Dezember 2016) 45.773 Einwohner, das um Cappel, Wehrda und Marbach ergänzte innere Stadtgebiet 61.647, während auf die dörflichen Außenstadtteile 12.055 Einwohner entfallen.

#### Stadtteilgemeinden
Neben der offiziellen Gliederung hat die Stadt 18 sogenannte Stadtteilgemeinden, die auch als (zum Teil eingetragene) Heimatvereine ehrenamtlich mit der Arbeitsgemeinschaft Marburger Stadtteilgemeinden auf die Entwicklung der Stadtteile einwirken. Außer der Organisation von Veranstaltungen in den verschiedensten Bereichen nehmen diese Vereine an Planungen teil oder beteiligen sich mit Eigenleistungen an der Stadtteilentwicklung wie dem Bau von Kinderspielplätzen oder Kleingärten. Die Stadtteilgemeinden heißen:
- Afföller
- Badestube
- Bauerbach
- Dagobertshausen
- Ginseldorf
- Gisselberg
- Hansenhaus
- Ketzerbach
- Marbach
- Oberstadt
- Ockershausen
- Ortenberg
- Richtsberg
- Südstadt
- Stadtwald
- Waldtal
- Weidenhausen
- Zahlbach

## Geschichte

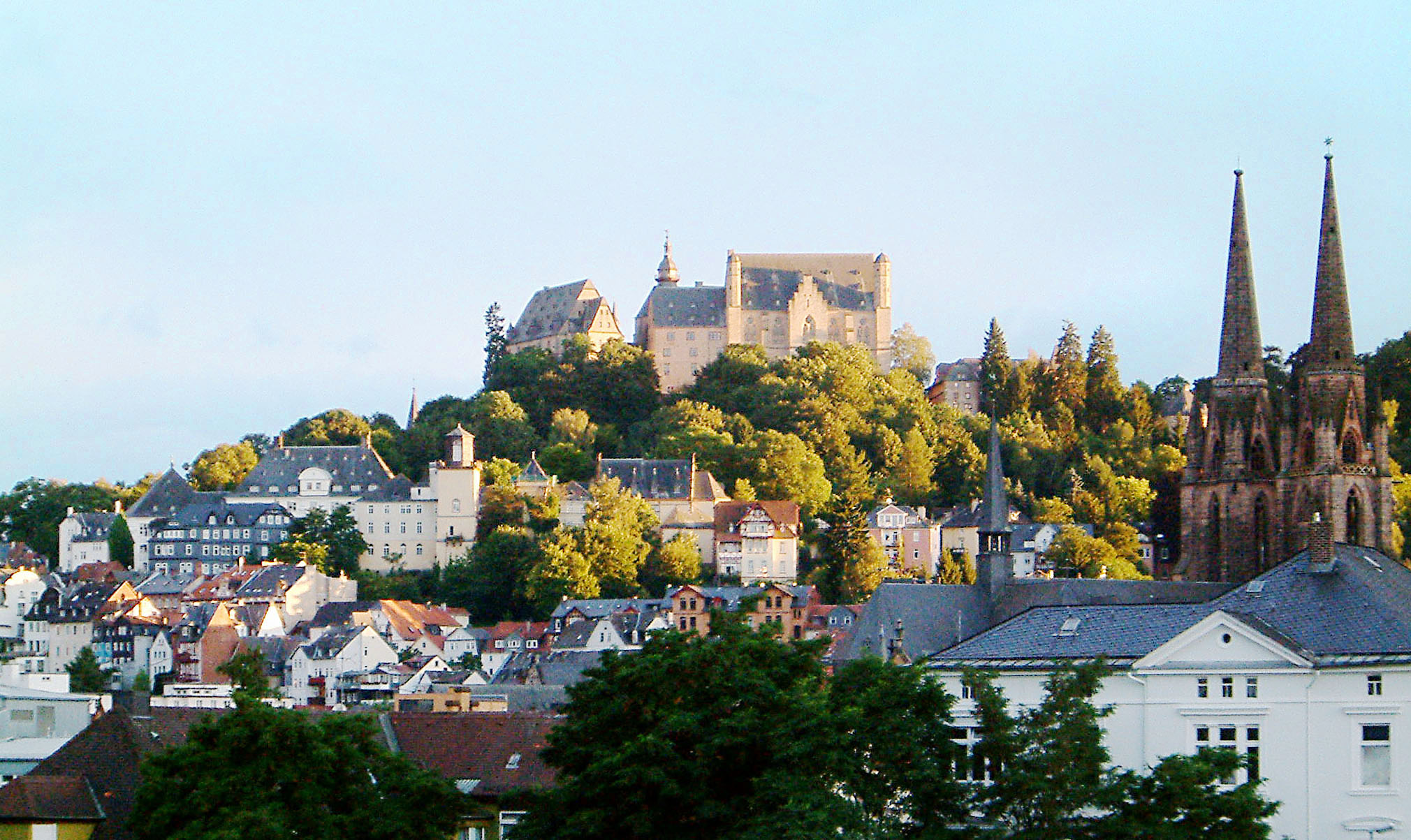
Schloss, Elisabethkirche und Oberstadt

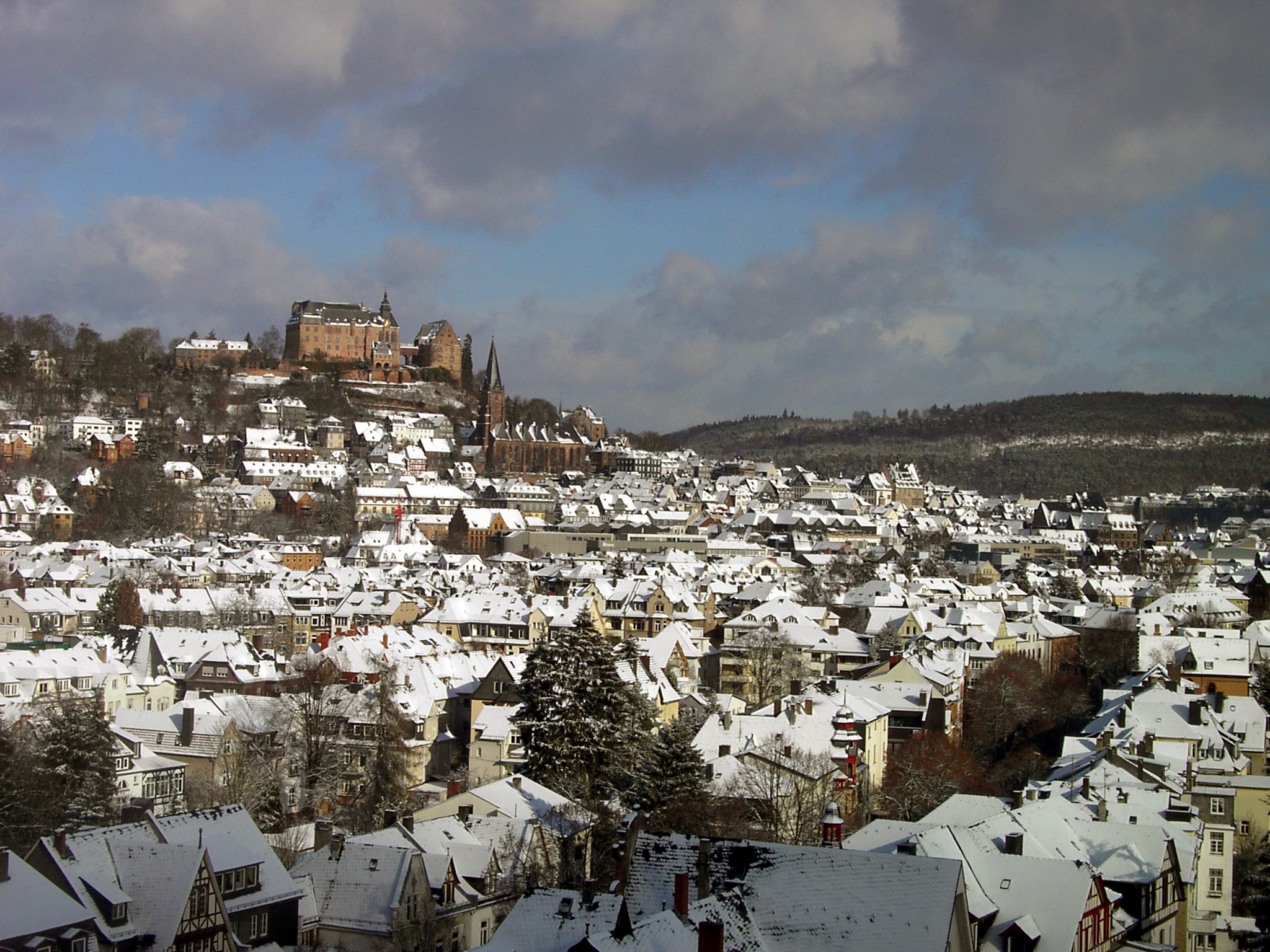
Blick auf das winterliche Marburg von Süden

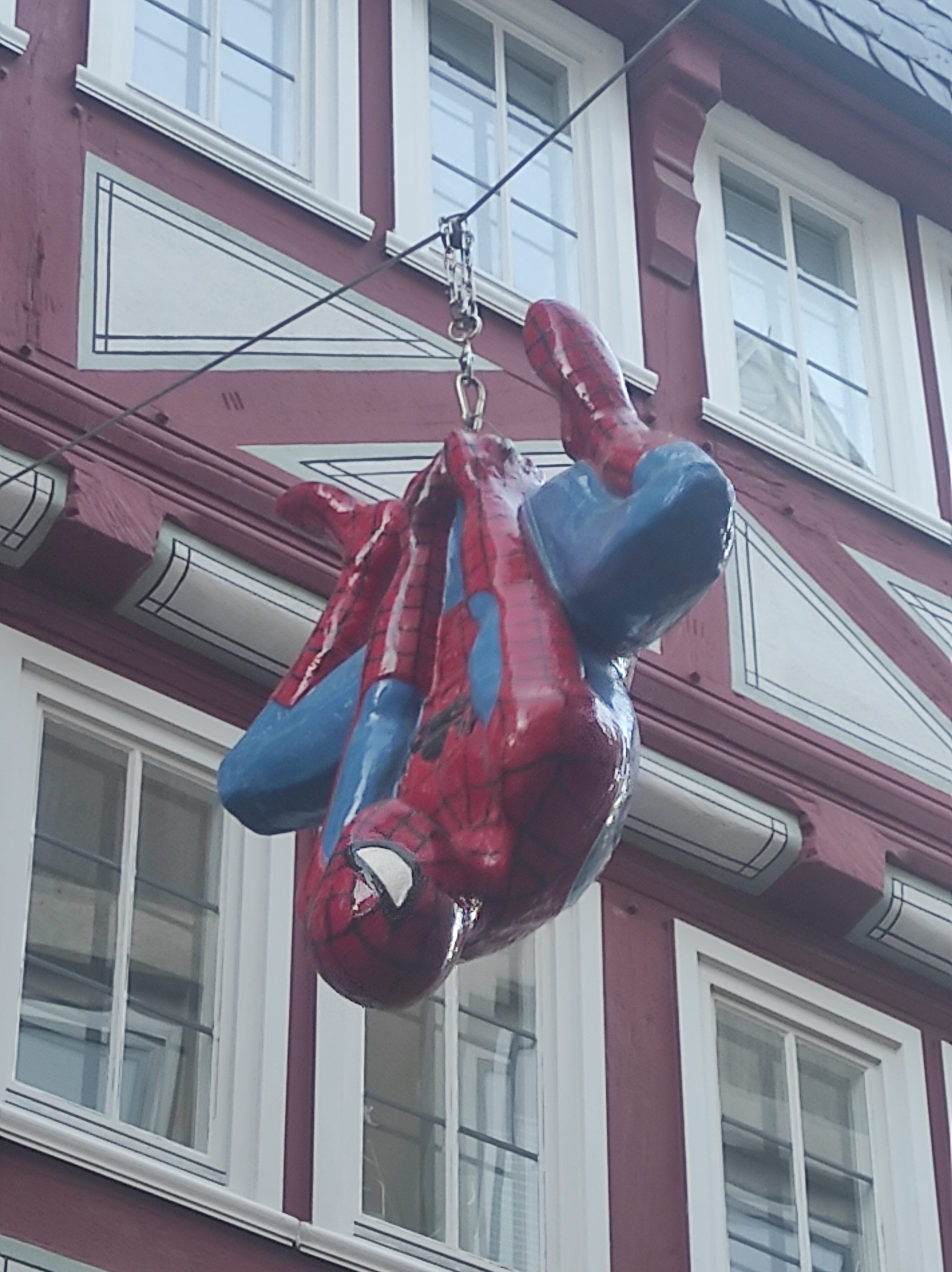
Spiderman in der Marburger Oberstadt

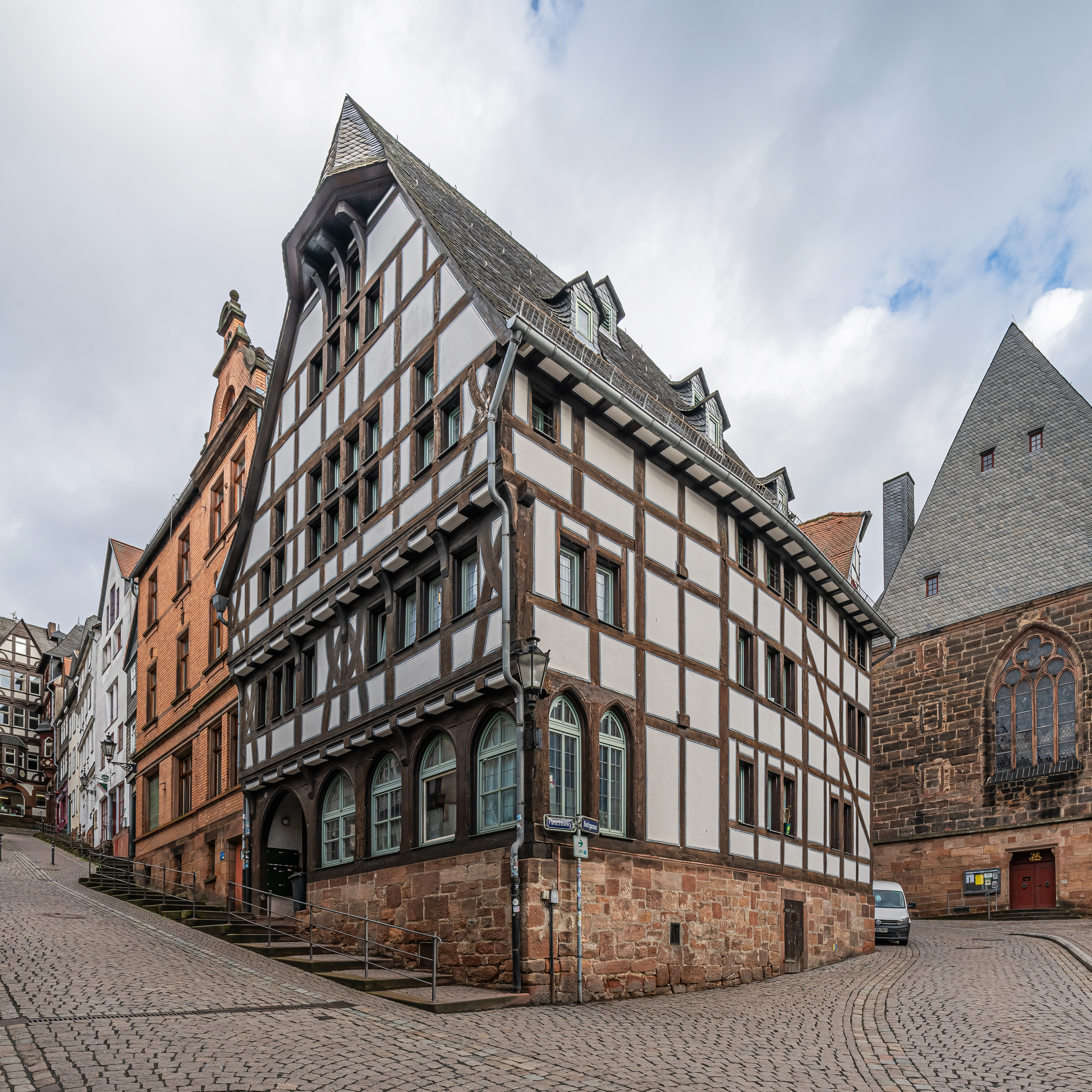
Hirschberg 13, erbaut 1321, das älteste Fachwerkgebäude der Stadt

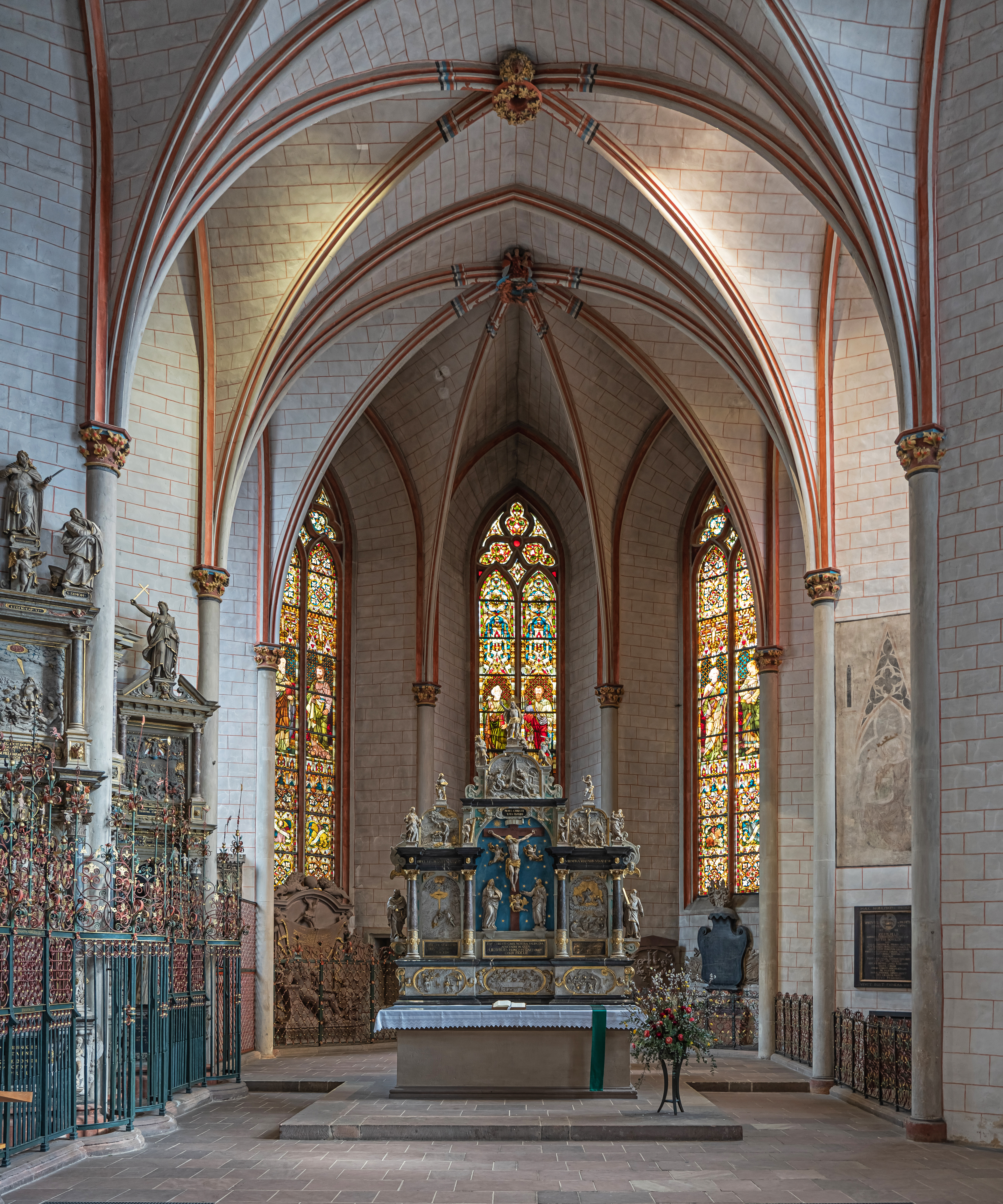
Lutherische Pfarrkirche St. Marien, Blick zum Chor

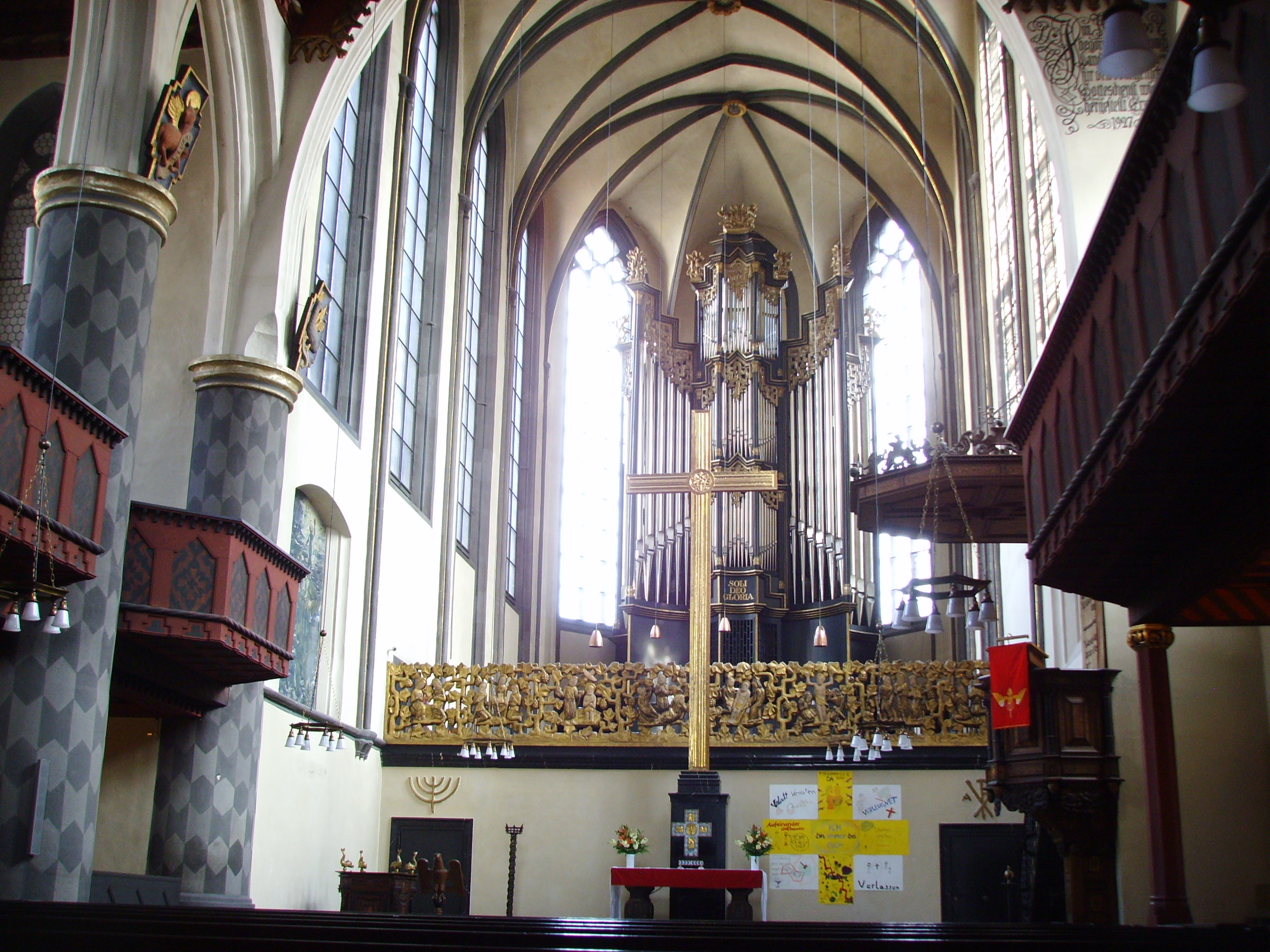
Universitätskirche, das einzige noch bestehende Gebäude des ehemaligen Dominikanerklosters

„Die alte, von jeher durch den letzten Aufenthalt, Tod und Begräbnis der heiligen Landgräfin Elisabeth von Hessen berühmte Stadt, liegt krumm, schief und buckelig unter einer alten Burg, den Berg hinab.“ So urteilte vor mehr als 200 Jahren der Marburger Professor Johann Heinrich Jung-Stilling über die Stadt an der Lahn und rühmte gleichzeitig, dass die Umgebung der Stadt „schön und sehr angenehm“ sei.
Durch Jahrhunderte hindurch nahezu unverändert in ihren wesentlichen Bestandteilen, erhebt sich die Häuserkulisse der Altstadt mit dem Marburger Schloss als Stadtkrone und der Elisabethkirche über dem Lahntal. Diese Altstadt gibt Marburg das charakteristische Aussehen und ist Marburgs Touristenattraktion.

### Vor- und Frühgeschichte
Erste Besiedlungsspuren um Marburg sind für die Würmeiszeit vor ungefähr 50.000 Jahren belegt. Sowohl auf den Lahnbergen als auch im Bereich zwischen den Neuhöfen und der Dammühle wurden Schaber und anderes Werkzeug gefunden, die auf eine Besiedlung in dieser Zeit schließen lassen könnten. Auch für die Jungsteinzeit gibt es zahlreiche Belege. In dieser Zeit des Übergangs der Bevölkerung von Jägern und Sammlern zu sesshaften, den Boden bearbeitenden Menschen stellten die naturräumlichen Voraussetzungen des Amöneburger Beckens mit seinen fruchtbaren Böden eine attraktive Basis hierfür dar. Bandkeramische Funde deuten auf eine Besiedlung in dieser Zeit hin. Nach Demandt stießen hier mehrfach Kulturen wie die Rössener Kultur oder die Michelsberger Kultur aufeinander. Weitere kulturelle Überlagerungen sind anhand von Funden aus der Einzelgrabkultur, der Schnurkeramik und der Glockenbecherkultur nachvollziehbar. Die fortgesetzte Besiedlung der Marburger Umgebung in der Bronzezeit ist unter anderem durch zahlreiche Hügelgräber dieser Zeitstellung belegt. Reste eines Grabes aus der jüngeren Bronzezeit sind im Neuen Botanischen Garten zu sehen. Eine sichelförmige bewehrte Anlage auf dem in der Nähe gelegenen Schanzenkopf, die so genannte Heimburg, lässt sich der spätmerowingischen Zeit zurechnen und deutet auf eine Besiedlung um 700 n. Chr. hin.

### Stadtgründung und Mittelalter
Die ersten Anfänge der Burganlage reichen bis ins 9./10. Jahrhundert zurück. Die erste urkundliche Erwähnung Marburgs ist für 1138/39 belegt. Im Jahr des Stadtjubiläums 2022 blickt die Stadtgesellschaft auf 800 Jahre Geschichte zurück; in der Reinhardsbrunner Chronik wurde im Jahr 1222 die „Bürgerschaft der Stadt“ erwähnt. Die Bewohner zogen wohl aus den umliegenden, heute wüsten Orten Aldenzhausen, Lamersbach, Walpertshausen, Ibernhausen und Willmannsdorf nach Marburg. Durch die räumliche Nähe zur Burg wurden die Orte Weidenhausen und Zahlbach zu Vorstädten.
Unterhalb der Burg bildete sich früh ein Ring von Burgmannensitzen. Auf dem Grundstück des ehemaligen Berlepschen Hofes thront heute die Wolfsburg. In der Barfüßer Str. 4 steht seit 1452 noch der Burgmannshof, „Dernbacher Hof“ genannt, der Herren von Dernbach.
Große Bedeutung erhielt die Stadt aber erst, als Landgräfin Elisabeth von Thüringen Marburg 1228 als Witwensitz wählte. Sie ließ ein Hospital bauen, in dem sie sich bei der Pflege von Kranken und Gebrechlichen aufopferte. Obwohl Elisabeth im Jahr 1231 bereits im Alter von 24 Jahren starb, gilt sie bis heute als die bedeutendste Persönlichkeit, die je in Marburg wirkte. Über sie werden viele Legenden erzählt. Schon 1235 wurde sie heiliggesprochen, und der Deutsche Orden begann noch im selben Jahr, über ihrem Grab die Elisabethkirche zu erbauen, den ersten rein gotischen Kirchbau in Deutschland. Pilger aus ganz Europa kamen zum Grab der Heiligen und trugen dazu bei, dass Marburg als Stadt aufblühte. Der Pilgerfriedhof lag an der St.-Michaels-Kapelle, die Michelchen genannt wird.

#### Marburg als Wiege Hessens
Zwischen 1248 und 1604 war Marburg – mit einigen Unterbrechungen – Residenz der Landgrafen von Hessen-Marburg. Nach dem Aussterben der Landgrafen von Thüringen 1247 sollte die Landgrafschaft zunächst an die Wettiner fallen, aber Sophie von Brabant, die Tochter der Heiligen Elisabeth, ließ ihren Sohn Heinrich 1247 auf der Mader Heide bei Fritzlar zum Landgrafen ausrufen und 1248 die Marburger Bürger ihr und Heinrich huldigen.
Im folgenden hessisch-thüringischen Erbfolgekrieg (1247–1264) erstritt Sophie für Heinrich die Unabhängigkeit Hessens. Jener wurde erster Herrscher der neuen Landgrafschaft Hessen, 1292 von König Adolf von Nassau in den erblichen Reichsfürstenstand erhoben und die Landgrafschaft Hessen damit offiziell reichsrechtlich anerkannt. Die Bemühungen um Anerkennung spiegelten sich insbesondere im Ausbau der Stadt zur Residenz und Festung mit der Erweiterung der Stadtmauer um die heutige Oberstadt wider. Um 1250 erhielt die Vorstadt Weidenhausen eine steinerne Lahnbrücke und wurde dadurch besser an die Stadt angeschlossen. 48 Jahre nach Beginn der Bauarbeiten zur Elisabethkirche wurde diese am 1. Mai 1283 geweiht. Die Fertigstellung der beiden Türme dauerte unterdessen nochmals etwa 50 Jahre. Da das Wachstum der Stadt immer weiter anhielt und die Marburger Bürger einen repräsentativeren Bau wünschten, bauten sie als Ersatz für die Kilianskapelle die Pfarrkirche St. Marien als dritte Kirche nach der Schlosskirche und der Elisabethkirche. Der gotische Chor wurde 1297 geweiht. Es entstanden auch Klöster wie das Franziskanerkloster am Barfüßertor sowie das Dominikanerkloster an der Weidenhäuser Brücke.

#### Bedeutungsverlust zugunsten Kassels
Als Heinrich I. 1308 starb, teilte er die Landgrafschaft in die zwei Teile Oberhessen und Niederhessen. Niederhessen mit der Residenz Kassel sowie den Städten Homberg (Efze), Melsungen und Rotenburg an der Fulda bekam sein Sohn Johann, Otto I. bekam mit Oberhessen das Gebiet um Marburg, Gießen, Grünberg und Alsfeld. Da Johann bereits 1311 starb, vereinigte Otto I. die beiden Teilfürstentümer wieder und residierte nun abwechselnd in Kassel und Marburg, so dass Marburg entsprechend an Bedeutung verlor. 1319 fiel beinahe die ganze Stadt einem großen Brand zum Opfer. Otto I. führte eine lange Fehde gegen den Erzbischof von Mainz, die sein Sohn Heinrich und dessen Neffe Hermann II. von Hessen weiter führten und die in den Sternerkrieg mündete. Kurz nach dem Tode Ottos I. wurde unter Heinrich II. 1330 der Saalbau des Landgrafenschlosses, dessen Fürstensaal als der größte gotische Profanraum in Deutschland gilt, erbaut. Infolge der durchziehenden Kriegsheere wurde die Pest 1348/49 in Marburg eingeschleppt. Zum Ende der Auseinandersetzungen mit dem Sterner-Ritterbund griff dieser unter Führung des Grafen von Ziegenhain 1373 erfolglos Stadt und Schloss an. Nach dem Tod Ludwigs I., des Sohnes Hermanns II., wurde die Landgrafschaft zwischen 1458 und 1500 nochmals geteilt. Heinrich III. residierte 1458 bis 1483 in Marburg, Wilhelm III. 1483 bis 1500. Da dieser kinderlos starb, wurde die Landgrafschaft unter seinem Vetter Wilhelm II. wieder vereinigt.

### Reformation, Universität und der Dreißigjährige Krieg
1504 wurde Philipp I. in Marburg geboren. Da sein Vater, Landgraf Wilhelm II., 1509 gestorben war, übernahm er bereits 13-jährig die Regentschaft. Als Anhänger der protestantischen Lehre wurde er zum Vorkämpfer der Reformation im Deutschen Reich. 1527 gründete der Landgraf die nach Liegnitz (1526) zweite protestantische Universität, die seitdem für die Stadt der wichtigste Wirtschaftsfaktor war und es bis heute geblieben ist. Zu ihr gehörten auch das Gymnasium Philippinum sowie die Hessische Stipendiatenanstalt, die als ältestes deutsches Studentenwohnheim gilt.

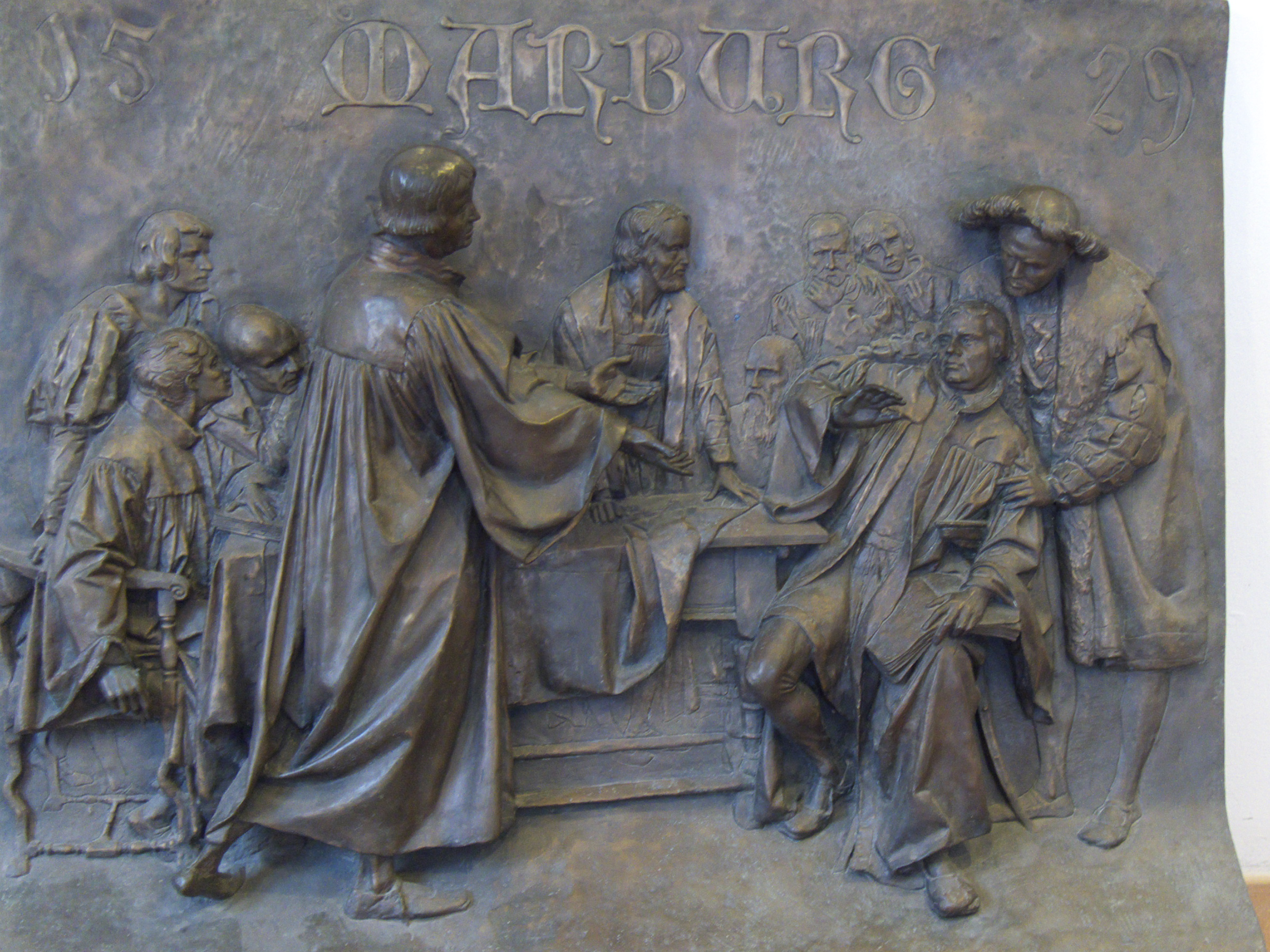
Relief zur Erinnerung an die Religionsgespräche im Landgrafenschloss

1529 fand auf dem Marburger Schloss auf Einladung Philipps des Großmütigen das Marburger Religionsgespräch statt, um eine gemeinsame Vorgehensweise nach der erneuten Bestätigung des Wormser Ediktes festzulegen. Hierbei ging es unter anderem um die unterschiedlichen Auffassungen Luthers und Zwinglis zur Rolle des Abendmahls (siehe Abendmahlsstreit).
Nach dem Tode Philipps I. am 31. März 1567 wurde die Landgrafschaft Hessen nach den altertümlichen Erbregeln im hessischen Fürstenhaus unter seine vier Söhne aufgeteilt: Wilhelm erhielt den nun Hessen-Kassel genannten nördlichen Teil, Ludwig erhielt Hessen-Marburg, Philipp Hessen-Rheinfels und Georg den nun als Hessen-Darmstadt bezeichneten südlichen Landesteil. Da Philipp und Ludwig 1583 und 1604 jeweils kinderlos starben, fielen diese Territorien an die Kasseler bzw. Darmstädter Linien. Marburg wurde Teil der Landgrafschaft Hessen-Kassel.

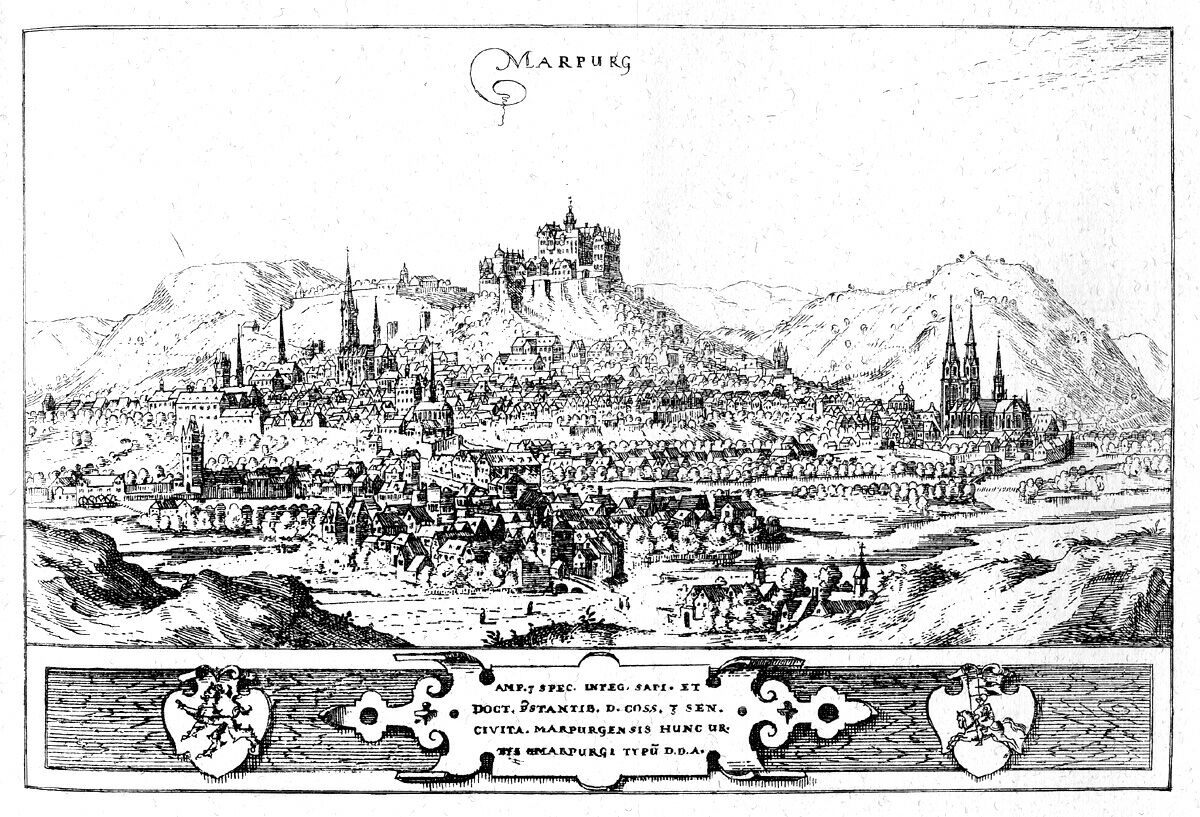
Marburg, nach einem Stich von Merian, Anfang des 17. Jahrhunderts

Aus der Vierteilung Hessens wurde nach 1604 eine faktische Zweiteilung. Der Erbfolgestreit um Hessen-Marburg und die konfessionellen Differenzen zwischen der lutherischen Darmstädter und der reformierten Kasseler Linie führten in der Folge zu erbitterter, jahrzehntelanger Gegnerschaft (siehe Konfessionsverhältnisse in der Landgrafschaft Hessen-Kassel).

### Nach dem Dreißigjährigen Krieg
Darmstadt und Kassel führten über Jahrzehnte hinweg um das Marburger Erbe Krieg gegeneinander, teilweise im größeren Zusammenhang des Dreißigjährigen Kriegs, in dem Kassel mit Schweden, Darmstadt dagegen an der Seite des Kaisers kämpfte. 1623 kam es vorübergehend zur Einnahme der Stadt und Festung Marburg durch die Truppen Tillys. Auch der „Hauptakkord“ von 1627, der das Erbe Darmstadt zusprach, konnte den Streit nicht dauerhaft beenden. Die Kasseler Landgräfin Amalie Elisabeth begann 1645 mit der Belagerung Marburgs den Hessenkrieg, den sie drei Jahre später siegreich beenden konnte. Oberhessen wurde dauerhaft geteilt, Marburg fiel an Kassel, Gießen und das Hessische Hinterland mit Biedenkopf an Darmstadt. Marburgs Bedeutung sank danach zunehmend, es spielte nur noch eine Rolle als Verwaltungssitz und militärischer Stützpunkt.
Ab 1807 wurden die Festungsanlagen des Schlosses im Zuge der Napoleonischen Kriege geschleift. Später wird Marburg Hauptstadt des Departements der Werra als Teil des Königreichs Westphalen unter Jérôme Bonaparte. Auch die Auflösung des Deutschen Ordens in Marburg, der bis dahin einen immensen Einfluss auf die Stadt hatte, fällt in diese Zeit.
1850 wurde die Eisenbahnstrecke Kassel–Marburg eröffnet und ab 1852 bis Frankfurt am Main verlängert (Main-Weser-Bahn). Marburg erhielt dadurch am Ostufer der Lahn einen Bahnhof, der die Stadtentwicklung stark vorantrieb.
Im 1866 von Preußen annektierten Kurfürstentum Hessen war Marburg mit Unterbrechungen von 1821 bis 1868 oberkurhessische Provinzhauptstadt.

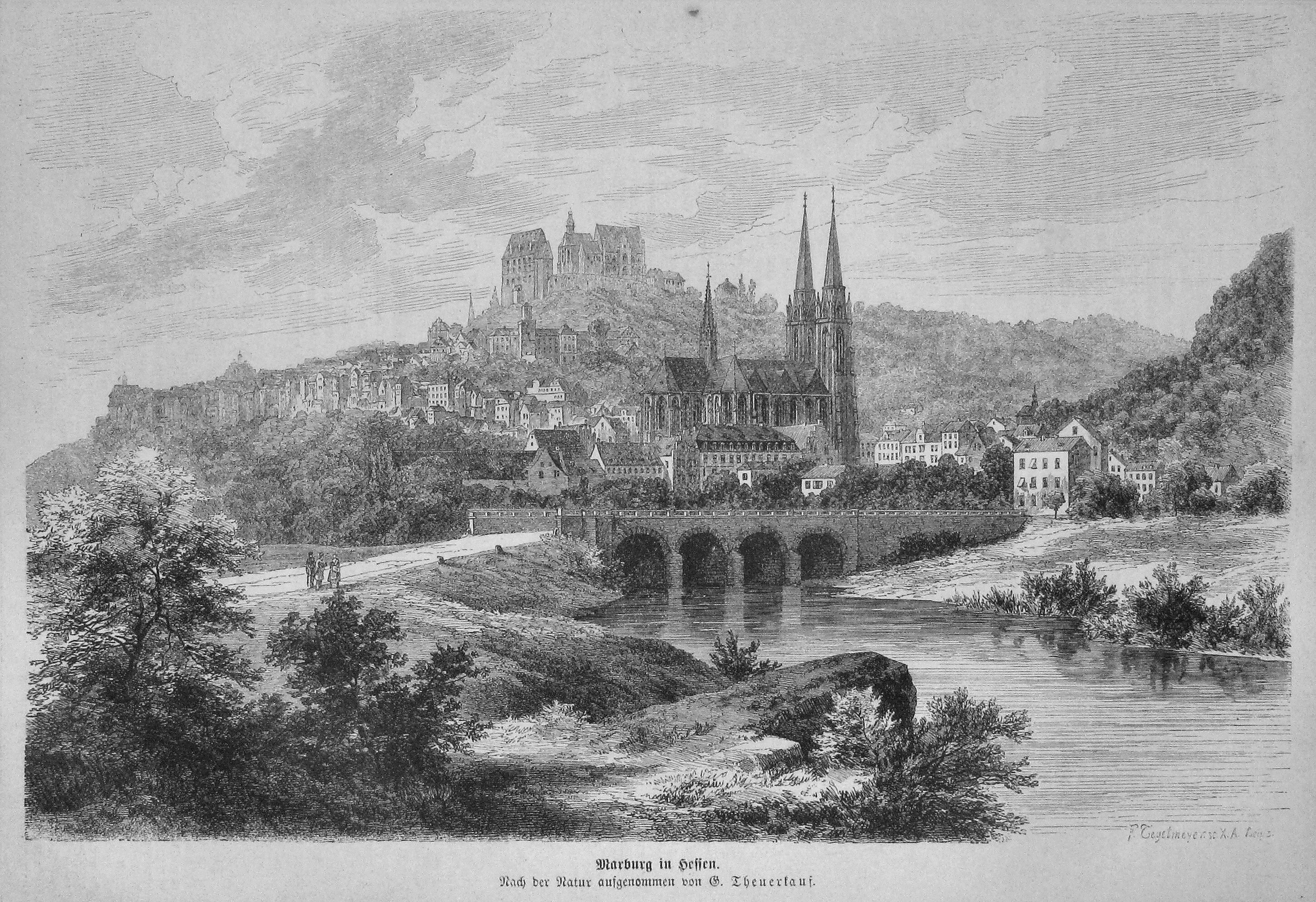
Marburg 1873 (Lithografie von Gottlob Theuerkauf, aus: Die Gartenlaube)

### Neuzeit
Nach der Annexion Kurhessens durch Preußen 1866 erlebte die Universität einen Aufschwung, der ein schnelles Anwachsen der Stadt zur Folge hatte. Innerhalb weniger Jahrzehnte verdreifachte sich die Zahl der Einwohner, die Zahl der Studenten verzehnfachte sich. Nicht wenige Marburger Bürger verdienten sich durch die Vermietung von Zimmern an Studenten ein Zubrot. Es hieß: Die Marburger leben von einem Studenten unterm Dach und zwei Ziegen im Keller. So verspotteten die Bewohner der Umgebung die Marburger Stadtbürger.
Mit der Annexion durch Preußen prosperierte die Stadt. Zuerst entstanden Stadtteile außerhalb der mittelalterlichen Stadtmauern, jedoch sämtlich östlich der Lahn. Nach 1900 wurden auch die bis dahin ausschließlich landwirtschaftlichen Flächen links der Lahn in Besitz genommen. Zuerst wurden dort Kleingärten angelegt, danach auch Siedlungsbauten. U. a. hatte der 1907 gegründete Marburger Spar- und Bauverein Grundstücke von dem Ökonomen Hoffmann erworben.
Die Verbindung zur anderen Lahnseite stellten die im 13. Jahrhundert errichtete Weidenhäuser Brücke, die 1723 gebaute Elisabethbrücke (später auch Bahnhofsbrücke genannt) und die 1892 erstellte Schützenpfuhlbrücke her. Zudem wurden zwischen den drei kilometerweit auseinanderliegenden Steinbrücken vier Holzbrücken in Marburg errichtet.

#### Zeit des Nationalsozialismus
Im Zuge einer Kreisneugliederung wurde Marburg 1929 kreisfrei und im gleichen Zuge um den Stadtteil Ockershausen vergrößert. Bei der Reichstagswahl März 1933 errang die NSDAP 57,6 % (Reichsdurchschnitt 43,9 %) im neuen Stadtkreis, die DNVP 11,1 %, die SPD 13,5 %, das Zentrum 5,8 %, die KPD 4,8 % und die DVP 3,6 %. Sofort setzten die Nationalsozialisten die Gleichschaltung aller Vereine und Verbände in der Stadt rigoros durch als auch die demonstrative Bücherverbrennung am Kämpfrasen. Dennoch hielt am 17. Juni 1934 Vizekanzler Franz von Papen an der Universität die als „Marburger Rede“ bekannt gewordene letzte öffentliche Rede gegen den umfassenden Machtanspruch des Nationalsozialismus. Zwei Wochen später wurden im Zuge des Röhmputsches der Redenschreiber Edgar Julius Jung und ein weiterer politischer Referent und Vertrauter von Papens, Herbert von Bose, ermordet.
In der Nacht vom 9. auf den 10. November 1938 wurde die Synagoge in der Universitätsstraße durch Mitglieder der Marburger SA niedergebrannt. In derselben Nacht wurden 31 Juden von der SA verhaftet, misshandelt und in das KZ Buchenwald gebracht. Nach Monaten kamen 30 von ihnen wieder frei. Im Dezember 1941 sowie Mai und September 1942 wurden die letzten 267 Juden aus Marburg und Umgebung in Konzentrationslager deportiert. Die Deportation der Sinti und Roma aus Marburg erfolgte am 23. März 1943.
Während des Zweiten Weltkriegs mussten von Herbst 1939 bis März 1945 in der Stadt Marburg und ihren heutigen Stadtteilen mindestens 3863 Ausländer Zwangsarbeit leisten. Dies waren etwa zu gleichen Teilen sowohl zivile Zwangsarbeiter und Zwangsarbeiterinnen als auch Kriegsgefangene. Diese Menschen stammten aus 20 verschiedenen Staaten, die meisten von ihnen aus der Sowjetunion, Polen, Frankreich, Italien, Belgien und Jugoslawien. Der Frauenanteil lag bei 29 %, wobei die meisten Frauen aus den osteuropäischen Ländern stammten. Von den Zwangsarbeitskräften profitierte die gesamte Stadt: Industrie, Handwerk, Handel, Gewerbe sowie kommunale und staatliche Behörden, Schulen, kirchliche Einrichtungen aber auch Landwirtschaft, Gastwirtschaften, Pensionen und Privathaushalte. Im Jahr 2000 beschloss die Stadt Marburg, die Zwangsarbeit im heutigen Stadtgebiet und das Schicksal der Zwangsarbeiter wissenschaftlich untersuchen zu lassen. In der Folge zahlte die Stadt 2002 an 176 ehemalige zivile Zwangsarbeiter und Zwangsarbeiterinnen und Kriegsgefangene eine symbolische Entschädigung von jeweils 2000 Euro. Im Juni 2003 wurden ehemalige ukrainische und im Oktober 2004 polnische Zwangsarbeiter und Zwangsarbeiterinnen jeweils zu einer Begegnungswoche nach Marburg eingeladen.
Luftangriffe
Im Zweiten Weltkrieg überstand Marburg den Luftkrieg mit nur geringen Zerstörungen. Alliierte Bomben zerstörten circa 4 % der Stadt, dabei 281 Wohnungen. Der Bahnhof Marburg (Lahn) wurde als wichtiger Bahnknotenpunkt gezielt angegriffen und bei einem Luftangriff am 22. Februar 1945 schwer beschädigt; daher stehen im Bahnhofsviertel relativ viele Häuser aus der Nachkriegszeit. Auf den Lahnbergen gibt es noch heute zahlreiche Bombenkrater. Auch das Chemische Institut der Universität, mehrere Klinikgebäude, unter anderem die Augenklinik und die Chirurgische Klinik, sowie die Reithalle am Ortenberg wurden zerstört.
US-Armee nimmt Marburg am 28. März 1945 kampflos ein
Am 28. März 1945 gegen Mittag erreichte die 3. US-Panzerdivision unter Generalmajor Maurice Rose, die dem VII. US-Korps der 1. US-Armee unterstellt war, Marburg. Die Stadt wurde vom kommissarischen Bürgermeister Walter Voß in Verweigerung des Befehls des Generalkommandos in Kassel kampflos übergeben. Das VII. Korps war vom Brückenkopf Remagen am Rhein aus über den Westerwald kommend, in Hauptstoßrichtung der heutigen B 255 folgend, vorgerückt und hatte bereits am 27. März bei Herborn die Dill erreicht.
Früh morgens am 29. März, Gründonnerstag, schwenkte die tags zuvor bis zu einer Linie Dillenburg – Marburg vorgestoßene 3. US-Panzer-Division auf vier getrennten Routen, meist auf Nebenstraßen, nach Norden in Richtung Paderborn, um den Ruhrkessel (von der deutschen Wehrmacht so genannt) von Süden her schnell zu umschließen. Von Marburg aus führte Route vier über Wetter, Frankenberg, Bad Wildungen, Fritzlar nach Norden. Die Stadt wurde danach vom Combat Command B der 1. US-Armee besetzt.
Im Verlauf dieses Vormarsches fielen den Amerikanern gegen 9:00 Uhr im Bahnhof Bromskirchen ein Transportzug mit zehn V2-Raketen der Wehrmacht in die Hände.
Die Särge von zwei preußischen Königen und von Hindenburg in der Elisabethkirche
Um die im Tannenberg-Denkmal (Ostpreußen) bestatteten sterblichen Überreste Paul von Hindenburgs und seiner Frau Gertrud sowie der Preußenkönige Friedrich II. („der Große“) und Friedrich Wilhelm I. („Soldatenkönig“) vor der anrückenden Roten Armee zu schützen, sollten die Särge im Januar 1945 durch die Wehrmacht in einem thüringischen Salzbergwerk eingelagert werden. Die Amerikaner, die weite Teile Thüringens eroberten, brachten die berühmten Toten nach Marburg, wo Hindenburg mit seiner Frau in der Nordturmkapelle der Elisabethkirche endgültig beigesetzt wurde. Der Sarg Friedrich Wilhelms I. befindet sich heute im Kaiser-Friedrich-Mausoleum in Potsdam; Friedrich II. ist seit 1991 in einer Gruft am Schloss Sanssouci beigesetzt.

#### Entwicklung nach dem Zweiten Weltkrieg

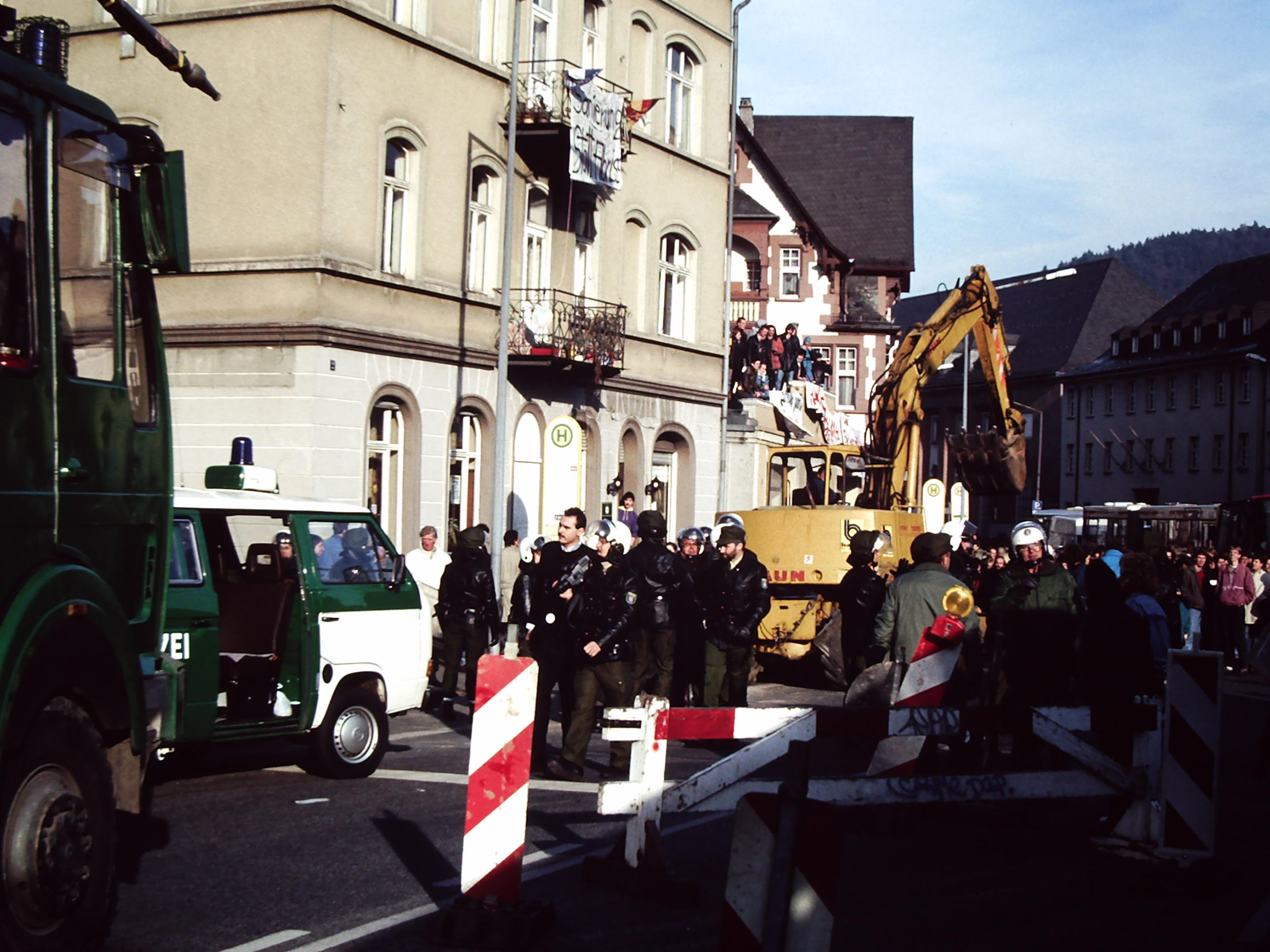
Polizeieinsatz beim Abriss von Häusern am Biegeneck

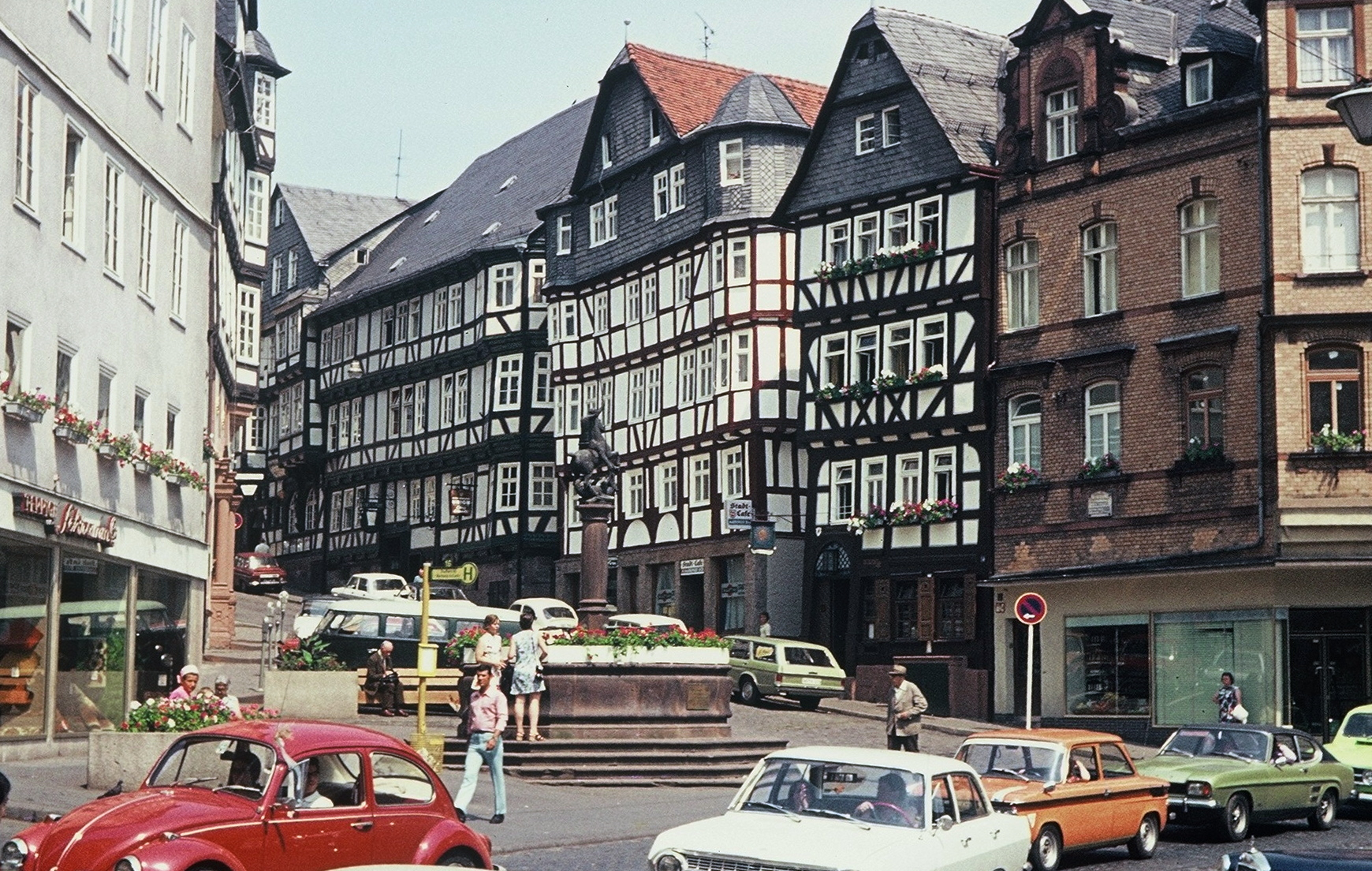
Marktbrunnen und Verkehr am Markt, 1972

Marburg musste als Folge der Vertreibungen eine große Zahl von Flüchtlingen aufnehmen. Erst seit dieser Zeit gibt es in der Stadt eine größere Zahl kleinerer und mittlerer Industriebetriebe.
Aufgrund des raschen Bevölkerungsanstiegs nach dem Krieg und der daraus resultierenden Wohnungsnot wurden 1963 auf kommunalpolitischer Ebene das Neubaugebiet Richtsberg für etwa 9000 Einwohner sowie der Bau der Stadthalle, des Großsportfeldes und mehrerer Schulen beschlossen. Marburg trägt seit dem 12. August 1966 die amtliche Zusatzbezeichnung Universitätsstadt, in Bezug auf die Philipps-Universität.
1972 begann mit der förmlichen Festlegung des ersten Abschnittes die Altstadtsanierung. Seitdem wurde die historische Bausubstanz der Altstadt sorgfältig renoviert. Im Stadtbild ist dies durch die immer noch wachsende Zahl wiederhergestellter Fachwerkgebäude deutlich erkennbar. 1972 feierte man die 750-Jahr-Feier und gleichzeitig den Hessentag 1972.
Im Rahmen der Gebietsreform in Hessen verlor Marburg seine Kreisfreiheit am 1. Juli 1974. Gleichzeitig wurde der amtliche Name der Stadt von Marburg an der Lahn bzw. Marburg a. d. Lahn amtlich in Marburg (Lahn) geändert.:387 Die Stadt wurde zum Mittelpunkt des neuen Großkreises Marburg-Biedenkopf und wuchs durch die Eingliederung von 13 Umlandgemeinden flächenmäßig um mehr als das Fünffache, bezogen auf die Einwohnerzahl der Stadt um ein Drittel auf 70.922. Seit dem 1. Januar 1977 heißt die Stadt Marburg.:414 Am 1. August 1979, zugleich mit der Auflösung der Stadt Lahn, erlangten die kreisangehörigen Städte mit mehr als 50 000 Einwohnern, also auch Marburg, den Rang von Sonderstatusstädten mit zusätzlichen Kompetenzen und dem Privileg, dass die beiden Personen an der Verwaltungsspitze die Amtsbezeichnung Oberbürgermeister und Bürgermeister tragen.
Mit dem Verkauf eines Eckgrundstückes an der Biegenstraße (wo zu Beginn des 20. Jahrhunderts der Bauunternehmer und Spekulant Weißkoopf Mietshäuser in der Nähe der Universitätsklinik gebaut hatte, wo zunächst vor allem Medizindozenten, wie etwa Ferdinand Sauerbruch, einzogen waren) begann 1991 die umfassende Neugestaltung im Bereich Marburg-Mitte. Diese Planungen lösten seit den 1980er Jahren heftige Diskussionen um das Biegeneck und den alten Schlachthof aus; dies führte zu Hausbesetzungen und Polizeieinsätzen.
Nach wie vor ist die Universität mit über 3900 Beschäftigten und mehr als 21.000 Studierenden der wichtigste Wirtschaftsfaktor in der Stadt. Das dazugehörige, inzwischen privatisierte und mit seinem Gießener Pendant fusionierte Universitätsklinikum beschäftigt in Marburg über 4200 Mitarbeiter.
Aufsehen erregte 1982 eine 1977 von der Regierungskoalition aus CDU und SPD eingeführte Sonderregel, die die DKP vom Meinungsbildungsprozess ausschloss. Nachdem das so genannte Marburger 15-Stimmen-Quorum für Protestaktionen und Klageerhebungen gesorgt hatte, wurde es ein Jahr später abgelöst.
2009 fand in Marburg der 6. Internationale Kongress für Psychotherapie und Seelsorge statt, der öffentliche Kontroversen hervorrief und in dessen Vorfeld die „Marburger Erklärung“ abgegeben wurde.
Am 25. Mai 2009 erhielt die Stadt den von der Bundesregierung verliehenen Titel „Ort der Vielfalt“.
Am 30. September 2015 wurde Marburg als 40. Stadt der Ehrentitel „Reformationsstadt Europas“ durch die Gemeinschaft Evangelischer Kirchen in Europa verliehen.

### Verwaltungsgeschichte im Überblick
Die folgende Liste zeigt die Staaten und Verwaltungseinheiten, denen Marburg angehört(e):
- vor 1256: Heiliges Römisches Reich, Landgrafschaft Thüringen
- ab 1256: Heiliges Römisches Reich, Landgrafschaft Hessen, Amt Marburg
- ab 1567: Heiliges Römisches Reich, Landgrafschaft Hessen-Marburg, Amt Marburg
- ab 1605: Heiliges Römisches Reich, Landgrafschaft Hessen-Darmstadt, Amt Marburg
- ab 1648: Heiliges Römisches Reich, Landgrafschaft Hessen-Kassel, Amt Marburg
- ab 1806: Landgrafschaft Hessen-Kassel, Amt Marburg
- 1807–1813: Königreich Westphalen, Departement der Werra, Distrikt Marburg, Kanton Marburg
- ab 1815: Kurfürstentum Hessen, Amt Marburg[36]
- ab 1821: Kurfürstentum Hessen, Provinz Oberhessen, Landkreis Marburg[37][Anm. 2]
- ab 1848: Kurfürstentum Hessen, Bezirk Marburg
- ab 1851: Kurfürstentum Hessen, Provinz Oberhessen, Landkreis Marburg
- ab 1867: Königreich Preußen, Provinz Hessen-Nassau, Regierungsbezirk Kassel, Landkreis Marburg
- ab 1871: Deutsches Reich, Königreich Preußen, Provinz Hessen-Nassau, Regierungsbezirk Kassel, Landkreis Marburg
- ab 1918: Deutsches Reich, Freistaat Preußen, Provinz Hessen-Nassau, Regierungsbezirk Kassel, Landkreis Marburg
- ab 1929: Deutsches Reich, Freistaat Preußen, Provinz Hessen-Nassau, Regierungsbezirk Kassel, Stadtkreis Marburg
- ab 1944: Deutsches Reich, Freistaat Preußen, Provinz Kurhessen, Landkreis Marburg
- ab 1945: Deutsches Reich, Amerikanische Besatzungszone, Groß-Hessen, Regierungsbezirk Kassel, Landkreis Marburg
- ab 1946: Deutsches Reich, Amerikanische Besatzungszone, Hessen, Regierungsbezirk Kassel, Landkreis Marburg
- ab 1949: Bundesrepublik Deutschland, Hessen, Regierungsbezirk Kassel, Landkreis Marburg
- ab 1952: Bundesrepublik Deutschland, Hessen, Regierungsbezirk Kassel, Kreisfreie Stadt Marburg
- ab 1974: Bundesrepublik Deutschland, Hessen, Regierungsbezirk Kassel, Landkreis Marburg-Biedenkopf
- ab 1981: Bundesrepublik Deutschland, Hessen, Regierungsbezirk Gießen, Landkreis Marburg-Biedenkopf

### Gerichte seit 1821
Mit Edikt vom 29. Juni 1821 wurden in Kurhessen Verwaltung und Justiz getrennt. Der Kreis Marburg war für die Verwaltung und das Landgericht Marburg war als Gericht erster Instanz für Marburg zuständig. 1850 wurde das Landgericht in Justizamt Marburg umbenannt. Nach der Annexion Kurhessens durch Preußen 1866 erfolgte am 1. September 1867 die Umbenennung des bisherigen Justizamtes in Amtsgericht Marburg. Auch mit dem Inkrafttreten des Gerichtsverfassungsgesetzes von 1879 blieb das Amtsgericht unter seinem Namen bestehen.

### Garnisonsgeschichte

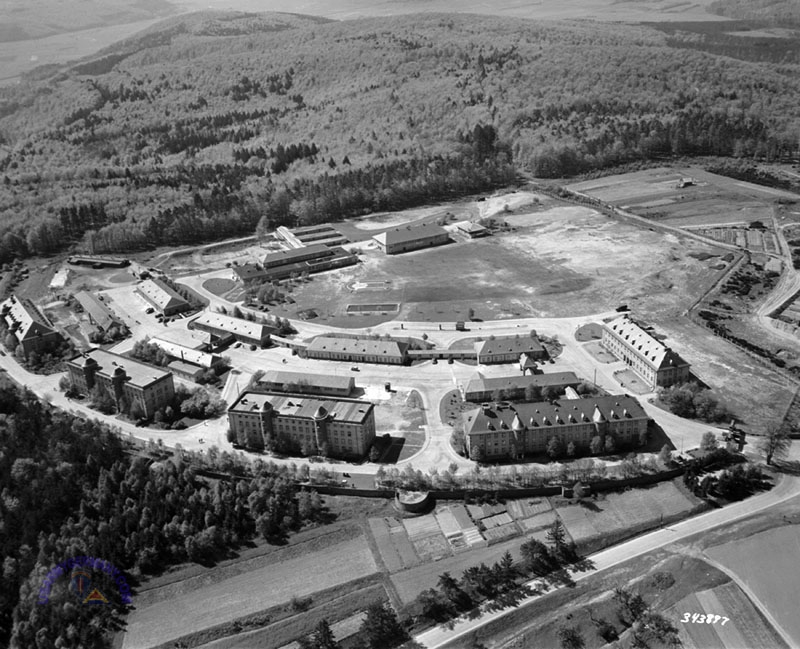
Tannenberg-Kaserne um 1950

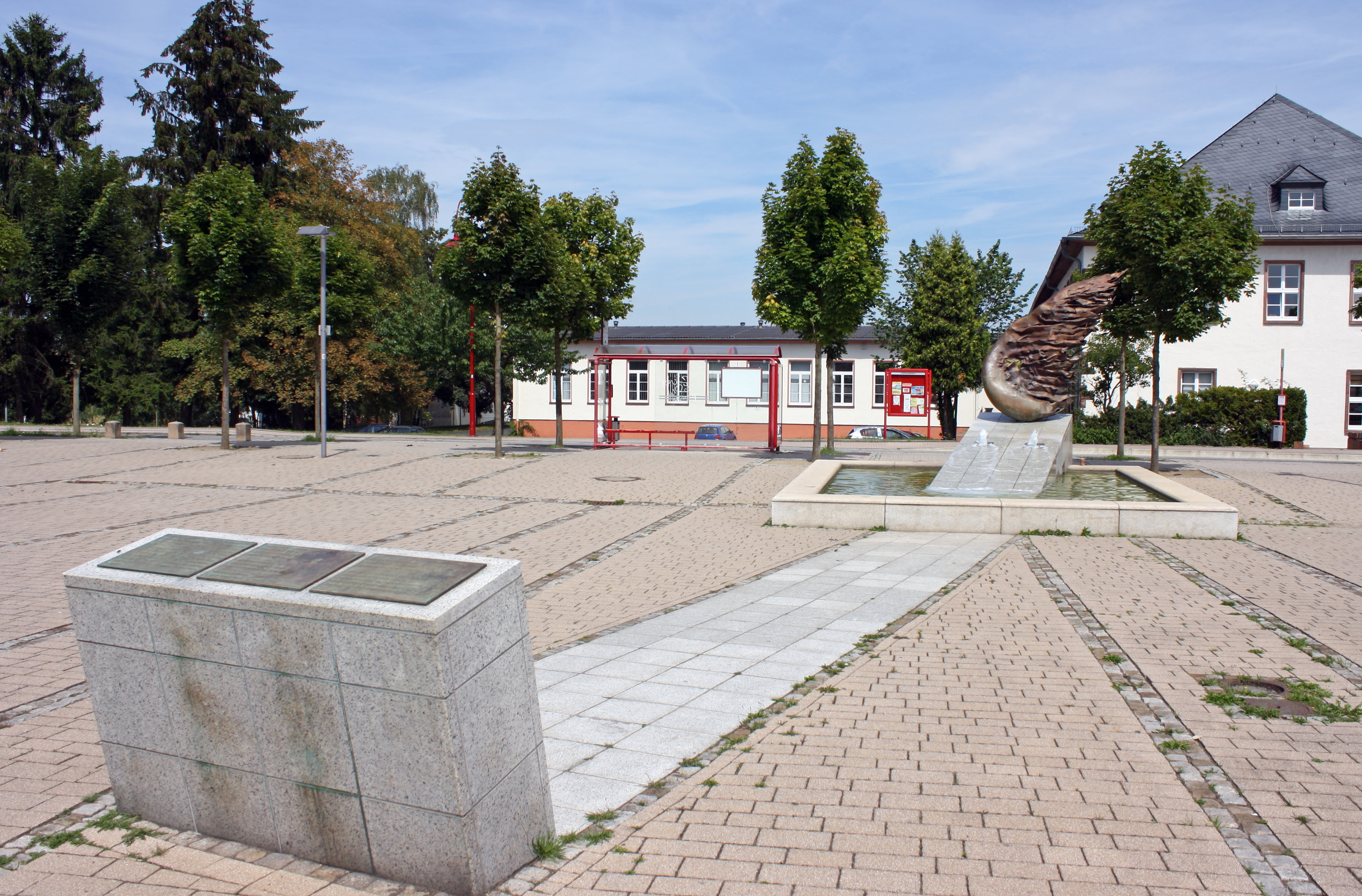
Das Denkmal Platz der Weißen Rose in der Tannenberg-Kaserne

Marburg war jahrhundertelang Garnisonsstadt. Die Geschichte als Garnison geht bis in die Zeit der Gründung der Stadt zurück.
Mit dem Einzug der preußischen Truppen in Kurhessen im Jahr 1866 wurde Marburg Standort des 11. Preußischen Jägerbataillons. Im Jahr 1868 wurde die alte Jägerkaserne nahe dem Kämpfrasen im Südviertel gebaut. Weitere Bauten folgten in den Jahren bis 1913, u. a. ein Exerzierhaus, das Offizierkasino und das Bezirkskommando.
Nach dem Ersten Weltkrieg und infolge des Versailler Vertrages trat an die Stelle des Jägerbataillons ein Ausbildungsbataillon des 15. Infanterieregiments der Reichswehr. In den 1930er Jahren wurden dann neue Kasernenbauten errichtet, so unter anderem 1937 die neue Jägerkaserne auf dem Kämpfrasen und 1938 die Tannenbergkaserne im Wald bei Ockershausen.
Nach dem Zweiten Weltkrieg nutzten zunächst amerikanische Truppen von 1945 bis 1950 und anschließend von 1951 bis 1956 französische Truppenteile die beiden Kasernen.
Die Bundeswehr übernahm diese Standorte, wobei ab 1970 dort die 2. Jägerdivision in der Jägerkaserne stationiert war. In der Tannenbergkaserne waren das Fernmeldebataillon 2, das Sanitätsbataillon 2 sowie eine Feldjägerkompanie untergebracht. In den 1960er und 1970er Jahren wurden dort weitere Unterkünfte für die Flugabwehr errichtet. Es war dort zuletzt das Flugabwehrsystem Roland stationiert, vorher das Waffensystem Bofors L70.
Nach der Wiedervereinigung und der Umstrukturierung der Bundeswehr wurden Mitte bis Ende der 1990er Jahre beide Kasernen von der Bundeswehr aufgegeben und von der Stadtentwicklungsgesellschaft in Gewerbegebiete konvertiert. Damit wurde die lange Tradition der Garnisonsstadt beendet.

### Eingemeindungen
Am 1. Januar 1931 wurde die Gemeinde Ockershausen nach Marburg eingemeindet. Mit der Gebietsreform in Hessen wurde die Stadt Marburg am 1. Juli 1974 kraft Landesgesetz mit den Landkreisen Marburg und Biedenkopf zum neuen Landkreis Marburg-Biedenkopf zusammengeschlossen. Gleichzeitig wurden Marburg die Gemeinden Bauerbach, Cappel, Cyriaxweimar, Dilschhausen, Elnhausen, Ginseldorf, Gisselberg, Haddamshausen, Hermershausen, Marbach, Schröck, Wehrda und Wehrshausen als Stadtteile eingegliedert.:387

### Einwohnerentwicklung
Marburg hatte im Mittelalter und der frühen Neuzeit nur wenige tausend Einwohner. Die Bevölkerung wuchs nur langsam und ging durch die zahlreichen Kriege, Seuchen und Hungersnöte immer wieder zurück. So starben beim Ausbruch der Pest 1348/49 und während des Dreißigjährigen Krieges (1618–1648) zahlreiche Bewohner. Erst mit dem Beginn der Industrialisierung im 19. Jahrhundert beschleunigte sich das Bevölkerungswachstum. Lebten 1800 erst 6.000 Menschen in der Stadt, so waren es 1905 bereits 20.000. Mit der Einwohnerzahl stieg auch die Zahl der Studenten. 1866 studierten erst 264 Personen in Marburg, 1907 bereits 1.954 (darunter erstmals 28 Studentinnen), und 1929 waren schon über 4.000 Studierende in der Stadt gemeldet.
| Jahr | Einwohner |
| ---- | --------- |
| 1787 | 5.150     |
| 1800 | 6.000     |
| 1830 | 7.719     |
| 1845 | 6.850     |
| 1864 | 7.718     |
| 1871 | 8.950     |
| 1880 | 11.200    |
| 1890 | 14.520    |
| 1900 | 17.531    |
| 1905 | 20.136    |
| 1910 | 21.860    |

| Jahr | Einwohner |
| ---- | --------- |
| 1916 | 17.747    |
| 1917 | 17.291    |
| 1919 | 23.009    |
| 1925 | 23.140    |
| 1933 | 28.439    |
| 1939 | 27.920    |
| 1945 | 34.860    |
| 1946 | 37.382    |
| 1950 | 39.530    |
| 1956 | 39.566    |
| 1961 | 44.853    |

| Jahr | Einwohner |
| ---- | --------- |
| 1965 | 48.672    |
| 1970 | 46.968    |
| 1975 | 72.458    |
| 1980 | 76.419    |
| 1985 | 75.092    |
| 1987 | 68.624    |
| 1990 | 74.146    |
| 1995 | 76.834    |
| 2000 | 77.390    |
| 2005 | 79.139    |
| 2006 | 79.375    |

| Jahr | Einwohner |
| ---- | --------- |
| 2007 | 79.240    |
| 2008 | 79.836    |
| 2010 | 80.656    |
| 2015 | 73.836    |
| 2016 | 74.675    |
| 2017 | 76.226    |
| 2021 | 76.571    |
| 2023 | 73.704    |
| 2024 | 73.544    |

Einwohnerentwicklung von Marburg zwischen 1787 und 2017 nach nebenstehender Tabelle

Bis 1939 stieg die Bevölkerungszahl von Marburg auf 28.000. Kurz nach dem Zweiten Weltkrieg führte der Zuzug vieler Flüchtlinge und Vertriebener zu einem Anstieg der Einwohnerzahl um 11.000 Personen auf 39.000 bis Ende 1946. Im Jahre 1964 hatte Marburg mit 25,2 Prozent das höchste Wohnungsdefizit in der Bundesrepublik Deutschland. Durch zahlreiche Eingemeindungen wuchs die Stadt am 1. Juli 1974 auf 70.922 Einwohner an. Auch die Zahl der Studierenden stieg weiter. Im Wintersemester 1945/46 studierten 2.543 Personen in Marburg, im Sommersemester 1963 schon 7.423; im Wintersemester 2002/03 waren es 18.540 (nur zur Hälfte in Marburg mit Erstwohnsitz gemeldet), im Wintersemester 2010/11 bereits 21.833.
Durch die Schließung der beiden Bundeswehrstandorte entstand zu Beginn der 1990er Jahre ein „Knick“ in der Bevölkerungsentwicklung. Beim Zensus 2011 wurde eine Abweichung der Einwohnerzahl zur vorhergehenden Fortschreibung festgestellt, am 31. Dezember 2011 betrug die amtliche Einwohnerzahl Marburgs 72.190 (gegenüber 81.147 aus der Fortschreibung).
Die folgende Übersicht zeigt die Einwohnerzahlen nach dem jeweiligen Gebietsstand. Bis 1845 handelt es sich meist um Schätzungen, danach um Volkszählungsergebnisse (1864–1939, 1946–1961, 1970 und 1987) oder amtliche Fortschreibungen des Statistischen Landesamtes. Die Angaben beziehen sich ab 1871 auf die „ortsanwesende Bevölkerung“, ab 1925 auf die Wohnbevölkerung und seit 1987 auf die „Bevölkerung am Ort der Hauptwohnung“. Vor 1871 wurde die Einwohnerzahl nach uneinheitlichen Erhebungsverfahren ermittelt.

## Religion
Die religiöse Bedeutung Marburgs begann 1235 mit der Heiligsprechung Elisabeths von Thüringen und dem Bau der Elisabethkirche. Nach Rom und Santiago de Compostela gehörte Marburg in jener Zeit zu den bedeutendsten europäischen Pilgerorten. Mit der Reformation, die durch Philipp den Großmütigen unterstützt und umgesetzt wurde, und der damit verbundenen Gründung der weltweit ersten protestantischen Universität setzte sie sich fort. Durch die Universität wiederum entstand das weite religiöse Spektrum, das heute in der Stadt zu finden ist.
Im Jahre 721 errichtete Bonifatius unterhalb der Burg Amöneburg ein kleines Kloster und eine neue Kirche beziehungsweise widmete eine iroschottische Vorgängerkirche um. In Marburg entstand aber erst 1227, als Marburg Stadt wurde, eine eigene Pfarrei. Die ansässige Pfarrei war zuvor ein Filial der Mutterkirche in Oberweimar gewesen. Der Deutsche Orden übernahm nach dem Tod der heiligen Elisabeth deren Hospital und baute ihr zu Ehren die Elisabethkirche. Das geistliche Leben war bis zur Reformation katholisch geprägt, was durch die Präsenz zahlreicher Orden wie der Brüder vom gemeinsamen Leben („Kugelherren“), der Augustiner oder der Franziskaner (Barfüßer) belegt wird. Mit der Reformation übernahm Landgraf Philipp der Großmütige die protestantische Lehre und verbot gleichzeitig den Katholizismus. Erst 1788 wurde die katholische Lehre in Marburg wieder zugelassen.

### Christentum
Die evangelischen Kirchengemeinden Marburgs gehören zum Kirchenkreis Marburg im Sprengel Marburg innerhalb der Evangelischen Kirche von Kurhessen-Waldeck. Sie besitzen bedeutende Kirchengebäude in der Kernstadt, darunter die Elisabethkirche, die Pfarrkirche St. Marien und die Universitätskirche und auch alte Dorfkirchen in den Außenstadtteilen Bortshausen, Cappel, Dilschhausen, Elnhausen, Hermershausen, Haddamshausen, Michelbach, Moischt, Ronhausen, Wehrshausen und Wehrda.
Die römisch-katholischen Kirchengemeinden gehören zum Bistum Fulda. Mit der Gebietsreform 1974 kamen die drei katholischen Dörfer Ginseldorf, Bauerbach, Schröck aus ehemaligem Mainzer Gebiet zu Marburg.
Freikirchen und Evangelische Gemeinschaften gibt es in Marburg seit dem 19. Jahrhundert.
Die Evangelisch-Freikirchliche Gemeinde wurde 1840 gegründet und zählt damit zu den ältesten deutschen Baptistengemeinden. Ihr Gemeindezentrum ist die 1957 eingeweihte Uferkirche. Seit 1958 verfügt sie auch über ein Studentenwohnheim.
Von den sogenannten altkonfessionellen Kirchen ist in Marburg die Selbständige Evangelisch-Lutherische Kirche (Auferstehungskirche) vertreten.
Der Christus-Treff Marburg ist eine ökumenische Gemeinschaft, in der sowohl freikirchliche als auch evangelisch-landeskirchliche und katholische Verantwortliche mitarbeiten. Als Ganzes ist er Teil der Evangelischen Kirche und über das Netzwerk „TGG“ („Treffen Geistlicher Gemeinschaften“) in die EKD eingeordnet.
Fünf Evangelische Gemeinschaften arbeiten in Marburg. Sie gehören unter das Dach des Evangelischen Gnadauer Gemeinschaftsverbandes e. V. Dieser ist ein Dachverband deutscher Gemeinschaftsbewegungen und arbeitet innerhalb der evangelischen Landeskirchen in Deutschland.
Ebenfalls in Marburg existieren eine Gruppe der deutschen Jesus-Freaks, die Katholisch-Apostolische Gemeinde und die Brüdergemeinde.
Weitere Religionsgemeinschaften in Marburg sind die Neuapostolische Kirche und die anthroposophisch geprägte Christengemeinschaft.

### Christliche Gemeinden in Marburg
Gemeinschaften innerhalb der evangelischen Landeskirchen (Gnadauer Verband)
- Evangelische Gemeinschaft Cappel
- Evangelische Gemeinschaft Marburg-Ortenberg
- Evangelische Gemeinschaft Marburg-Süd
- Evangelische Gemeinschaft Wehrda Hebrongemeinde
- Evangelische Stadtmission Marburg (Chrischonagemeinde)

Vereinigung Evangelischer Freikirchen VEF
- Evangelisch Freikirchliche Gemeinde, Baptisten, Uferkirche
- Evangelisch Methodistische Kirche, EmK, Christuskirche
- Anskar-Kirche Marburg, Evangelische Freie Gemeinde
- Freie evangelische Gemeinde, FeG
- Siebenten-Tags-Adventisten, STA
- Christengemeinde, Licht der Hoffnung, Russlanddeutsche Gemeinde, im BfP

Ökumenische Gemeinschaften
- Christus-Treff

Altkonfessionelle Kirchen
- SELK, Selbständige Evangelisch-Lutherische Kirche, Auferstehungskirche

Katholische Kirche in Marburg-Kernstadt
- St. Johannes („Kugelkirche“), katholisch
- St. Peter und Paul, katholisch
- Liebfrauen, katholisch

Katholische Kirche in Marburg-Stadtteile
- Wehrda St. Martin (zu St. Peter und Paul), katholisch
- Cappel St. Franziskus in Verbindung mit Liebfrauen, katholisch
- Bauerbach/Ginseldorf (Pfarramt Bauerbach)
- Schröck/Moischt (Pfarramt Schröck)
- Bortshausen, Ronhausen (St. Franziskus Cappel)
- Gisselberg, Cyriaxweimar, Haddamshausen, Hermershausen, Wehrshausen, Elnhausen, Dagobertshausen, Michelbach (zu St. Johannes Kugelkirche mit Filialkirche in Wenkbach)
- Dilschhausen

Evangelische Kirche im Stadtverband Marburg (Kernstadt)
- Elisabethkirche, evangelisch
- Evangelische Kirche am Richtsberg zu MR
- Lukaskirche, evangelisch
- Lutherische Pfarrkirche St. Marien
- Markuskirche, evangelisch (Marbach)
- Matthäuskirche, evangelisch, Ockershausen
- Pauluskirche, evangelisch
- Universitätskirche, evangelisch

Evangelische Kirche in den Marburger Stadtteilen
- Bauerbach/Ginseldorf (Pfarramt Bauerbach)
- Moischt/Schröck (Pfarramt Wittelsberg)*
- Bortshausen, Ronhausen (Pfarramt Cappel)
- Cappel
- Gisselberg, Cyriaxweimar (Pfarramt Niederweimar)*
- Hermershausen/Haddamshausen (Pfarramt Oberweimar)*
- Wehrshausen (Pfarramt Elnhausen)
- Elnhausen/Dagobertshausen (Pfarramt Elnhausen)
- Michelbach
- Dilschhausen, Dilschhausen (Pfarramt Weitershausen)*

- Pfarramt außerhalb Marburgs

### Ökumene in Marburg
Die Arbeitsgemeinschaft Christlicher Kirchen in Marburg (ACK) ist ein Bund von christlichen Kirchen und Gemeinschaften zur Förderung ökumenischer Zusammenarbeit und der Einheit der Christen und der Kirchen. Das Gespräch, Begegnungen und Gottesdienste fördern das gegenseitige Verständnis.
Die Evangelische Allianz ist ein Bund von Christen aus verschiedenen christlichen Kirchen, Gemeinschaften, christlichen Gruppen und Werken. Die Arbeit der Evangelischen Allianz Marburg wird von einem Arbeitskreis getragen, der dem Austausch, dem gemeinsamen Gebet und der Wahrnehmung gemeinsamer Verantwortung dient. Evangelistische, seelsorgerliche und diakonische Aktivitäten werden geplant und begleitet.
Diese beiden übergemeindlichen, ökumenischen Arbeitskreise führen Menschen unterschiedlicher christlicher Prägung zusammen zum gemeinsamen Pfingstmontagsgottesdienst, der Allianzgebetswoche zum Beginn des Jahres; zu Gottesdiensten für die Einheit der Kirche.

#### Zentralen christlicher Werke mit Sitz in Marburg
- Hauptstelle des Deutschen Gemeinschafts-Diakonieverbandes DGD. Der Deutsche Gemeinschafts-Diakonieverband (DGD) mit Sitz in Marburg ist ein Verbund diakonisch-missionarischer Einrichtungen im Evangelischen Gnadauer Gemeinschaftsverband mit diakonischen Einrichtungen in Deutschland, Japan, den Niederlanden, den USA und Brasilien.
- Die Marburger Mission ist ein evangelikales Missionswerk mit Sitz in Marburg mit Arbeitszweigen in Japan, Taiwan, Thailand, Ostafrika, Brasilien, Spanien und Russland.
- Zentrale der Studentenmission in Deutschland SMD. Die SMD ist ein deutschlandweites Netzwerk von Christen in Schule, Hochschule und akademischer Berufswelt (gegründet 1949 als Studentenmission in Deutschland e. V.).
- Compassion Deutschland ist der deutsche Zweig von Compassion International, einem der größten christlichen Kinderhilfswerke der Welt.

#### Christliche Ausbildungsstätten
- Fachbereich Evangelische Theologie an der Philipps-Universität Marburg
- Evangelische Hochschule Tabor
- Katholisch-Theologisches Seminar
- Marburger Bildungs- und Studienzentrum (MBS)

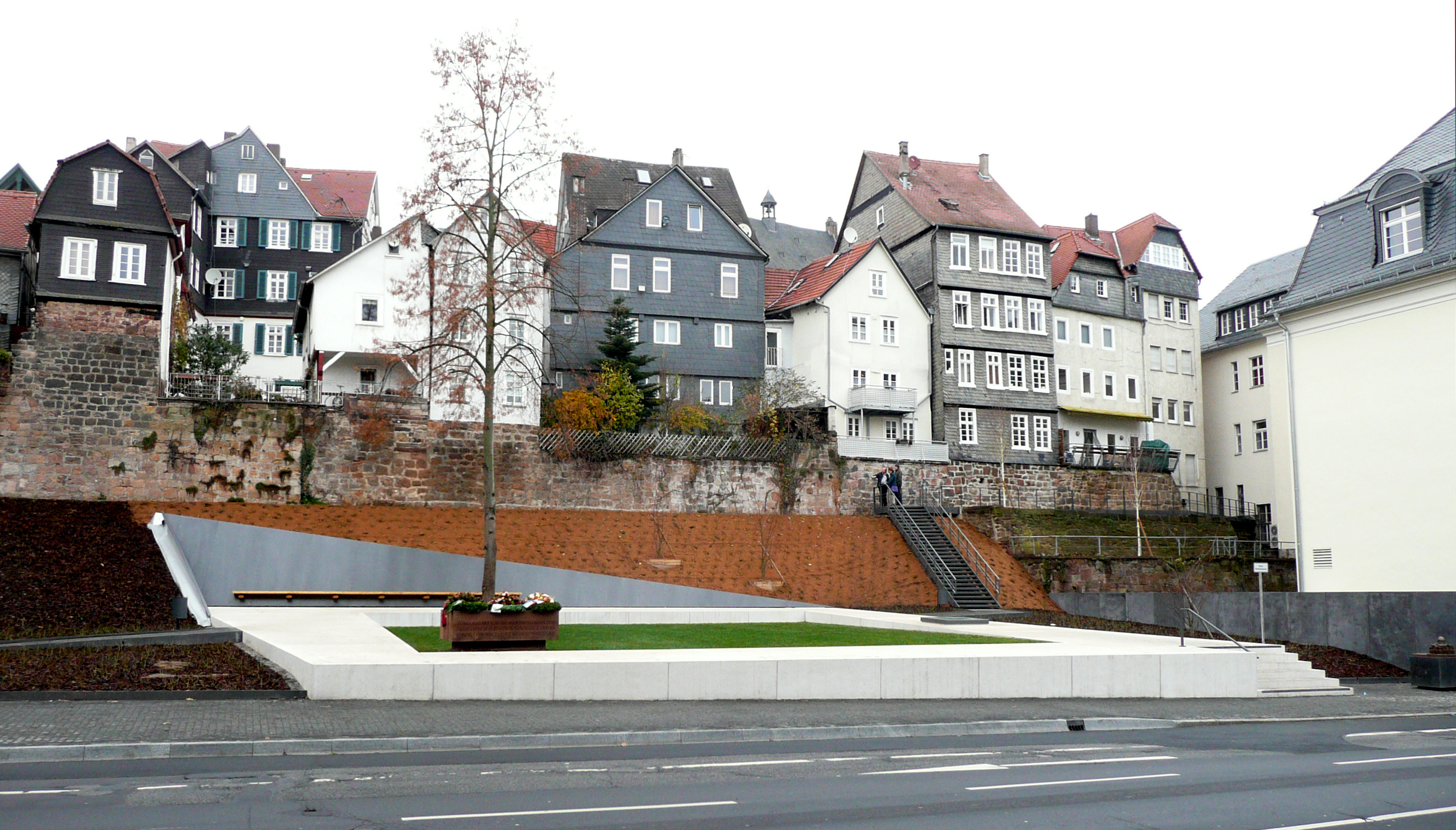
Garten des Gedenkens

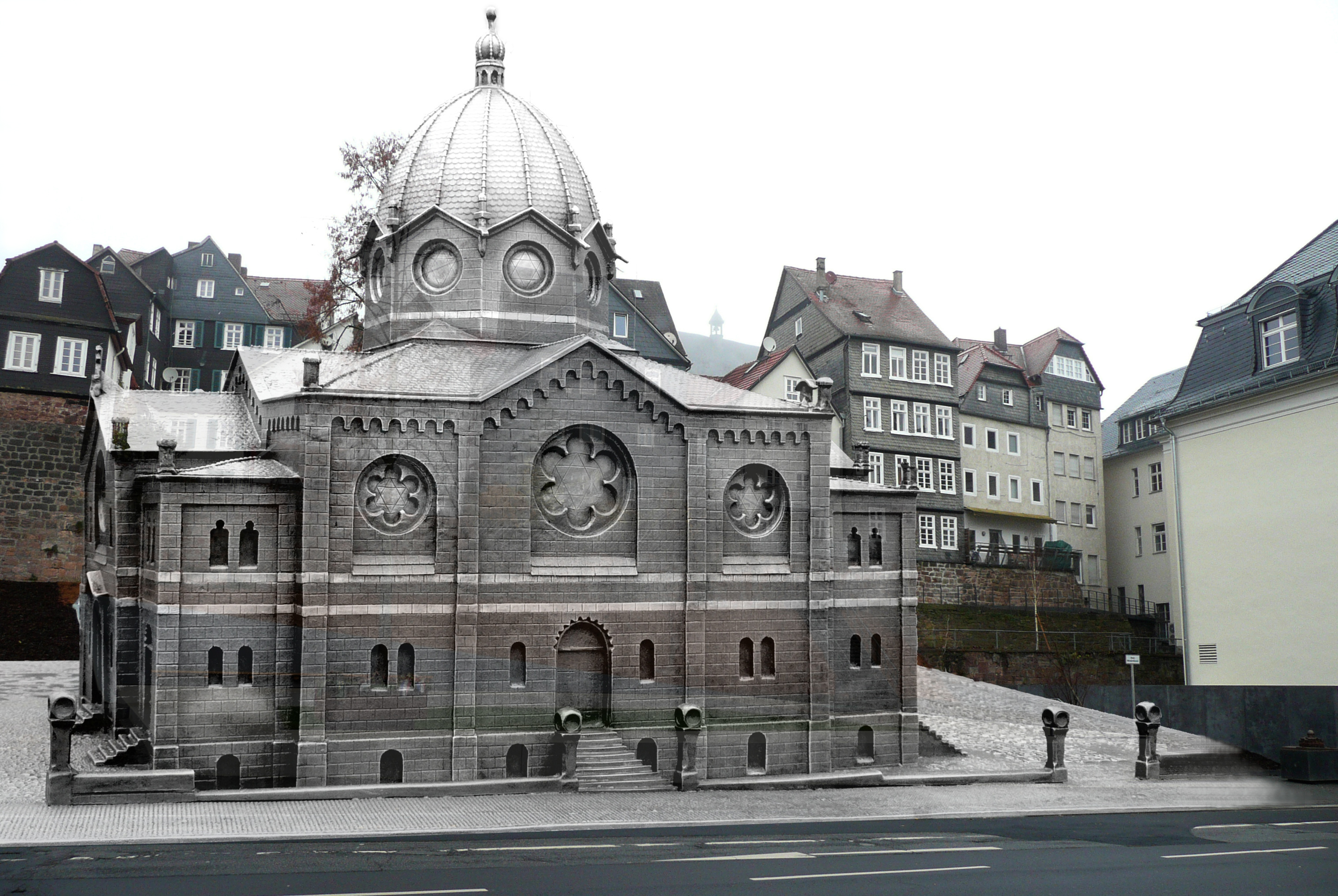
Gleiche Ansicht mit Fotomontage des Kupfermodells

### Judentum
In Marburg gab es erstmals im Mittelalter eine jüdische Gemeinde. Eine größere Anzahl jüdischer Familien lebte in der ersten Hälfte des 14. Jahrhunderts in der Judengasse. Nach Vertreibungen im 14. und 16. Jahrhundert wuchs die Gemeinde bis ins 20. Jahrhundert auf über 500 Mitglieder. Bereits zu Beginn des Nationalsozialismus zogen viele Juden fort oder wanderten aus. 77 Juden, die in Marburg blieben, wurden 1941/42 nach Riga beziehungsweise Theresienstadt und in Vernichtungslager des Ostens deportiert und ermordet. In den 1980er Jahren wurde eine neue jüdische Gemeinde gegründet. Am 26. November 2005 konnte eine neue Synagoge in der Liebigstraße eingeweiht werden. 2006 gehörten der Gemeinde etwa 350 Personen an. Am 28. November 2010 weihte die jüdische Gemeinde die erste neue Thorarolle seit der Shoah ein.
An der Stelle, wo ehemals die Synagoge stand, die durch Nationalsozialisten zerstört wurde, befindet sich nun der „Garten des Gedenkens“. Ein Kupfermodell zeigt das Aussehen der Synagoge, ein Stein mit einer Inschrift erklärt die Bedeutung dieses Ortes.

### Islam
Nach offiziellen Angaben leben in Marburg etwa 5000 Muslime. Seit 1986 verfügt Marburg über eine Moschee, die Omar-Ibn-Al-Khattab-Moschee. Getragen wird sie vom Verein „Orientbrücke Marburg e. V.“ Dieser Verein gehört zur Islamischen Gemeinschaft Deutschland e. V. (IGD) und wird wie diese im Verfassungsschutzbericht des Bundes thematisiert. Die IGD war ursprüngliche Trägerin der Moschee. Sie gilt als deutsche Zentrale der Muslimbruderschaft. Die Verbindungen dieser Organisation reichen bis zu Gruppierungen, die im Verdacht stehen, den islamistischen Terrorismus zu unterstützen. Im Jahr 2002 wurde der Verein „Islamische Schule“ gegründet, der in „Orientbrücke“ umbenannt wurde. Seitdem ist die Marburger Moschee formell unabhängig von der IGD. Ein muslimischer Friedhof befindet sich in einem Abschnitt des städtischen Friedhofs im Stadtteil Ockershausen.
Am 21. Juni 2013 wurde der Grundstein für ein islamisches Kulturzentrum mit Moschee im Viertel „Bei St. Jost“ gelegt. Neben dem Gebetsraum sollen eine Cafeteria, ein Feinkostladen, eine Bibliothek und Multifunktionsräume Platz in dem Gebäude finden; alles soll der Öffentlichkeit zugänglich sein. Die Baukosten von rund 1,8 Millionen Euro sind spendenfinanziert.
Daneben gibt es eine Gemeinde der Ahmadiyya Muslim Jamaat in der Uferstraße und die Dar-Al-Salem-Moschee in der Friedrich-Ebert-Straße. Auf letztere wurde am 10. November 2017 ein Brandanschlag verübt.

### Weitere Religionen
Es gibt in Marburg eine Gemeinde der Zeugen Jehovas und eine der Bahá'í. Bis kurz nach dem Jahr 2000 gab es eine Zentrale des Universellen Lebens in der Biegenstraße.
Mit einem Shambhala-Zentrum gehört Marburg auch zu den größeren europäischen buddhistischen Zentren. Die Gemeinschaft besteht aus etwa 50 bis 120 Praktizierenden. Sie ist Mitglied der Deutschen Buddhistischen Union, wird von Shambhala International gelistet und ist über Shambhala Europe Mitglied in der European Buddhist Union. Daneben gibt es eine Vielzahl weiterer religiöser Gruppierungen, die nicht zuletzt durch die Universität nach Marburg kamen.
Für 1995 ist ein Wicca-Coven belegt. Marion Näser-Lather führte 2012 themenzentrierte Interviews mit Wicca aus dem Marburger Raum durch.

## Politik

### Stadtverordnetenversammlung
Die Kommunalwahl am 14. März 2021 lieferte folgendes Ergebnis, in Vergleich gesetzt zu früheren Kommunalwahlen:
| Gemeindevertretung – Kommunalwahlen 2021 | Gemeindevertretung – Kommunalwahlen 2021                                                                                       |
| --- | --- |
| Stimmenanteil in %Wahlbeteiligung: 55,1 % 403020100 26,0 (+10,9)23,5 (−7,8)21,4 (−6,7)11,4 (−2,4)6,4 (n. k.)4,0 (−0,5)3,3 (−1,1)1,8 (n. k.)2,2 (−0,6) GrüneSPDCDULinkeKlimaFDPBfMAfDSonst.i20162021Anmerkungen:i Piraten: 0,8 %; WDMR: 0,7 %; MR-24: 0,4 %; APPD: 0,2 % | SitzverteilungInsgesamt 59 Sitze - Linke: 7 - Klima: 4 - Piraten: 1 - SPD: 14 - Grüne: 15 - FDP: 2 - BfM: 2 - CDU: 13 - AfD: 1 |

| Parteien und Wählergemeinschaften | Parteien und Wählergemeinschaften           | 2021  | 2021  | 2016  | 2016  | 2011  | 2011  | 2006  | 2006  | 2001  | 2001  | 1997  | 1997  |
| Parteien und Wählergemeinschaften | Parteien und Wählergemeinschaften           | %     | Sitze | %     | Sitze | %     | Sitze | %     | Sitze | %     | Sitze | %     | Sitze |
| --------------------------------- | ------------------------------------------- | ----- | ----- | ----- | ----- | ----- | ----- | ----- | ----- | ----- | ----- | ----- | ----- |
| Grüne                             | Bündnis 90/Die Grünen                       | 26,0  | 15    | 15,1  | 9     | 22,6  | 13    | 17,6  | 10    | 16,2  | 10    | 20,5  | 13    |
| SPD                               | Sozialdemokratische Partei Deutschlands     | 23,5  | 14    | 31,3  | 18    | 37,3  | 22    | 33,0  | 20    | 34,1  | 20    | 29,8  | 18    |
| CDU                               | Christlich Demokratische Union Deutschlands | 21,4  | 13    | 28,1  | 16    | 23,0  | 14    | 32,0  | 19    | 28,4  | 17    | 28,0  | 17    |
| Linke                             | Marburger Linke a                           | 11,4  | 7     | 13,8  | 8     | 7,4   | 4     | 8,8   | 5     | 6,4   | 4     | 6,2   | 4     |
| Klimaliste                        | Klimaliste                                  | 6,4   | 4     | –     | –     | –     | –     | –     | –     | –     | –     | –     | –     |
| FDP                               | Freie Demokratische Partei                  | 4,0   | 2     | 4,5   | 3     | 2,5   | 2     | 4,9   | 3     | 5,1   | 3     | 3,7   | 0     |
| BfM                               | Bürger für Marburg                          | 3,3   | 2     | 4,4   | 3     | 2,2   | 1     | –     | –     | 5,7   | 3     | 11,8  | 7     |
| AfD                               | Alternative für Deutschland                 | 1,8   | 1     | –     | –     | –     | –     | –     | –     | –     | –     | –     | –     |
| Piraten                           | Piratenpartei Deutschland                   | 0,8   | 1     | 1,1   | 1     | 1,9   | 1     | –     | –     | –     | –     | –     | –     |
| WDMR                              | Bürgerliste Weiterdenken                    | 0,7   | 0     | –     | –     | –     | –     | –     | –     | –     | –     | –     | –     |
| MR-24                             | Marburg24                                   | 0,4   | 0     | –     | –     | –     | –     | –     | –     | –     | –     | –     | –     |
| APPD                              | Anarchistische Pogo-Partei Deutschlands     | 0,2   | 0     | –     | –     | 0,5   | 0     | 0,6   | 0     | –     | –     | –     | –     |
| MBL                               | Marburger-Bürger-Liste                      | –     | –     | 1,7   | 1     | 2,5   | 2     | 3,2   | 2     | 3,9   | 2     | –     | –     |
| ödp                               | Ökologisch-Demokratische Partei             | –     | –     | –     | –     | 0,1   | 0     | –     | –     | –     | –     | –     | –     |
| Gesamt                            | Gesamt                                      | 100,0 | 59    | 100,0 | 59    | 100,0 | 59    | 100,0 | 59    | 100,0 | 59    | 100,0 | 59    |
| Ungültige Stimmen in %            | Ungültige Stimmen in %                      | 2,1   | –     | 3,3   | –     | 3,5   | –     | 3,1   | –     | 2,3   | –     | 2,1   | –     |
| Wahlbeteiligung in %              | Wahlbeteiligung in %                        | 55,1  | 55,1  | 45,8  | 45,8  | 50,7  | 50,7  | 43,9  | 43,9  | 52,5  | 52,5  | 64,7  | 64,7  |

Die Sitzungen der 59-köpfigen Stadtverordnetenversammlung finden in der Regel einmal monatlich statt. Die Mehrheit und damit die Etathoheit hat seit der Kommunalwahl 2021 eine Koalition aus Bündnis 90/Die Grünen, SPD und Klimaliste.
Stadtverordnetenvorsteherin ist seit dem 23. April 2021 Elke Neuwohner (Bündnis 90/Die Grünen).
Im kommunalen Parlament sind außerdem die Fraktionen von CDU und FDP, Marburger Linke und Bürger für Marburg sowie die Piraten und die AfD vertreten.

### Oberbürgermeister und Magistrat

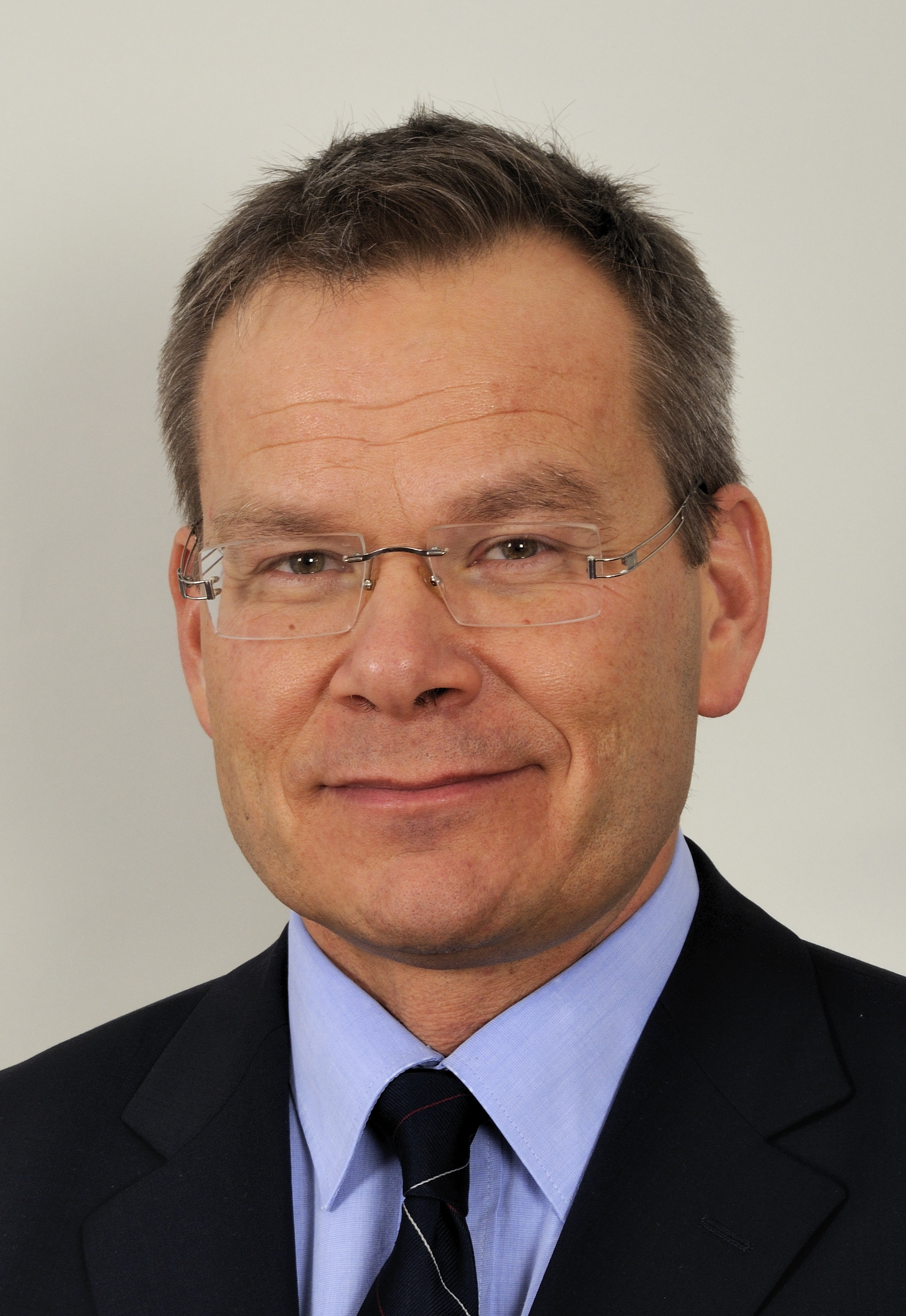
Amtierender Oberbürgermeister Thomas Spies

Nach der hessischen Kommunalverfassung wird in den Sonderstatusstädten der Oberbürgermeister für eine sechsjährige Amtszeit gewählt, seit dem Jahr 1993 in einer Direktwahl, und ist Vorsitzender des Magistrats, dem in der Stadt Marburg neben dem Oberbürgermeister als weitere hauptamtliche Mitglieder ein Bürgermeister als sein Vertreter und zwei Stadträte angehören sowie als ehrenamtliche Mitglieder elf weitere Stadträte. Oberbürgermeister ist seit dem 1. Dezember 2015 Thomas Spies (SPD). Er wurde als Nachfolger von Egon Vaupel (SPD), der erklärt hatte, sein Amt nach Vollendung des 65. Lebensjahres aus gesundheitlichen Gründen am 30. November 2015 vorzeitig niederlegen zu wollen, am 28. Juni 2015 in einer Stichwahl bei 38,88 Prozent Wahlbeteiligung mit 60,04 Prozent der Stimmen gewählt. Es folgte eine Wiederwahl, wiederum in einer Stichwahl, denkbar knapp mit 95 Stimmen Vorsprung, im März 2021. Sein Kontrahentin Nadine Bernshausen (Grüne) kandidierte anschließend erfolgreich auf die vakante Stelle der hauptamtlichen Bürgermeisterin, die sie nach der Wahl durch die Stadtverordnetenversammlung am 28. Januar 2022 antrat.
| Oberbürgermeisterwahl 2021in Prozent %6050403020100 33,9022,4225,956,262,853,220,971,273,15 Spies (SPD)Bam- berger (CDU)Berns- hausen (Grüne)Bastian (Linke)Selinka (FDP)Suntheim- Pichler (BfM)Erojo (MR-24)Michler (WDMR)Diehl (Klima) |  | Oberbürgermeisterstichwahl 2021in Prozent %6050403020100 50,2049,80 Spies (SPD)Berns- hausen (Grüne) |

#### Amtszeiten der Oberbürgermeister
- 2015–2027 Thomas Spies (SPD)[65]
- 2005–2015 Egon Vaupel (SPD)[65]
- 1993–2005 Dietrich Möller (CDU)[65]
- 1970–1992 Hanno Drechsler (SPD)[65]
- 1951–1970 Georg Gaßmann (SPD)[65]
- 1946–1951 Karl Theodor Bleek (LDP, später FDP)[65]

Weitere Einzelheiten sind der Liste der Stadtoberhäupter von Marburg zu entnehmen.

#### Magistrat
Der Magistrat ist als Kollegialorgan die Verwaltungsbehörde der Stadt. Er besteht aus dem Oberbürgermeister als Vorsitzenden, dem Bürgermeister und den Stadträten. In der Praxis besteht die weit überwiegende Mehrheit des Magistrats aus ehrenamtlichen Mitgliedern. Die Zahl der hauptamtlichen Beigeordneten (Stadträte und der Bürgermeister) darf die der ehrenamtlichen jedenfalls nicht übersteigen.
Der Magistrat besorgt die laufende Verwaltung und wird von den Bediensteten der Stadt unterstützt. Diese stellt er ein, befördert und entlässt sie. Er trifft die Entscheidungen zu laufenden Verwaltungsangelegenheiten, bereitet gemeinsam mit der Verwaltung die Beschlüsse der Stadtverordnetenversammlung vor und führt diese aus. Er wirkt mit bei der Ausführung der Gesetze und Verordnungen innerhalb der Stadt, bei der Verwaltung des Vermögens, bei der Erstellung des Haushaltsplanes sowie bei der Überwachung des Kassen- und Rechnungswesens. Auch die Wahrung der Bürgerinteressen ist seine Aufgabe. Er vertritt die Gemeinde nach außen, führt den Schriftwechsel und vollzieht die Gemeindeurkunden. Er tagt unter Vorsitz des Oberbürgermeisters in nicht-öffentlichen Sitzungen. An den Sitzungen der Stadtverordnetenversammlung nimmt der Magistrat ohne Stimmrecht teil.
Die ehrenamtlichen Stadträte werden von der Stadtverordnetenversammlung in oder bald nach der konstituierenden Sitzung für die fünfjährige Wahlperiode bis zur nächsten Kommunalwahl in den Magistrat gewählt. Für die Dauer ihrer Wahlzeit werden sie zu Ehrenbeamten ernannt und können zwar zurücktreten, aber im Gegensatz zu hauptamtlichen Magistratsmitgliedern nicht abgewählt werden. Die Stärke der in der Stadtverordnetenversammlung vertretenen Fraktionen spiegelt sich grundsätzlich in der Zusammensetzung des ehrenamtlichen Magistrats wider. Ihre Wahlzeit endet erst mit der Wahl eines neuen Magistrats nach der nächsten Kommunalwahl.
Der hauptamtliche Bürgermeister und die hauptamtlichen Stadträte werden von der Stadtverordnetenversammlung auf die Dauer von sechs Jahren als Wahlbeamte gewählt. Nach dem Geschäftsverteilungsplan des Oberbürgermeisters sind die vier hauptamtlichen Magistratsmitglieder als Dezernenten jeweils für einen Teil der Ämter und Fachbereiche der Stadtverwaltung zuständig. Neben dem Oberbürgermeister Thomas Spies (SPD) handelt es sich um die Bürgermeisterin Nadine Bernshausen (Grüne) sowie um die Stadträtin Kirsten Dinnebier (SPD) und den Stadtrat Michael Kopatz (Klimaliste).

### Ortsbeiräte

#### Übersicht
Folgende Ortsbezirke mit Ortsbeirat und Ortsvorsteher, nach Maßgabe der §§ 81 und 82 HGO und des Kommunalwahlgesetzes in der jeweils gültigen Fassung, gibt es im Stadtgebiet:
- Für die Stadtteile Bauerbach, Bortshausen, Cappel, Cyriaxweimar, Dagobertshausen, Dilschhausen, Elnhausen, Ginseldorf, Gisselberg, Haddamshausen, Hermershausen, Marbach, Michelbach, Moischt, Ronhausen, Schröck, Wehrda und Wehrshausen besteht jeweils ein Ortsbezirk in den Gemarkungsgrenzen der ehemaligen Gemeinden. (Details siehe bei den Stadtteilen)
- Der Ortsbezirk Ockershausen besteht aus dem Gebiet der ehemaligen Gemeinde Ockershausen und aus den Häusern Bachweg 25, 27 und 29 und den Straßen Am grünen Hang, Habichtstalgasse, Karl-Dörbecker-Weg, Konrad-Laucht-Weg, Leopold-Lucas-Straße 3 bis 65, Ockershäuser Allee, Taubenweg, Ziegelstraße, Anne-Frank-Straße, Carl-von-Ossietzky-Straße, Cilly-Schäfer-Straße, Dietrich-Bonhoeffer-Straße, Edith-Stein-Straße, Elisabeth-von-Thadden-Straße, Georg-Elser-Straße, Hannah-Arendt-Straße, Hedwig-Jahnow-Straße, Jakob-Kaiser-Straße, Luise-Berthold-Straße, Platz der Weißen Rose und Rudolf-Breitscheid-Straße. (Details siehe Ockershausen.)
- Der Ortsbezirk Richtsberg besteht aus dem Stadtteil Richtsberg. (Details siehe Richtsberg.)
- Der Ortsbezirk Altstadt besteht aus dem Gebiet eines abgegrenzten Teils des statistischen Bezirkes „Altstadt“ bestehend aus den Straßen: Am Plan, Augustinergasse, Aulgasse, Barfüßerstraße, Hanno-Drechsler-Platz, Hirschberg, Hofstatt, Jakobsgasse, Krebsgasse, Kugelgasse, Lahntor, Landgraf-Philipp-Straße, Langgasse, Lutherischer Kirchhof, Mainzer Gasse, Markt, Marktgasse, Metzgergasse, Mühltreppe, Neustadt, Nikolaistraße, Pilgrimstein, Reitgasse, Renthof, Ritterstraße, Rübenstein, Schloß, Schloßsteig, Schloßtreppe, Schneidersberg, Schuhmarkt, Steingasse, Steinweg, Untergasse, Wendelgasse, Wettergasse und Willy-Sage-Platz.
- Der Ortsbezirk Weidenhausen besteht aus dem statistischen Bezirk Weidenhausen.
- Der Ortsbezirk Campusviertel besteht aus dem statistischen Bezirk Campusviertel.
- Der Ortsbezirk Südviertel besteht aus dem statistischen Bezirk Südviertel.
- Der Ortsbezirk Waldtal besteht aus dem statistischen Bezirk Waldtal.

Die Wahl der Ortsbeiräte erfolgt im Rahmen der Kommunalwahlen. Der Ortsbeirat wählt eines seiner Mitglieder zum Ortsvorsteher.

#### Kernstadt-Ortsbeiräte
| Altstadt | Campusviertel | Südviertel | Waldtal | Weidenhausen |
| --- | --- | --- | --- | --- |
| Sitzverteilung im Ortsbeirat nach den Kommunalwahlen 2021Insgesamt 9 Sitze - Linke: 2 - Grüne: 4 - SPD: 1 - BILO: 1 - CDU: 1 - BILO = Bürgerinitiative „Lebensqualität Oberstadt“ - Wahlbeteiligung: 57,12 % - Ortsvorsteherin: Sandra Laaz (Grüne) | Sitzverteilung im Ortsbeirat nach den Kommunalwahlen 2021Insgesamt 9 Sitze - Linke: 2 - Grüne: 4 - SPD: 1 - CDU: 2 - Wahlbeteiligung: 56,99 % - Ortsvorsteherin: Sabine Schock (Grüne) | Sitzverteilung im Ortsbeirat nach den Kommunalwahlen 2021Insgesamt 9 Sitze - Linke: 2 - Grüne: 4 - SPD: 2 - FDP: 1 - Wahlbeteiligung: 59,40 % - Ortsvorsteherin: Antje Tietz (Grüne) | Sitzverteilung im Ortsbeirat nach den Kommunalwahlen 2021Insgesamt 7 Sitze - GLW: 7 - GLW = Gemeinschaftsliste Waldtal - Wahlbeteiligung: 38,38 % - Ortsvorsteher: Gerhard Dziehel | Sitzverteilung im Ortsbeirat nach den Kommunalwahlen 2021Insgesamt 7 Sitze - Linke: 2 - Grüne: 4 - CDU: 1 - Wahlbeteiligung: 58,32 % - Ortsvorsteherin: Gabriele Baumgart (Grüne) |

### Wappen
| Wappen der Stadt Marburg | Blasonierung: „In Rot mit silbernem Saum auf silbernem Ross ein gepanzerter Ritter mit silbernem, goldverziertem Topfhelm und blauem Waffenrock, in der Rechten an rotgeschäfteter Lanze mit goldener Spitze eine golden befranste, dreilatzige silberne Fahne, darin in Gold mit blauem Bord ein blaues gotisches M, links einen Schild haltend, darin in Blau ein steigender, goldbekrönter, von Silber und Rot siebenmal geteilter Löwe.“ |
| Wappen der Stadt Marburg | Wappenbegründung: Das Marburger Stadtwappen wurde von dem Berliner Heraldiker Emil Doepler entworfen und durch Beschluss des Marburger Stadtrats vom 25. März 1895 eingeführt. Es basiert auf dem Reitersiegel des Thüringer Landgrafen an einer städtischen Urkunde aus der Zeit zwischen 1248 und 1257; die Reiterdarstellung des Siegels geht auf die Zeit Landgraf Ludwigs IV. († 1227) zurück. Damit ist das Wappen ein Beispiel für die im 19. Jahrhundert gängige Praxis, nicht mehr bekannte oder als zu wenig repräsentativ empfundene Stadtwappen durch Motive aus Siegeln zu ersetzen. In den heutigen Gemeindeordnungen ist der Gebrauch der Stadt- und Gemeindewappen in den Dienstsiegeln häufig vorgeschrieben. Wappenerklärung: Der Ritter im Wappen der Stadt Marburg ist der auf einem weißen Pferd reitende gepanzerte hessische Landgraf, sein Schild (Hessenschild) zeigt den Hessenlöwen. Auf der Fahne ist das Wappenbild durch das traditionelle Marburger „M“, Blau auf Gold, das eigentliche Stadtzeichen (Gemerke), ersetzt. Aus diesem Logo leitet sich wiederum die Stadtflagge ab: Das Rot des Hintergrundes, das Weiß des Pferdes und das Blau des Schildes ergeben horizontal von oben nach unten die Stadtfarben. In älteren Darstellungen hat der Landgraf einen blauen Waffenrock und eine gänzlich goldene Fahne, auf anderen Darstellungen ist beides silbern. |

### Flagge
Die Stadt führt eine längsgestreifte Flagge in den Farben Blau, Weiß und Rot. Die Stadtfarben sind Ende des 18. Jahrhunderts entstanden, als die Landgrafen von Hessen das Blau aus ihren Farben gerade entfernten, um nicht die gleichen Farben wie die verhasste Revolution in Frankreich zu führen. Die Bannerflagge wird in drei Varianten gezeigt und folgendermaßen beschreiben:

„Das Banner ist blau-weiß-rot längsgestreift mit dem aufgelegten Wappen im weißen Bannerhaupt; darunter der Schriftzug „Marburg a. d. Lahn“. Es wird auch ohne Wappen gezeigt.“

„Das Banner ist blau-weiß-rot längsgestreift mit dem aufgelegten Wappen oberhalb der Mitte. Es wird auch ohne Wappen gezeigt.“

Bannerflagge ohne Wappen
Bannerflagge mit Wappen oberhalb der Mitte
Bannerflagge mit Wappen im weißen Bannerhaupt mit Schriftzug
Hissflagge ohne Wappen
Hissflagge mit aufgelegtem Wappen

### Städtepartnerschaften

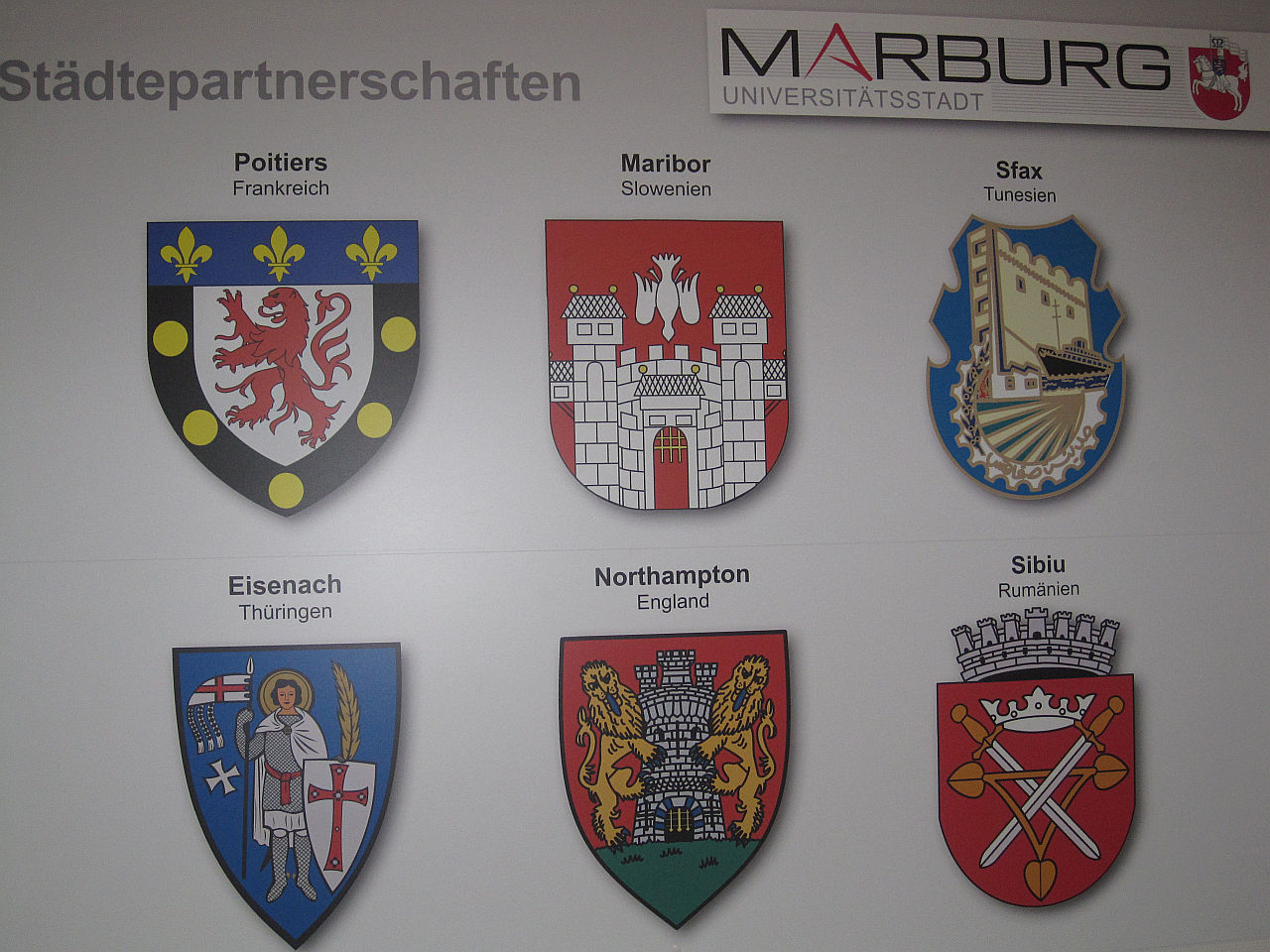
Offizielle Druckgrafik: Marburgs Partnerstädte mit ihren Wappen

Seit 1961 besteht eine Städtepartnerschaft mit der französischen Stadt Poitiers. Zurückzuführen ist diese Partnerschaft auf die Beziehungen der beiden ansässigen Universitäten. 1969 erfolgte die Verschwisterung mit der slowenischen namensgleichen Stadt Maribor (Marburg an der Drau), 1971 mit Sfax in Tunesien. 1988 wurde die Verschwisterungsurkunde mit der damals noch zur DDR gehörenden Stadt Eisenach in Thüringen unterzeichnet. Die Verantwortlichen wollten damit ein Zeichen zur Völkerverständigung und zur Überwindung der deutschen Teilung setzen und die Beziehungen der beiden Städte durch das Wirken der heiligen Elisabeth verdeutlichen. Die Städtepartnerschaft zu Northampton im Vereinigten Königreich entwickelte sich über die Partnerschaft beider Städte mit der französischen Stadt Poitiers und führte 1992 zur Verschwisterung. Mit Sibiu/Hermannstadt in Rumänien wurde 2005 eine Städtepartnerschaft geschlossen, da bereits viele Kontakte auf universitärer, schulischer, kirchlicher und kultureller Ebene bestanden. Im Oktober 2023 schloss die Stadt Marburg eine Partnerschaft mit der Stadt Moshi in Tansania. Zur Würdigung des Engagements in den partnerschaftlichen Beziehungen wurde die Stadt 1980 mit der Ehrenfahne des Europarates ausgezeichnet.

### Solarsatzung
Im Juni 2008 wurde vom Marburger Stadtparlament mit den Stimmen der SPD, von Bündnis 90/Die Grünen und der Linken die bundesweit bisher einzigartige und umstrittene Marburger Solarsatzung verabschiedet.
Danach sollen bis auf wenige Ausnahmen alle Marburger Bauherren verpflichtet werden, bei Neubauten oder größeren Änderungen an Dächern oder Heizungsanlagen solarthermische Anlagen zu installieren.
Der Gießener Regierungspräsident hob diesen Beschluss am 7. Oktober 2008 auf. Gegen diese Verfügung hat die Stadt Marburg beim Verwaltungsgericht Gießen Klage erhoben. Einem auf Anraten des Verwaltungsgerichts Gießen zwischen der Stadt Marburg und dem Regierungspräsidium ausgehandelten Vergleich hat das Wirtschaftsministerium im März 2010 nicht zugestimmt. Im Mai 2010 hat das Verwaltungsgericht die Klage abgewiesen. Die Stadt Marburg hat gegen das Urteil kein Rechtsmittel eingelegt, sondern eine neue Fassung der Satzung erarbeitet. Diese Vorlage passierte im darauffolgenden September den Magistrat und wurde am 29. Oktober 2010 von der Stadtverordnetenversammlung beschlossen.

### Bürgerinformationssystem
Die Stadt Marburg betreibt ein Bürgerinformationssystem, mit Hilfe dessen sich Bürger über die politischen Gremien informieren können. Hier werden die nächsten Sitzungen mit ihrer Tagesordnung angekündigt, des Weiteren kann man Informationen (Name, Parteizugehörigkeit, Funktion und Kontakt) zu den Kommunalpolitikern einsehen.

### Schuldenstand
| Jahr                    | 2000  | 2001 | 2002 | 2003  | 2004  | 2005  | 2006  | 2007 | 2008 | 2009 | 2010 | 2011 | 2012 | 2013 | 2014  |
| Schuldenstand in Mio. € | 100,0 | 96,6 | 96,1 | 109,3 | 115,2 | 110,7 | 107,6 | 70,3 | 58,9 | 59,1 | 69,2 | 68,3 | 67,4 | 86,7 | 108,8 |

## Kultur

### Theater und Kino

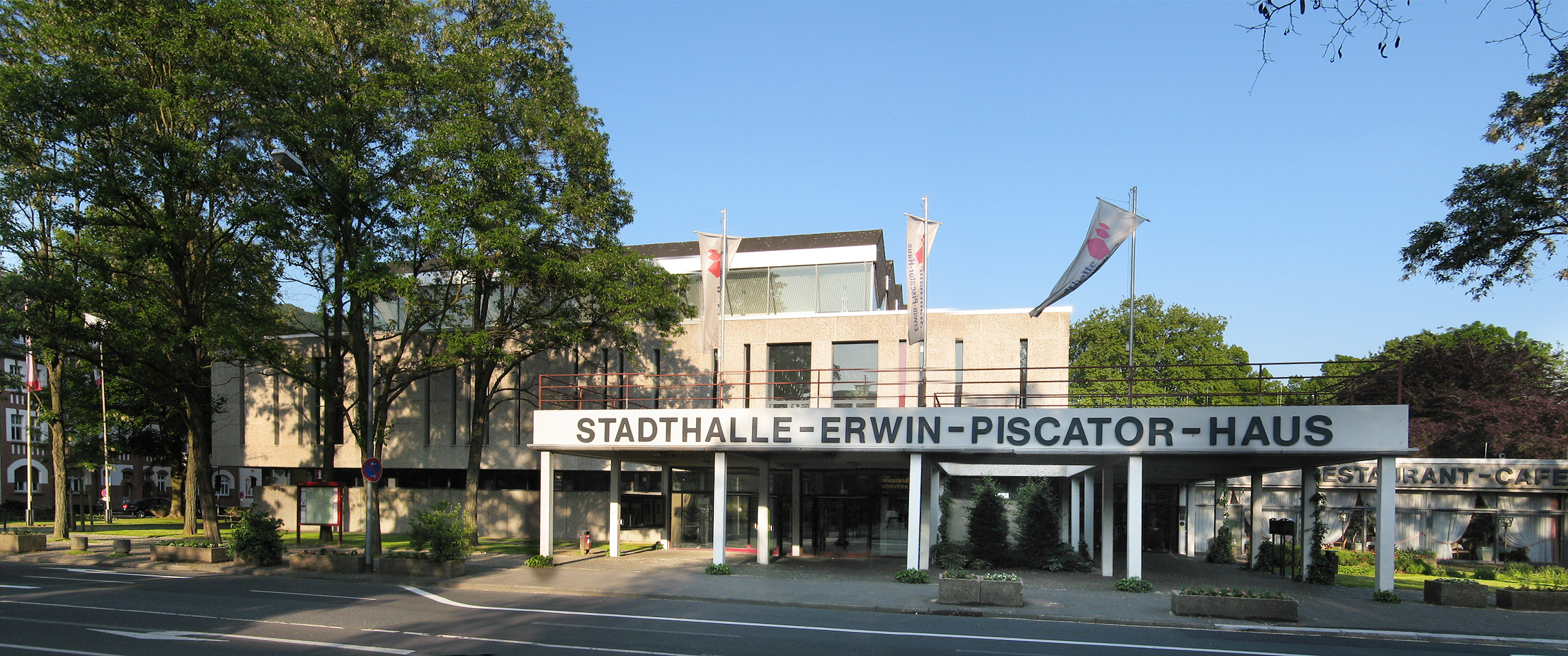
Stadthalle, 1969 bis 2013: Erwin-Piscator-Haus

Das Hessische Landestheater Marburg ist das jüngste der sechs großen hessischen Theater mit fünf örtlichen Spielstätten und zusätzlichen Freiluftaufführungen. Jährlich findet hier seit 1995 die „Hessische Kinder- und Jugendtheaterwoche“ mit einem Workshop-Programm für Schulklassen und Lehrer für darstellendes Spiel aus der Region statt.
In Marburg existieren derzeit fünf freie Theater, die teils kommunal unterstützt werden. Das 1989 gegründete Theater GegenStand im Kulturzentrum „Waggonhalle“ führt vorwiegend eigene Produktionen auf und legt den Schwerpunkt auf eine „Vielfalt der Formen, Inhalte und Methoden“, wozu auch die Theaterpädagogik gehört. 2003 gründete sich als Ableger die Improvisationstheatergruppe Fast Forward Theatre; gespielt wird an wechselnden Orten. Die Marburger Theaterwerkstatt Theater neben dem Turm (TNT) (bis Oktober 2018 german stage service) in dem ehemaligen Gaswerk an den Afföllerwiesen ist eine Einrichtung, die 1983 gegründet wurde und ein Ort für „neue künstlerische Positionen“ und „gesellschaftliche Diskurse“ sein möchte. Das TNT bietet Künstlern eine Bühne an, fördert junge Theaterspieler und entwickelt eigene Aufführungen. Im Mai 2018 eröffnete das Studio Beisel in der Ketzerbach-Straße 42. Es wird von Kajetan Skurski und Laurenz Raschke geleitet und versteht sich als vielfältiger Ort für „Raumkunst und Ereignisse“.
Im Marburger Stadtteil Weidenhausen gibt es ein Puppentheater: die blaue bühne (gegründet 2011). Als Figuren werden Hohnsteiner Kasperfiguren, Stabfiguren und Marionetten verwendet, mit denen die Spieler überwiegend selbst entwickelte Stücke für Kinder aufführen.
Das 2009 geschlossene Schnaps & Poesie Theater war das kleinste Marburger Theater. In wechselnden sehr kleinen Spielstätten (jeweils ca. 20 Plätze) wurde Hör-Theater in Form szenischer Lesungen angeboten. Von 2010 bis 2013 gab es die vom ehemaligen Oberspielleiter des Marburger Landestheaters Peter Radestock gegründete Kleine Komödie, die sich dem gehobenen Boulevard-Theater mit eigenen Produktionen zugewandt zeigte. Im November 2013 schloss die Kleine Komödie.
Des Weiteren gibt es gelegentlich Vorstellungen studentischer Theatergruppen und Aufführungen der Schulen.
Mit jährlich rund einer halben Million verkaufter Eintrittskarten (bei einem Einzugsgebiet von rund 253.000 Einwohnern im Landkreis) nimmt das Kino einen hohen Stellenwert in der Freizeitgestaltung ein. Das Angebot umfasst 11 kommerziell betriebene Kinosäle an zwei Standorten – darunter sieben im Marburger Cineplex – aber auch nicht kommerzielle Angebote wie das Uni-Kino. Im Sommer finden auf der Freiluftbühne im Schlosspark Großleinwandvorführungen statt. Seit 1994 zeigt das internationale Kurzfilmfestival OpenEyes Filmfest in jedem Jahr aktuellste Produktionen im Publikumswettbewerb, seit 2023 auf dem Gelände der Waggonhalle. Seit 2006 findet im Cineplex in Kooperation mit den Fachdiensten Kultur- und Jugendförderung der Stadt Marburg alljährlich das Marburger Kinder- und Jugendfilmfestival Final Cut statt. Die Marburger Kameragespräche mit dem Marburger Kamerapreis sind ein jährliches Ereignis für Fachpublikum und die Cineasten.

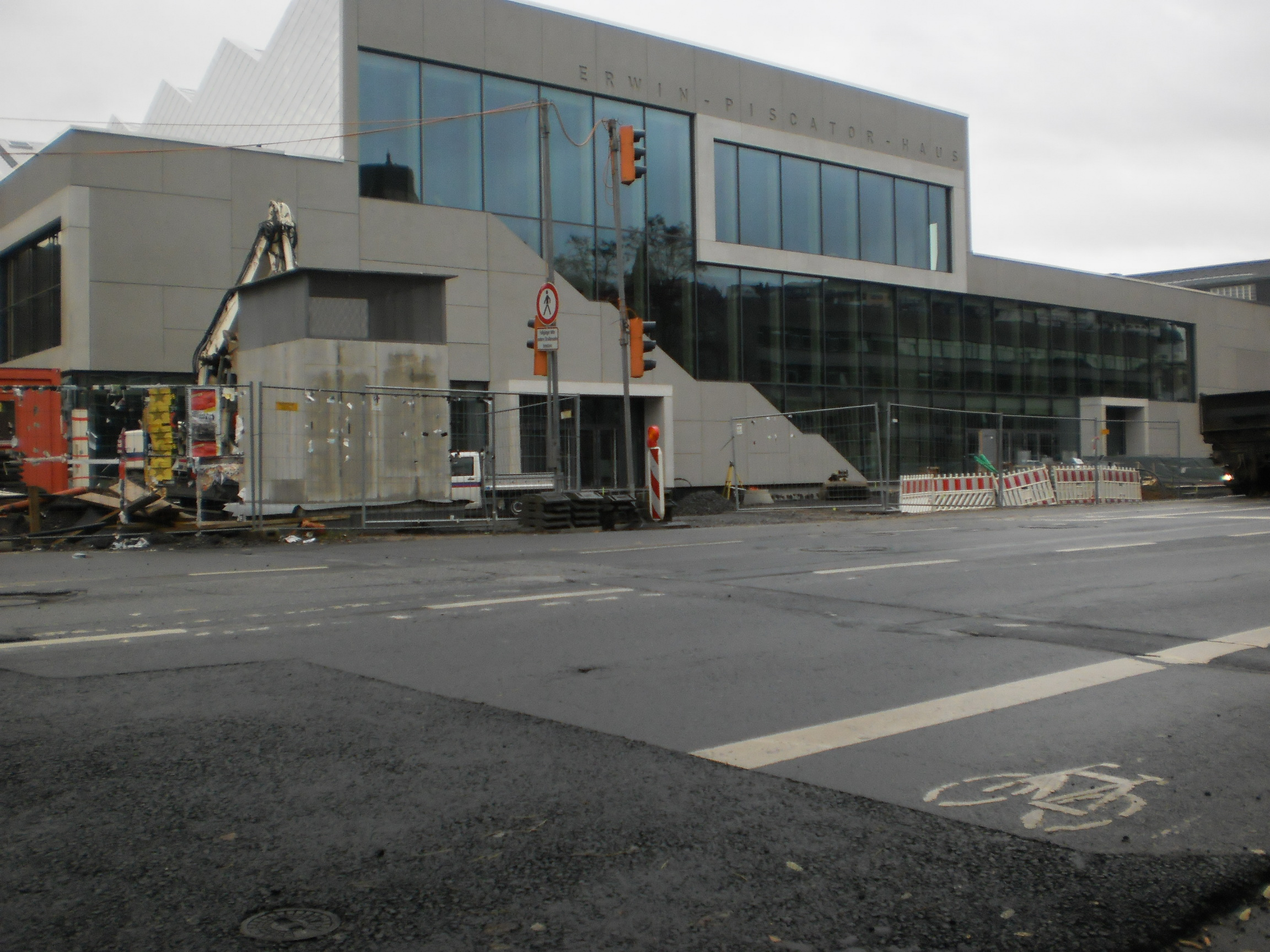
Fast fertiggestelltes Erwin-Piscator-Haus (2015)

Die Stadthalle in der Biegenstraße gegenüber dem Audimax-Hörsaalgebäude der Universität wurde seit dem 11. Juni 2013 komplett saniert und ausgebaut. Mit der Wiedereröffnung 2016 erhielt das Gebäude den Namen Erwin-Piscator-Haus, benannt nach dem in Marburg aufgewachsenen Theaterregisseur (1893–1966). Neben dem Kulturzentrum KFZ und dem Hessischen Landestheater zog auch das Restaurant „Bottega“ ins Piscator-Haus ein.

### Museen
Marburg bietet neben drei über viele Jahre existierenden privaten Galerien – Galerie Henke, Galerie Schmalfuß und LOG-Gallery – mehrere zugängliche Künstlerateliers und viele weitere Ausstellungsorte und Museen, wovon fünf zur Universität gehören.

#### Museum für Kunst und Kulturgeschichte

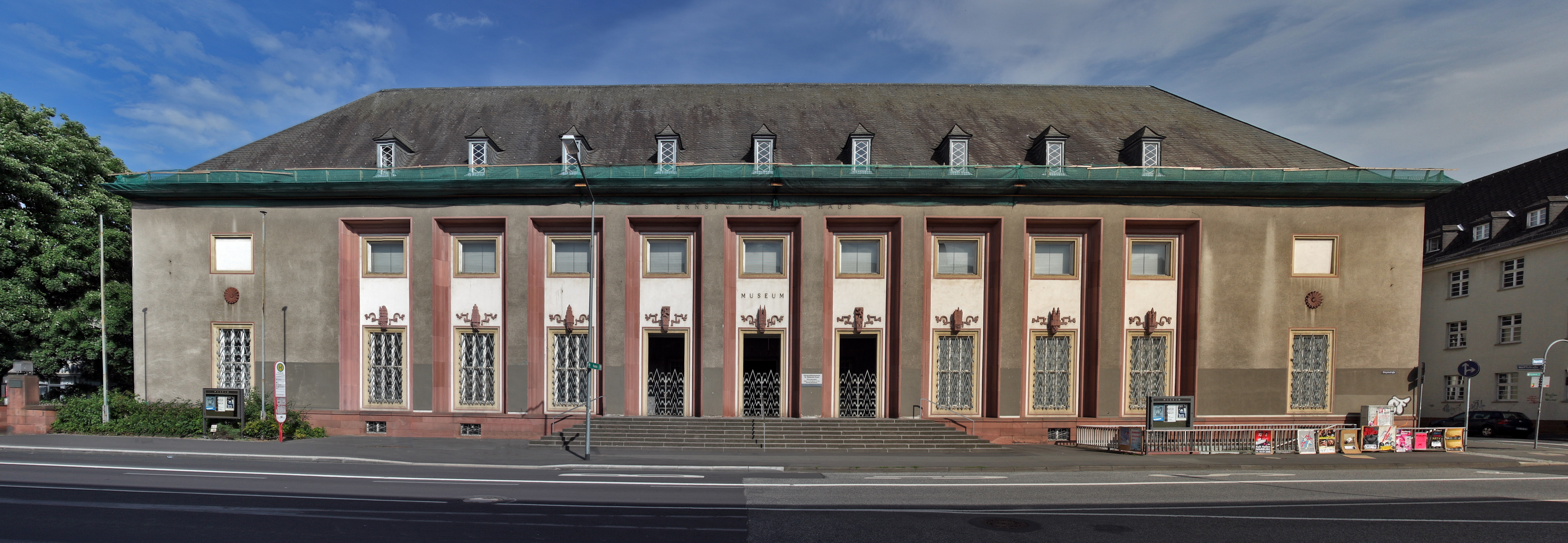
Das Museum für Kunst und Kulturgeschichte im Kunstgebäude der Philipps-Universität Marburg

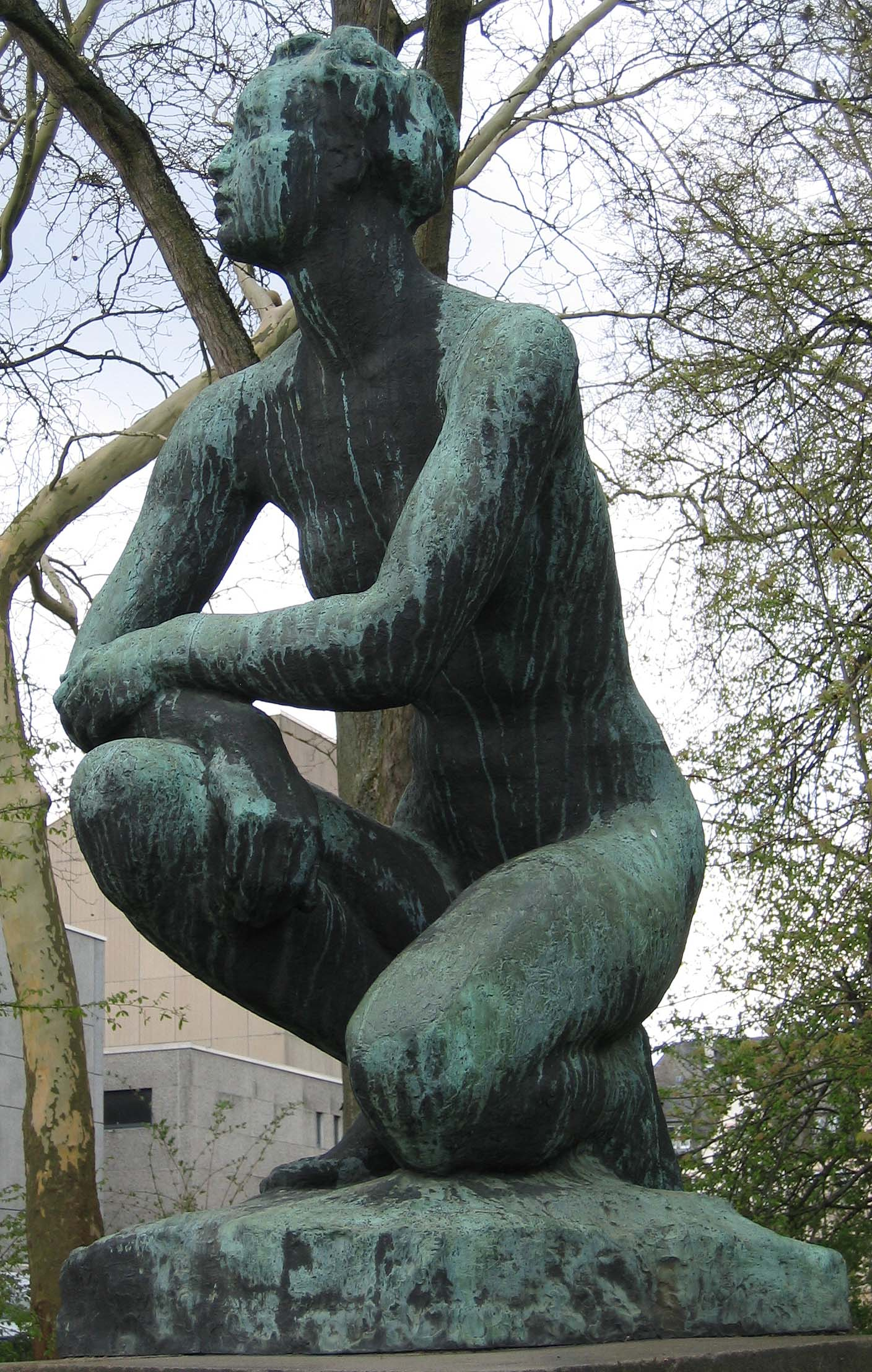
Georg Kolbe, Kauernde (auf einem hohen Sockel im Garten des Museums)

Das Museum für Kunst und Kulturgeschichte Marburg unterhält an zwei Standorten Einrichtungen. Die Sammlung in der Biegenstraße 11 zeigt neben wechselnden Ausstellungen Werke des Expressiven Realismus (etwa des Marburger Künstlers Franz Frank) und des Pointillismus (besonders von Paul Baum), daneben Kunst des 17. bis 20. Jahrhunderts, Kunst der Gegenwart wie Gemälde von Bernard Schultze, Dieter Krieg und Harald Häuser, Werke von Carl Bantzer und Otto Ubbelohde sowie der Willingshäuser Schule. Auch eine Sammlung von Abgüssen antiker Statuen ist hier zu sehen. Das Gebäude wurde 1927 als Geschenk des Marburger Universitätsbundes zum 400-jährigen Bestehen der Universität eröffnet und wurde ab 2011 saniert, wobei das Museum neu konzipiert wurde (neue Rundgänge, neuer Eingangs- und Servicebereich).
Eine Keramiksammlung im Landgrafenschloss zeigt Marburger Irdenware und Steinzeug aus Hessen und dem Westerwald. Im Wilhelmsbau des Schlosses sind die Kulturgeschichtlichen Sammlungen auf fünf Stockwerken untergebracht. Zudem finden wechselnde Sonderausstellungen statt.

#### Völkerkundliche Sammlung
Die Marburger Völkerkundliche Sammlung befindet sich im Institut der Völkerkunde der Universität Marburg in der Kugelgasse 10. Sie beherbergt dauerhaft mehr als 5000 Objekte und setzt sich aus vielen verschiedenen (privaten) Teilsammlungen zusammen. Attraktiv ist für Studierenden die oft genutzte Möglichkeit, selbst aktiv Ausstellungen aus der Ethnologie zu organisieren und direkt an den Objekten zu arbeiten. Die ausgestellten Gegenstände decken zwar ein weites Feld ab, jedoch liegt der Fokus deutlich auf (Alltags-)Gegenständen indigener Gruppen im Amazonasgebiet.

#### Mineralogisches Museum
Das Mineralogische Museum Marburg besitzt etwa 45.000 Mineralien, 50.000 Gesteinsproben, mehrere tausend Edelsteinrohproben und 150 Meteoriten. Die größte mineralogische Sammlung Hessens gilt unter Fachleuten als eine der wichtigsten Deutschlands. Entstanden ist sie als Lehr- und Forschungssammlung des Instituts für Mineralogie der Universität Marburg.

#### Religionskundliche Sammlung
Der Theologe und Religionsphilosoph Rudolf Otto gründete 1927 die Religionskundliche Sammlung, das Museum für Religion. Nach mehreren Umzügen befindet es sich in der „Neuen Kanzlei“ in der Landgraf-Philipp-Straße 4. Es werden Kultfiguren, Bilder und Ikonen, Rollbilder, Ritualgegenstände, Hausaltare sowie verschiedene Modelle und Nachbildungen ausgestellt, sortiert nach den Themengebieten Altamerika, Altägypten, Religionen Afrikas, Religionen Süd- und Ostasiens (Hinduismus, Buddhismus, Daoismus, Konfuzianismus, Shintō und Tenrikyō) und Monotheistische Religionen (Judentum, Christentum, Islam). Auch hier werden Sonderausstellungen zu wechselnden Themen angeboten. Die Marburger Religionskundliche Sammlung gehört neben Einrichtungen in Glasgow und Sankt Petersburg zu den wenigen Museen, die sich ausschließlich auf die Darstellung von Religion spezialisiert haben. Die Besichtigung der Sammlung ist im Rahmen von angemeldeten Führungen möglich.

#### „Museum anatomicum“
Im Dachgeschoss des Instituts für Zytobiologie befindet sich das Museum anatomicum. Gezeigt werden etwa 2000 Präparate aus der Zeit von 1650 bis 1920, unter anderem in Formalin-gefüllten Glasbehältern aufbewahrte Präparate aus dem Gebiet der systematischen und topographischen Anatomie, der Embryologie und der Missbildungslehre. Ein weiterer Schwerpunkt bietet eine Sammlung von Knochen und Skeletten. Gezeigt werden darin zum Beispiel Schädel von Hingerichteten, Präparate zur Schädel- und Zahnentwicklung oder die Rassenschädelsammlung. Anatomische Geräte, chirurgisches Instrumentarium und alte Mikroskope sind außerdem ausgestellt. Ein bekanntes Einzelstück ist das „Marburger Lenchen“, die präparierte Leiche einer schwangeren Frau, die in der Lahn ertrank.

#### Weitere Museen

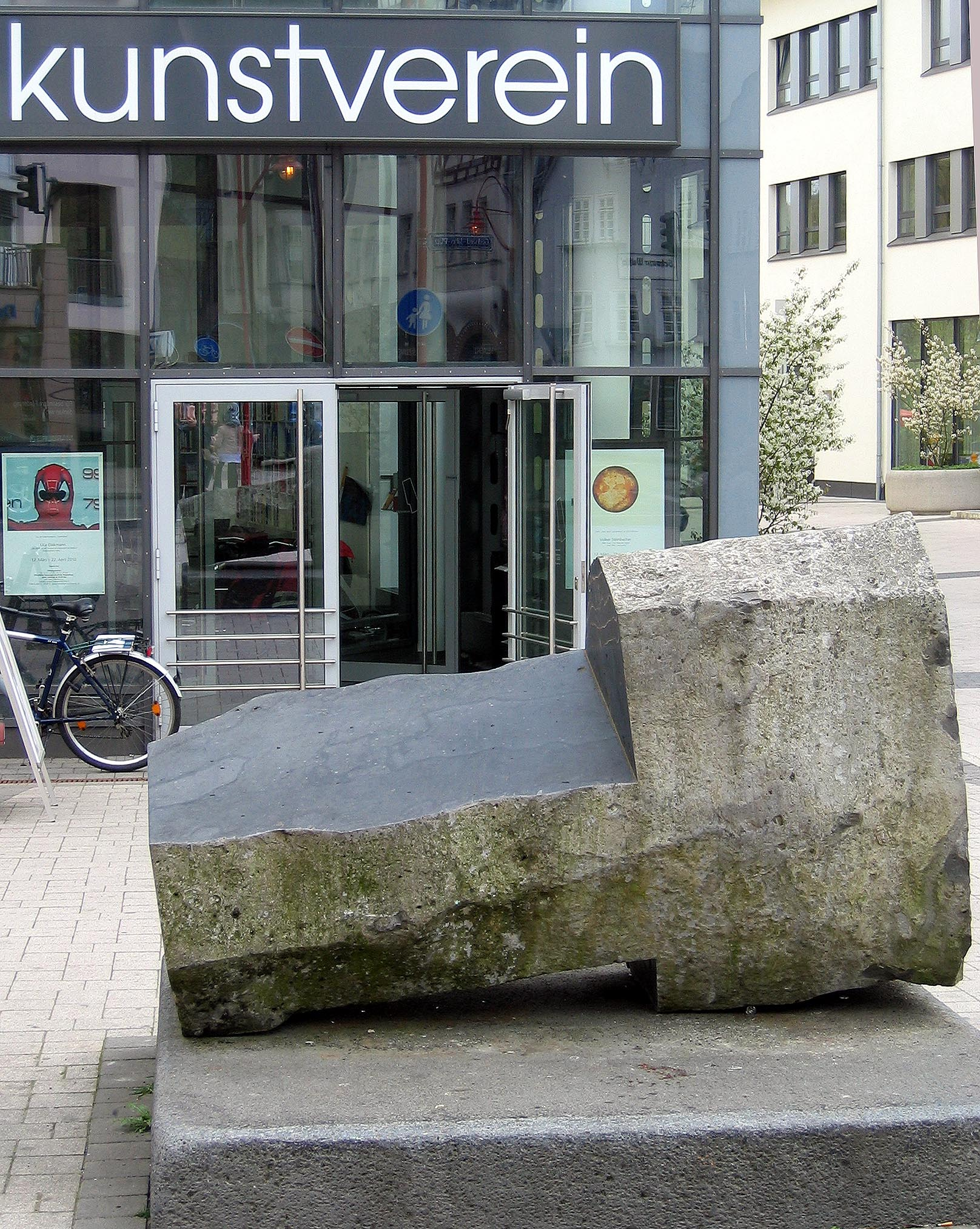
Der Kunstverein, davor eine Basaltplastik von Georg Hüter

Die neue Marburger Kunsthalle des Kunstvereins wurde 2000 auf dem Gelände des ehemaligen Schlachthofes am Gerhard-Jahn-Platz 5 eröffnet. Auf über 500 Quadratmetern bietet sie wechselnde Ausstellungen zur Kunst der Gegenwart.
Im Gebäude Bahnhofstraße 7 der Marburger Universität gibt es im 1. Stock die Dauerausstellung Blut ist ein ganz besonderer Saft, die über den ersten Medizinnobelpreisträger Emil von Behring informiert. Die Ausstellung ist die zweite von zwölf Stationen der acht Kilometer langen Marburger Behring-Route, die an Lebens- und Wirkstätten dieses bedeutenden Marburgers vorbeiführt.
Im 1. Deutschen Polizeioldtimer-Museum in der Herrmannstraße 200 (an der Kreisstraße 69) können über 70 historische Polizeifahrzeuge besichtigt werden. Mit weiteren Exponaten wie technischem Material und Fotos mit Bezug zur Motorisierung der deutschen Polizei stellt das Museum die größte Sammlung von Polizeifahrzeugen in Deutschland dar; sein Bestand wird häufig für historische Film- und Fernsehproduktionen genutzt.
Das Kindheitsmuseum wurde 1979 in privater Trägerschaft von Helge Ulrike und Charles Barry Hyams in der Hüterschen Villa am Barfüßertor eröffnet. Bis zum Ende des Jahres 2008 gab es einen Einblick in die Kindheit der letzten beiden Jahrhunderte und verfügte über eine Sammlung jüdischer Kinderbücher. Zu sehen waren außerdem Spielzeuge aus den Jahren 1850 bis 1950, ein Spiel-Zoo mit 600 Spielzeugtieren und Miniaturgebäuden, historische Kinder- und Schulbücher, ein Einblick in die „Marburger Puppenklinik“, ein historisches Klassenzimmer aus der Zeit vor dem Ersten Weltkrieg und weitere Exponate. Das Kindheitsmuseum soll mittelfristig zusammen mit dem Zirkus-Archiv und einer Ausstellung der Deutschen Blindenstudienanstalt in einem neuen Museumszentrum auf dem Waggonhallen-Gelände am Ortenberg eine neue Heimat finden.

### Literarische Gesellschaft
Lesungen, durchschnittlich 30 im Jahr, in einem Café in der Marburger Altstadt, veranstaltet der Verein Neue Literarische Gesellschaft. „Literatur um 11“ findet seit 1974 statt.
Das Programm reicht vom literarischen Chanson bis zum historischen Vortrag, von der aktuellen Belletristik über Lyrik bis zur Lebensphilosophie.

### Archive
Marburg beherbergt mehrere bundesweit bedeutende Archive.
- Das Hessische Staatsarchiv Marburg ist zuständig für das bei den staatlichen Behörden im Regierungsbezirk Kassel und Teilen des Regierungsbezirks Gießen anfallende Schriftgut.
- Das Bildarchiv Foto Marburg ist das deutsche Dokumentationszentrum für Kunstgeschichte und besitzt ein Bildarchiv zur europäischen Kunst und Architektur mit rund 1,7 Millionen fotografischen Originalaufnahmen.
- Im Lichtbildarchiv älterer Originalurkunden werden erhaltene Urkunden, die in Deutschland vor 1250 geschrieben wurden, verwahrt und fotografisch dokumentiert.

Weitere bedeutende Archive sind:
- Universitätsarchiv der Philipps-Universität Marburg[115]
- Archiv der deutschen Blindenstudienanstalt und internationale Dokumentationsstelle für das Blinden- und Sehbehindertenwesen, beherbergt Dokumente, Zeitungsausschnitte und Ähnliches zur Geschichte des internationalen Blinden- und Sehbehindertenwesens sowie der deutschen Blindenstudienanstalt
- Herder-Institut für historische Ostmitteleuropaforschung, umfasst eine Forschungsbibliothek, ein Zeitungsarchiv, ein Bildarchiv, eine Kartensammlung und eine Dokumentesammlung (klassisches Archivgut) mit bedeutenden Beständen zur Geschichte, Kultur und Landeskunde Ostmitteleuropas
- Archiv des Hessischen Landesamts für Geschichtliche Landeskunde, beherbergt ein Flurnamenarchiv für das Gebiet der ehemals preußischen Provinz Hessen-Nassau
- Behring-Archiv, beherbergt sowohl Materialien und Dokumente zur Person Emil von Behrings als auch zur Geschichte der Behringwerke
- Corpus der minoischen und mykenischen Siegel, beherbergt Abdrücke und Fotos von minoischen und mykenischen Siegeln sowie Publikationen darüber
- Deutscher Sprachatlas des Forschungsinstituts für deutsche Sprache, beherbergt handschriftliche und gedruckte Dokumente, Karten, Bild- und Tondokumente zur Geschichte der Dialekte und Regionalsprachen in Deutschland sowie ihrem Wandel im Laufe der Zeit. Ein dedizierter Neubau für den Sprachatlas und das zugehörige Forschungsinstitut entstanden auf dem ehemaligen Brauereigelände und wurde im April 2016 fertiggestellt.
- Deutsches Adelsarchiv, Nachweis und Stammbaum aller deutschen Adelsfamilien
- Forschungsstelle für Personalschriften an der Philipps-Universität Marburg, eine europaweit einzigartige Institution, ermittelt und katalogisiert Leichenpredigten, die zwischen 1550 und 1750 gedruckt wurden
- Forschungsstelle Georg Büchner (FGB), Forschung und Erarbeitung von Publikationen zu Leben, Werk und Wirkung Georg Büchners
- Handschriften- und Nachlassarchiv der Universitätsbibliothek, beherbergt Bände mit Marburger Vorlesungsnachschriften, Studentenstammbücher, Bände mit Universitätsstatuten und -verordnungen sowie mehr oder weniger umfangreiche Nachlässe und Teilnachlässe von Marburger Professoren wie z. B. Friedrich Carl von Savignys und Paul Natorps
- Kant-Forschungsarchiv der Philipps-Universität, beherbergt Original-Schriften des Philosophen Immanuel Kant, ist nicht museal zugänglich
- Lichtbildarchiv älterer Originalurkunden, sammelt alle in Deutschland verwahrten Urkunden, die vor 1250 geschrieben wurden, und dokumentiert diese fotografisch
- Religionen in Deutschland – Archiv mit Dokumentationsstelle, beherbergt umfangreiche Bestände so genannter grauer Literatur von Religionsgemeinschaften in Deutschland und dokumentiert aktuelle Religionsgeschichte
- Stadtarchiv, zentrale städtische Dienststelle für alle Fragen zur Marburger Stadtgeschichte, beherbergt Unterlagen zur Dokumentation des Marburger Stadtlebens seit dem Mittelalter
- Zentralarchiv der deutschen Volkserzählung im Institut für Europäische Ethnologie/Kulturwissenschaft der Philipps-Universität, beherbergt eine große Sammlung von Sagen und Märchen
- Circus-, Varieté- und Artistenarchiv, beherbergt Programme, Kostüme, Requisiten und Fotos aus dem Zirkus-, Artisten- und Varietébereich

## Sport und Freizeit

### Sportvereine

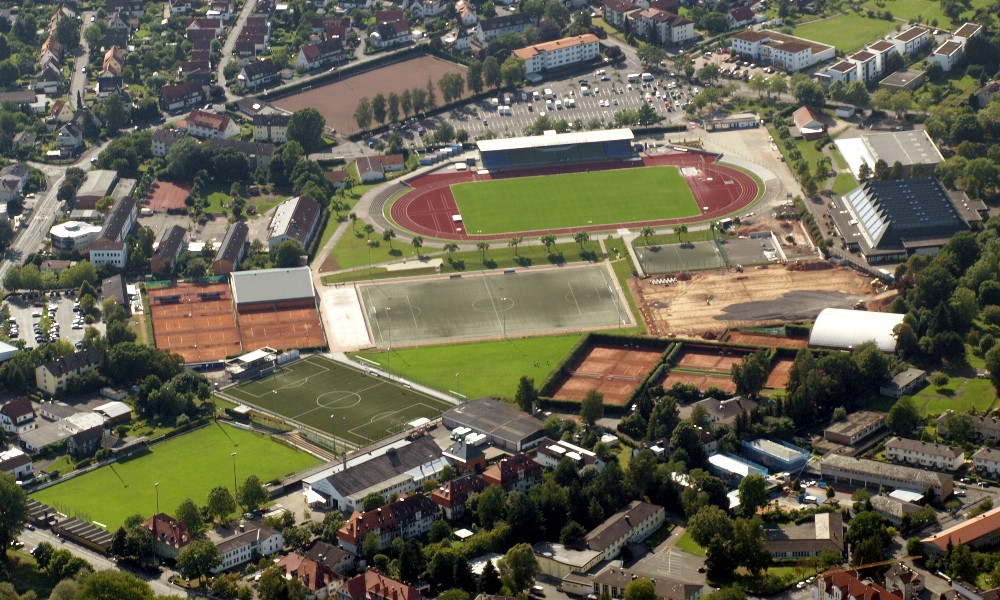
Der Sportpark in Marburg

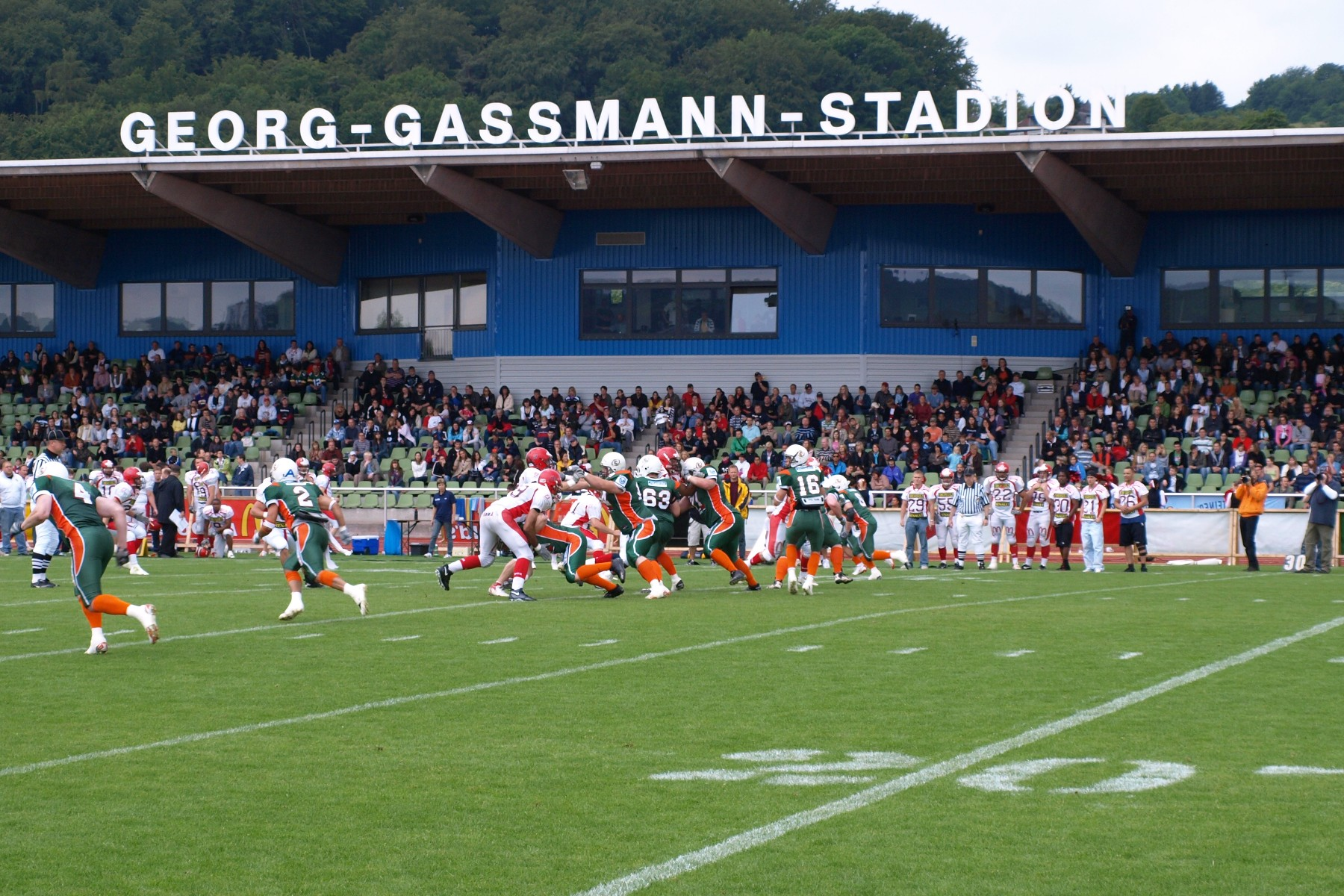
Szene eines Spiels des Football-Erstligisten Marburg Mercenaries im Georg-Gaßmann-Stadion

Aushängeschilder in sportlicher Hinsicht sind die Basketball-Damen des BC Marburg, die seit 1992 einen festen Bestandteil in der 1. Damen-Basketball-Bundesliga bilden und im Jahr 2003 Deutscher Meister und Pokalsieger wurden, sowie die Footballer der 1991 gegründeten Marburg Mercenaries, die ihre Spiele im 12.000 Zuschauer fassenden Georg-Gaßmann-Stadion austragen, 2005 den europäischen EFAF Cup gewannen und 2006 Deutscher Vizemeister wurden. Eine weitere Marburger Mannschaft in der 1. Bundesliga sind die 2004 gegründeten Marburg Saints, der Lacrosse-Verein des VfL 1860 Marburgs. Seit 2014 in der Squash-Bundesliga sind vertreten die Skwosch-Frösche Marburg. Auch Tischtennis-Bundesliga gibt es seit Sommer 2009 in Marburg nicht mehr, nachdem sich der TTV Gönnern, der einige seiner Liga-Heimspiele in Marburg austrug, aus der deutschen Eliteklasse zurückgezogen hat.
Im Tennis spielen die Damen- und Herrenmannschaften des TC Marburg in der Hessenliga.
Die größte Fußballabteilung in Marburg und im Kreis Marburg-Biedenkopf mit ca. 700 Mitgliedern, davon ca. 600 Aktive in 27 Teams, hat der Verein Sportfreunde Blau-Gelb Marburg. Die erste Mannschaft der Männer spielt in der Verbandsliga, ebenso wie die erste Mannschaft des VfB Marburg.
Im Blindenfußball wurde die SSG Blista Marburg, die den Sportfreunde angeschlossen ist, fünfmal Deutscher Meister, zuletzt 2019.
Die Rhönradabteilung des TSV Marburg-Ockershausen ist mit über einem Dutzend nationalen Meistertiteln und neun Weltmeisterschaften eine der erfolgreichsten Rhönrad-Mannschaften Deutschlands. Mit Laura Stullich, Victoria Hennighausen und Friederike Schindler stellte der Verein drei Weltmeisterinnen.
Der Kurhessische Verein für Luftfahrt (KVfL) mit dem Flugplatz Marburg-Schönstadt ist einer der ältesten Luftsportvereine Deutschlands. Mit heute etwa 300 Mitgliedern und den vier Sparten Modellflug, Motorflug, Segelflug und Ballonfahren ist der Verein auch überregional aktiv. Zu seinen sportlich erfolgreichsten Mitgliedern zählt der zweifache Weltmeister im Segelflug Werner Meuser. In unmittelbarer Nähe des Flugplatzes befindet sich in Cölbe-Bernsdorf der 2003 erbaute 18-Loch-Golfplatz des Oberhessischen Golf-Clubs Marburg.
Einer der ältesten Vereine, die Kraftsport in Deutschland betreiben, ist die Sportvereinigung Athleten Club 1888 Marburg.
Im Rugby spielen die Damen- und Herrenmannschaften der 1973 gegründeten Rugby Union Marburg in der Regionalliga Hessen.
Auch bei den Freiwilligen Feuerwehren zeichnet sich Marburg immer wieder durch eine Stadtteilfeuerwehr (Marburg-Michelbach) aus, auf Kreis-, Bezirks- und Landesentscheiden repräsentiert diese Marburg erfolgreich.

### Sport und Inklusion
Nachdem sich Marburg 2021 als Host Town für die Gestaltung eines viertägigen Programms für eine internationale Delegation der Special Olympics World Summer Games 2023 beworben hatte, wurde die Stadt 2022 als Gastgeberin für Special Olympics Vereinigte Arabische Emirate ausgewählt. Das Programm wird vor den Weltspielen stattfinden und macht Marburg zu einem Teil des größten kommunalen Inklusionsprojekts in der Geschichte der Bundesrepublik mit mehr als 200 Host Towns.

### Alpinsport
Die 1891 gegründete Sektion Marburg/Lahn des Deutschen Alpenvereins (DAV) ist einer der größten Sportvereine Marburgs mit 4.908 Mitgliedern (Stand: 31. Dezember 2024). Sie unterhält eine Kletterhalle (Volksbank Kletterhalle Marburg).

### Musik
Drei Kulturzentren (das Kultur- und Freizeitzentrum KFZ, die Waggonhalle und das Café Trauma) sorgen für eine weite Bandbreite von Konzerten der Bereiche Rock, Pop, Hip-Hop, A cappella, Tango, Ska, Punk, Reggae, Weltmusik. Vereine wie die Jazz-Initiative Jazz Initiative MarburgJIM sowie der Folkclub Marburg ergänzen das Angebot. Im Bereich der klassischen Musik gibt es einen aktiven Konzertverein, zwei junge Sinfonieorchester, nämlich das Studentisches-Sinfonieorchester Marburg und die Junge Marburger Philharmonie, sowie viele Chöre im Stadtgebiet, darunter der Marburger Bachchor und der mit der Universität assoziierte Universitätschor Marburg.
Immer wieder gibt es Compilations mit verschiedenen Marburger Bands. Die bekanntesten Veröffentlichungen sind die CDs Wildwechsel und die CD „MR-CD 06421“, die jeweils 20 Bands aus der Marburger Musikszene präsentieren. Die CD-Serie „MR-CD 06421“ erschien in mehreren Auflagen und wurde von der Oberhessischen Presse, dem Stadtmagazin Express und dem Kulturmanager George Lindt initiiert.

### Diskotheken und Szenegastronomie
In den letzten Jahren schlossen immer mehr der angestammten Discotheken und Clubs. Zu ihnen zählten das PAF in Cölbe, der Fun-Park, das Phoenix (später Unix) und die Kult-Hallen (später Till-Dawn). 2023 schlossen der Club Nachtsalon am Hauptbahnhof und das Szenario. Es gibt zahlreiche After-Work-Partys sowie Veranstaltungen im Umfeld der studentischen Selbstverwaltung und Hochschulpolitik (Fachschaftspartys, Solidaritätspartys). Unter Studierenden populär und stark besucht sind Partys in KFZ und Spock. Auch haben sich viele Szenebars und -lounges im gesamten Stadtbereich etabliert.

### Regelmäßige Veranstaltungen

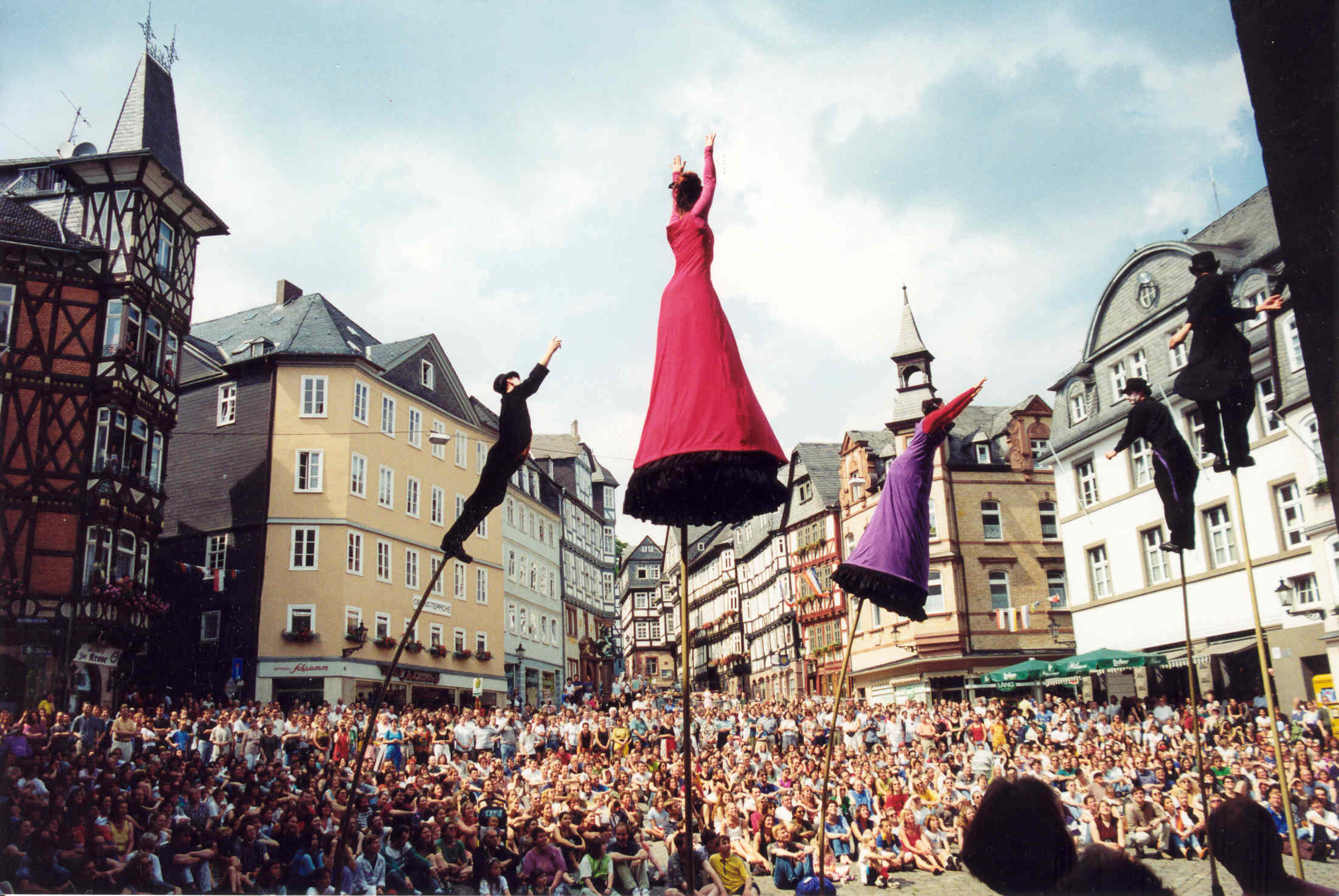
Artisten auf dem Marburger Marktplatz

#### Frühjahr
Ende Februar bzw. Anfang März wird alljährlich vom Ultra Sport Club Marburg der Marburger Lahntallauf ausgetragen. Der 10 km Rundkurs der Strecke dieses Ultramarathons (weitere Distanzen 10 km, Halbmarathon, 30 km und Marathon) führt entlang der Lahn und durch das Cappeler Feld. Bereits mehrmals waren die deutschen Meisterschaften 50 km Straße in diese Veranstaltung integriert.
Mitte März findet in Marburg die Verleihung des „Marburger Kamerapreises“ im Rahmen der Marburger Kameragespräche statt. Außerdem wird vom Hessischen Landestheater Marburg eine Kinder- und Jugendtheaterwoche organisiert.
Am zweiten Aprilwochenende findet der Marburger Frühling in der ganzen Stadt statt. Dafür wird die Universitätsstadt mit Frühjahrsblumen dekoriert. Blumenmädchen verschenken tausende von Blumen an die Passanten und im Rahmen eines verkaufsoffenen Sonntags gibt es ein vielfältiges Programm. Ebenfalls am Sonntag finden der Flohmarkt und eine Fahrradbörse in Weidenhausen statt. Außerdem sind verschiedene Kleinkünstler mit Musik, Komik und Akrobatik vertreten.
Ab dem letzten Aprilwochenende findet auf dem Messeplatz für neun Tage die Frühjahrsmesse statt. Am Abend des letzten Apriltages beginnt um Mitternacht das traditionelle Maieinsingen. Der nächste Tag (1. Mai) ist vormittags geprägt durch Demonstrationen und Kundgebungen der Gewerkschaften, am Nachmittag folgt ein Fest.
Anfang Mai findet jährlich das Hafenfest statt.
Am Fronleichnamstag wird vom Kulturzentrum KFZ das A-cappella-Festival Nacht der Stimmen auf der Freilichtbühne im Schlosspark veranstaltet. In der ersten Juniwoche organisiert das Kulturamt Marburg das Kinderfestival Ramba Zamba.

#### Sommer
Von 1977 bis 2006 sowie 2008 und 2009 fand immer am letzten Freitag im Juni das „Uni-Sommerfest“ auf einem abgesperrten Innenstadtgelände in der Biegenstraße zwischen Hörsaalgebäude und Stadthalle mit fünf Bühnen statt. Nachdem es nun einige Jahre lang kein „Uni-Sommerfest“ gegeben hatte, fanden in den Jahren 2014 und 2015 wieder Sommerfeste statt, allerdings jeweils Ende Mai und am Landgrafenschloss.
Im Juli findet regelmäßig das Stadtfest 3 Tage Marburg (3TM) statt mit sechs Märkten, zehn Bühnen mit 60 Rock- und Pop-Bands sowie 12 Klassik-Ensembles und -Solisten, Freibieranstich, dem Drachenboot-Cup und einem Höhenfeuerwerk auf dem Schlossberg. Ebenfalls im Juli, immer zwei Wochen nach 3TM, beginnt das internationale Kurzfilmfestival OpenEyes Filmfest.
In den Monaten Juli und August bietet die Marburger Sommerakademie Kurse zu Kunst, Theater und Musik an. Der Verein KFZ organisiert Anfang August auch das Straßenfest Summer in the City, während das Kulturzentrum Waggonhalle zwischen Mitte August und Mitte September den Marburger Varieté-Sommer veranstaltet. Im September veranstalten die Weidenhäuser ihr traditionelles Höfefest.

#### Herbst

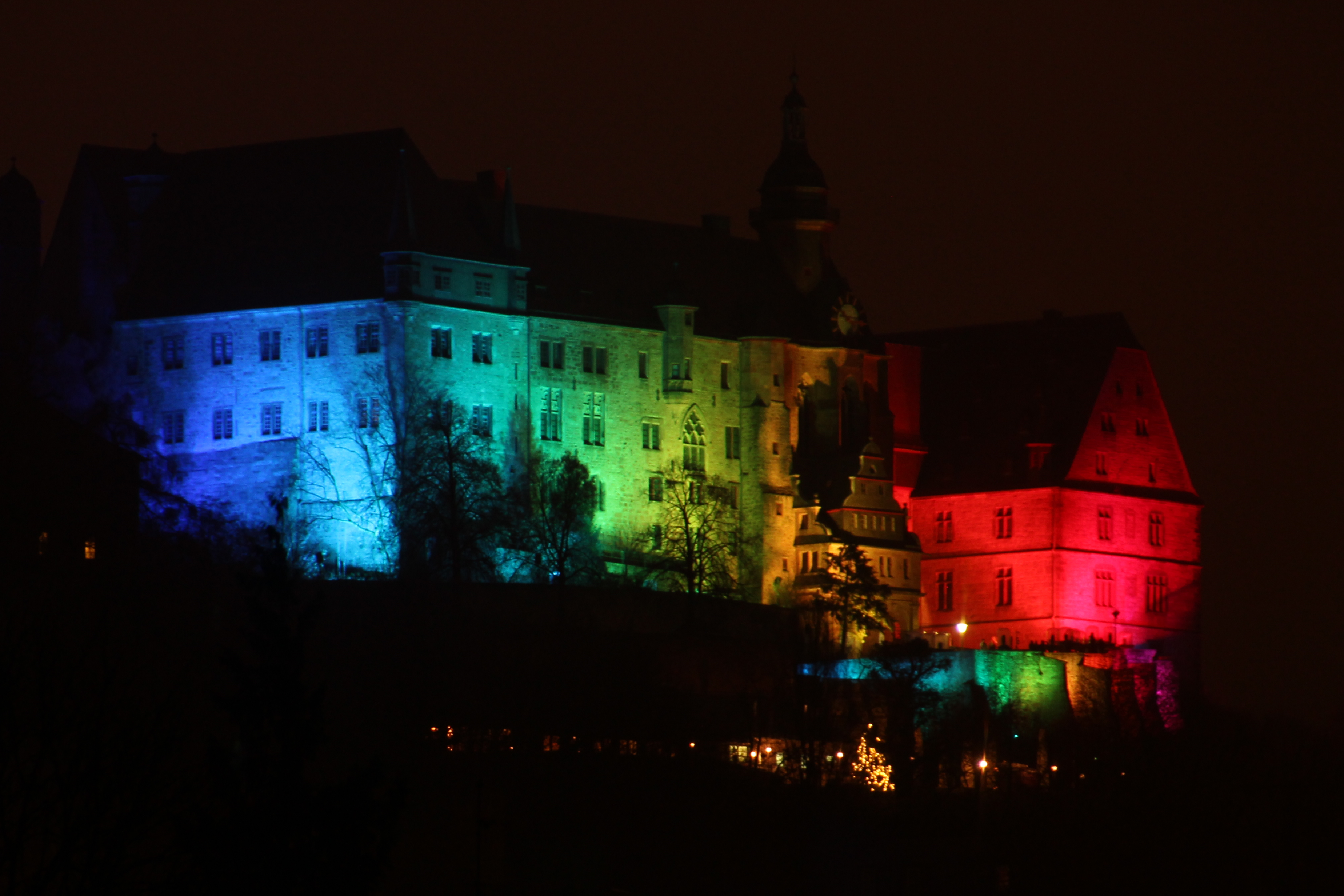
Farbig beleuchtetes Schloss (2015)

Der Herbst wird jedes Jahr am zweiten Wochenende im Oktober mit dem Elisabethmarkt eingeläutet. Er ist die größte im Herbst stattfindende „Open-Air“ – Veranstaltung in Marburgs Innenstadt. Neben einem Rahmenprogramm des Jahrmarktes ist der Sonntag verkaufsoffen. Parallel findet an dem Sonntag auch das Weidenhäuser Entenrennen statt.

#### Winter

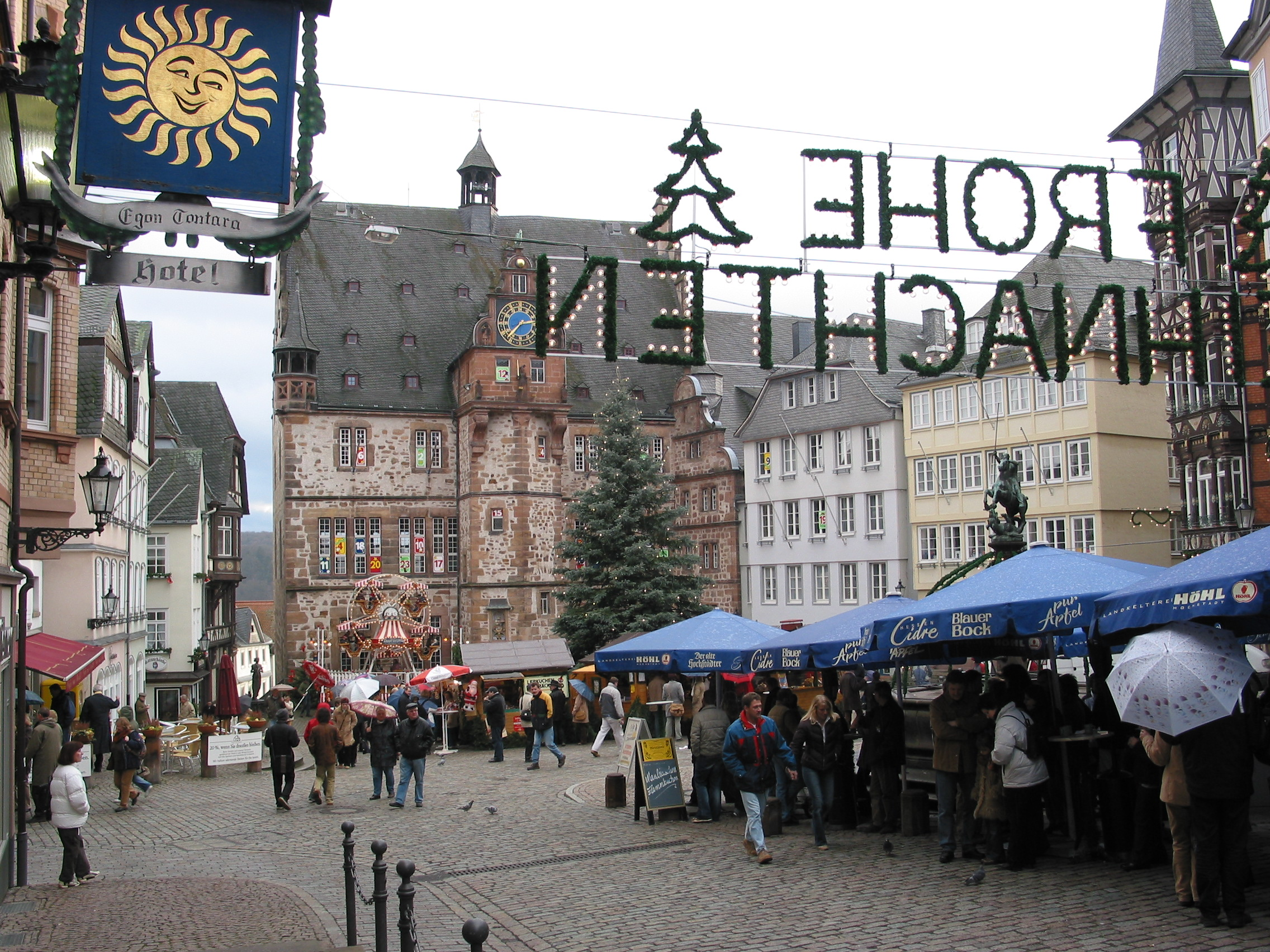
Adventsmarkt am Rathaus

Die Vorweihnachtszeit beginnt in Marburg ab dem Freitag vor dem ersten Advent mit Marburg b(u)y Night.
Marburg b(u)y Night ist ein Städte-Illuminationsprojekt, das seit 2006 in Marburg stattfindet und jährlich mehrere zehntausend Zuschauer anlockt. Am letzten Freitag im November werden über 30 öffentliche Gebäude, Plätze, Sehenswürdigkeiten und Objekte mit Licht- und Videoinstallationen in Szene gesetzt. Unter dem Motto „Lichterglanz und Einkaufsvergnügen“ findet zeitgleich ein verkaufsoffener Freitagabend mit zahlreichen beleuchteten Geschäften, Gaststätten, Hotels sowie Bank- und Privatgebäuden statt.
Am Abend von Marburg b(u)y Night öffnen auch der Adventsmarkt am Rathaus und der Weihnachtsmarkt rund um die Elisabethkirche. Die offizielle Eröffnung beider Märkte findet am darauf folgenden Samstag mit dem Weihnachtsoratorium in der Elisabethkirche und der Bläsermusik im Kerzenschein statt.
Ein besonderes Ereignis zu Beginn eines neuen Jahres war zwischen 1998 und 2007 die Aufführung des Films Feuerzangenbowle von 1944 am letzten Freitag im Januar auf einer Großleinwand auf dem Rathausplatz.
Das MaNo-Festival („Marburg Northampton Poitiers Festival“) wurde bis 2022 jährlich Anfang März vom Marburger MusikerInnen Verein organisiert. Drei Tage lang spielten über 60 Bands aus Marburg sowie den Partnerstädten Northampton, Poitiers, Maribor und Sfax in zahlreichen Marburger Clubs und Kneipen.

#### Ohne jahreszeitlichen Bezug
Bedingt unter anderem durch die geisteswissenschaftlichen Fachgebiete der Universität wie beispielsweise der Germanistik, gibt es in Marburg auch im Literaturbereich viele Angebote. Neben mehreren literarischen Vereinen mit unterschiedlichen Schwerpunkten finden im „Café Vetter“ jeden Sonntag Veranstaltungen der Vortragsreihe Literatur um 11 statt, regelmäßig findet im KFZ ein Poetry-Slam statt, einmal monatlich des Weiteren das Late-Night-Lesen in der Jazzkneipe „Cavete“ sowie „Punk und Poesie“ in der Oberstadtkneipe „Schlucke“.
Der Marburger Literaturpreis der Universitätsstadt Marburg und des Landkreises Marburg-Biedenkopf wurde zwischen 1980 und 2005 alle zwei Jahre vergeben. Im Jahre 2006 entschieden der Landrat des Kreises Marburg-Biedenkopf und der Oberbürgermeister der Stadt Marburg, den Preis einzustellen. Stattdessen wolle die Stadt Marburg zukünftig stärker als bisher Kinder- und Jugendliteratur fördern.
Das Chemikum Marburg, kein Museum, sondern eine Art Versuchslabor, wurde im Jahre 2005 für Kinder und Jugendliche eingerichtet. Die Initiative ging von der Universität Marburg aus.

## Sehenswürdigkeiten und Tourismus
Marburg und seine Umgebung bieten zahlreiche Sehenswürdigkeiten. Der Tourismus stellt in der Universitätsstadt einen nicht unerheblichen Wirtschaftsfaktor dar. Hauptanziehungspunkte sind die Elisabethkirche, das Schloss sowie die historische Altstadt. Für Übernachtungen bietet Marburg außer dem Campingplatz und einer ganzen Reihe Hotels und Pensionen in allen Preisklassen die DJH-Jugendherberge in der Jahnstraße (Weidenhausen), die über viele Jahre 167 Betten bot und in unmittelbarer Nähe zur Lahn und zum Universitätsstadion liegen bleibt, jedoch im Januar 2020 geschlossen wurde. 2009 wies die Stadt bei einem Angebot von 5974 Betten 562.653 Übernachtungen vor. Stadtführungen (auch zu Sonderthemen wie Märchen, Romantikepoche etc.) sowie Märchenrundfahrten in die Umgebung zu den vom Maler Otto Ubbelohde illustrierten „Schauplätzen“ der Grimmschen Märchen und der Deutschen Märchenstraße lassen sich bei der Touristen-Information buchen.

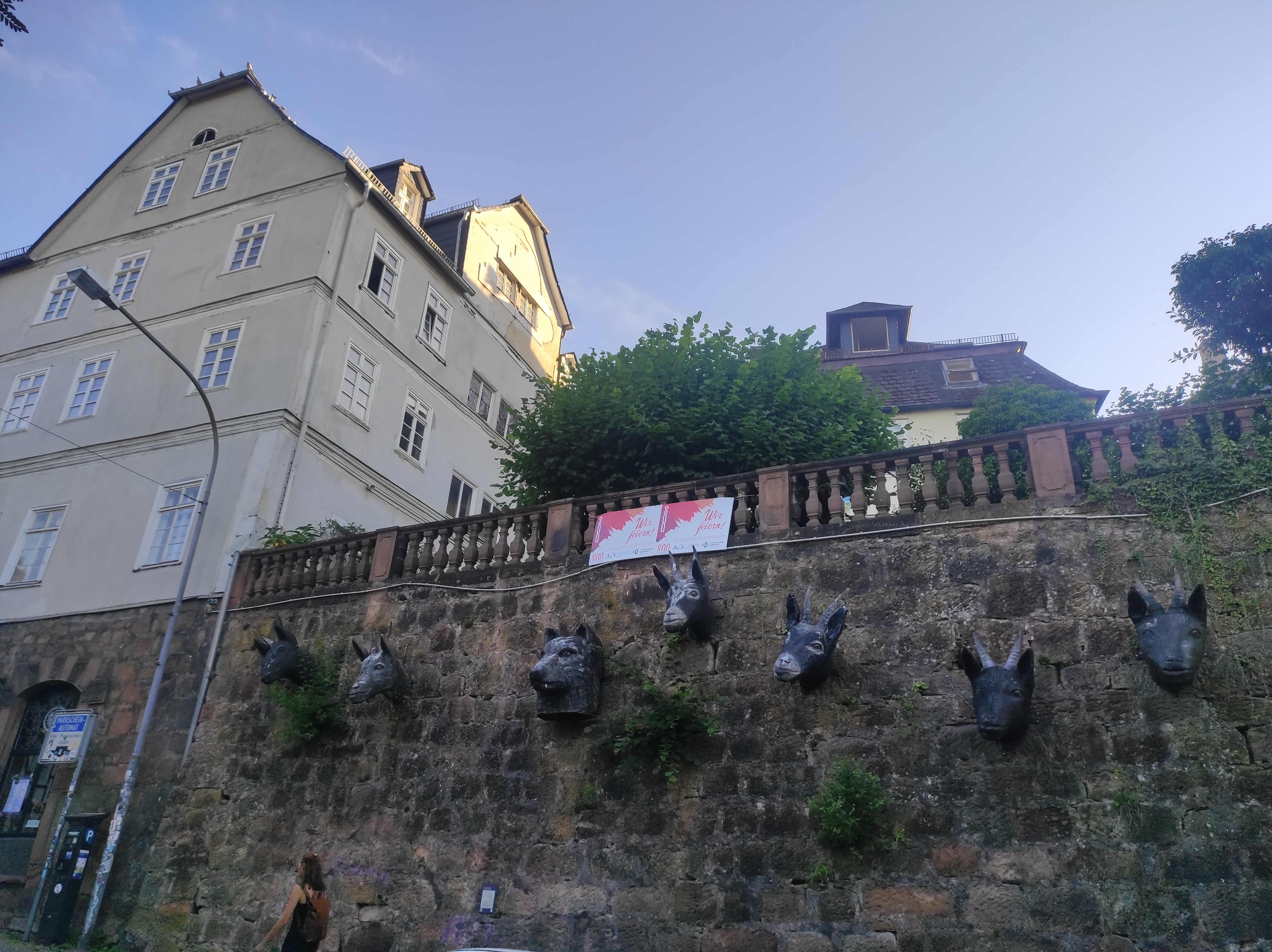
Der Grimm-Dich-Pfad in Marburg, Der Wolf und die 7 jungen Geißlein

Von April bis Oktober gibt es jeden Samstag Kasematten-Führungen durch die unterirdischen Festungsanlagen des Schlosses. Der älteste Sakralbau Marburgs, die romanische Martinskirche, befindet sich im Ortsteil Michelbach.

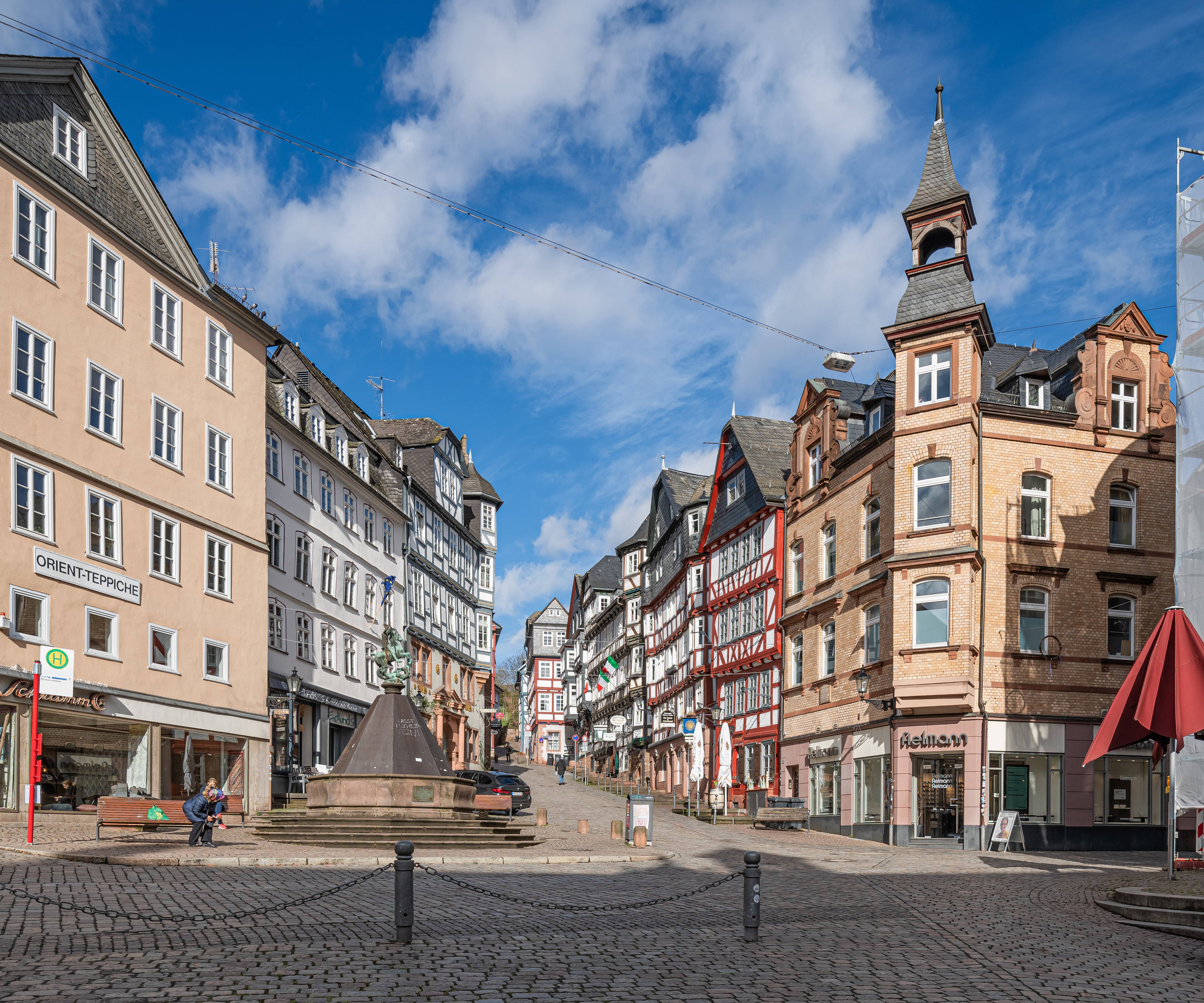
Marburger Marktplatz
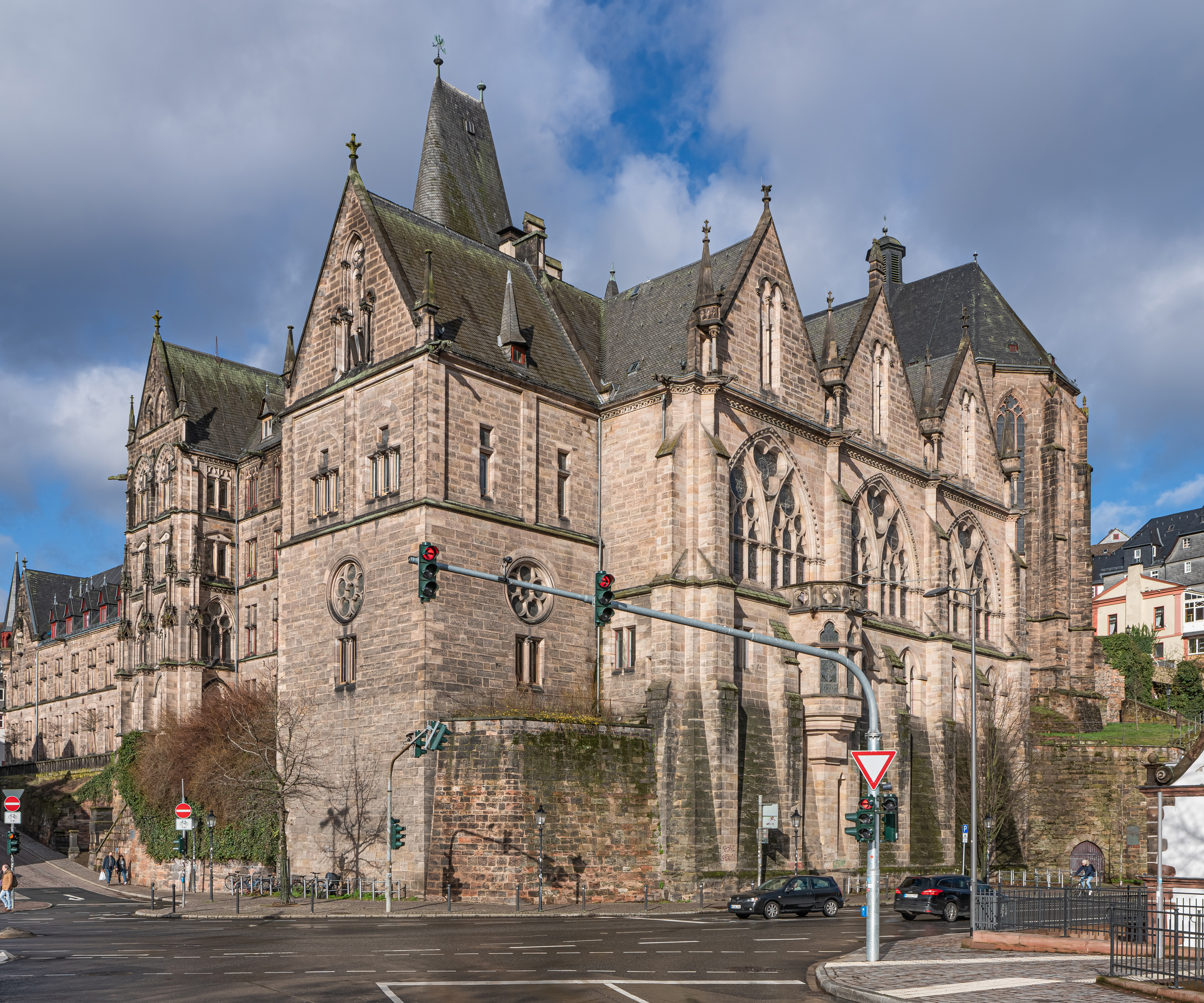
Alte Universität von Südosten
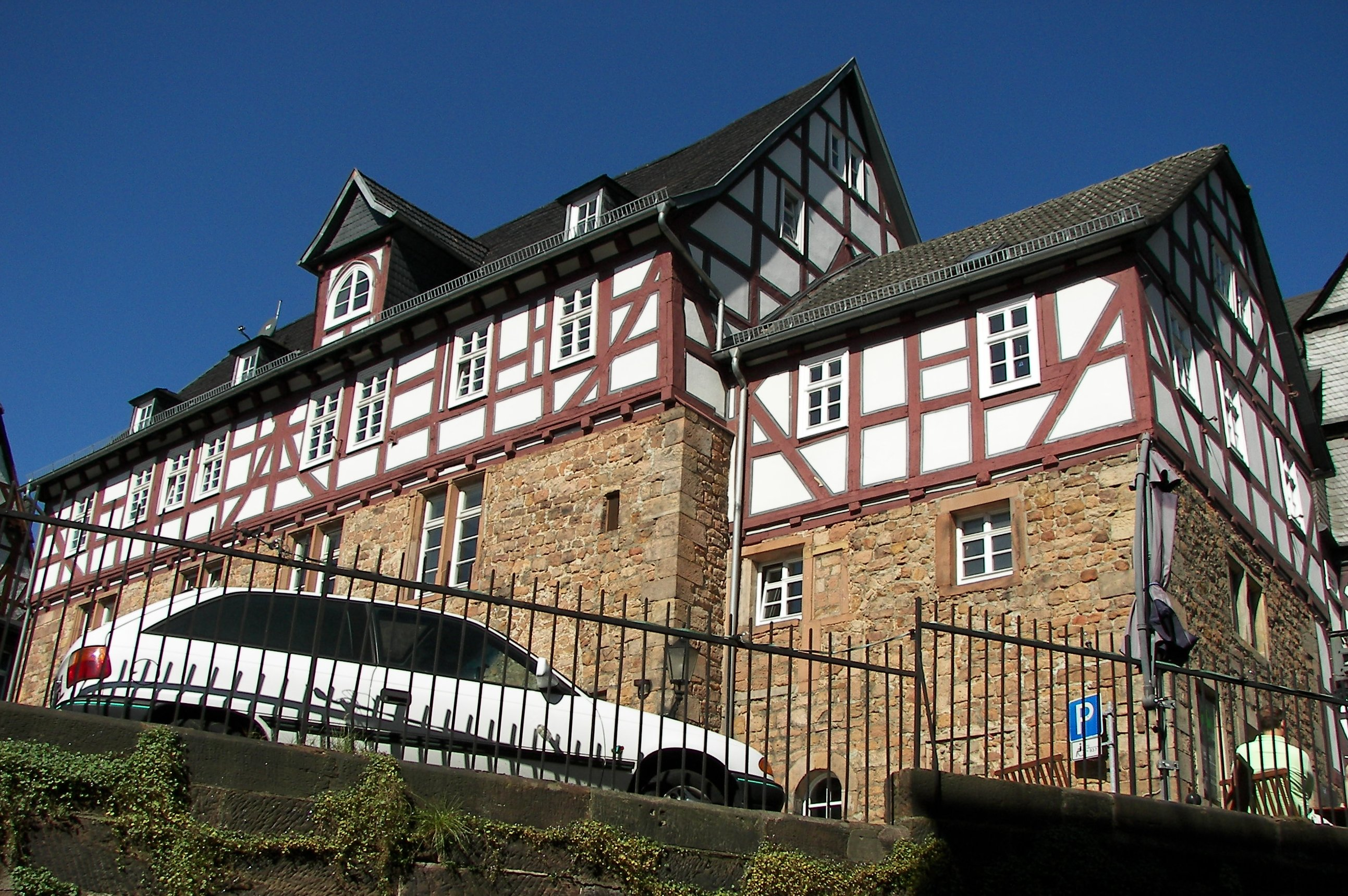
Die Kilianskapelle
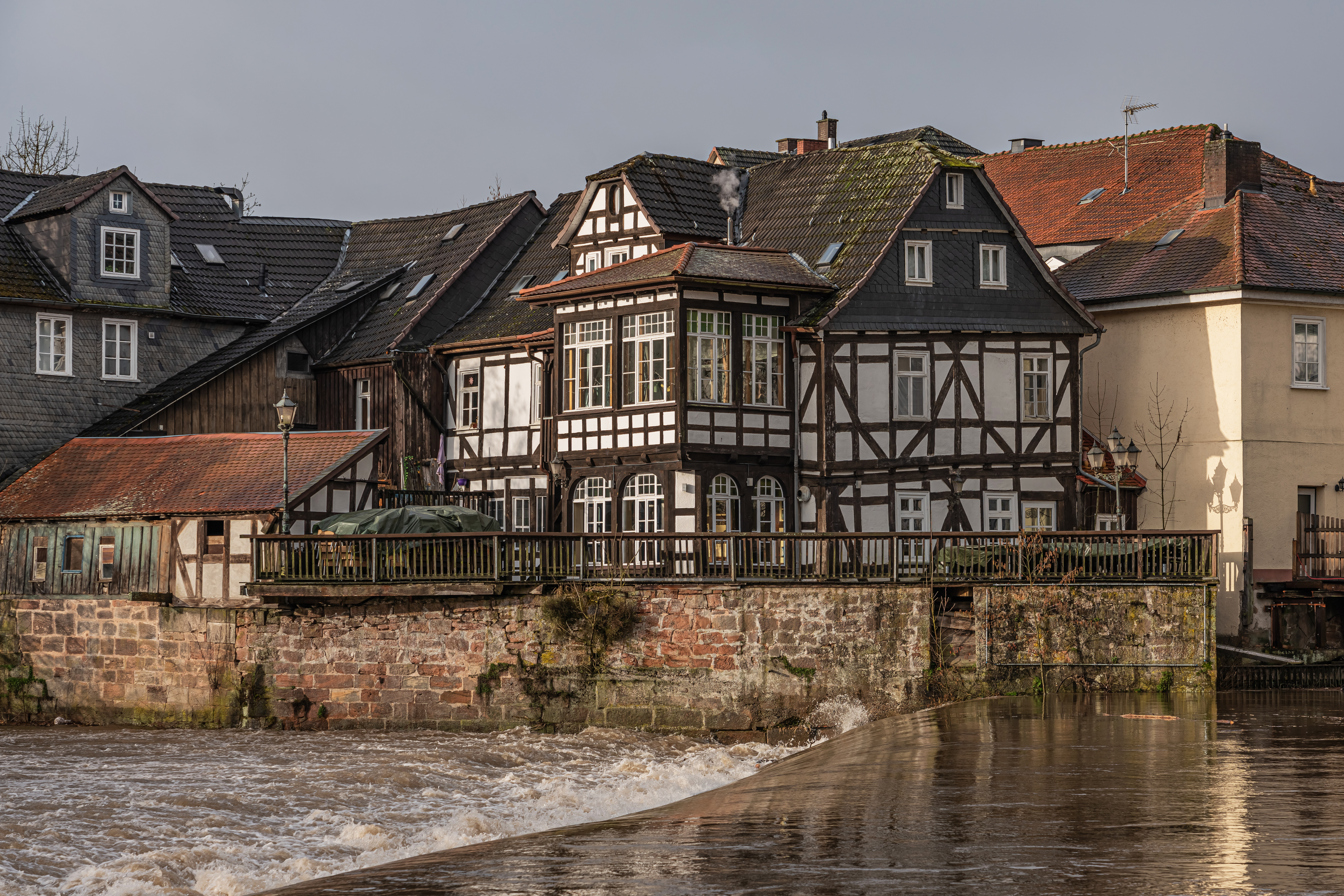
Grüner Mühle vom Wehr aus

### Elisabethkirche

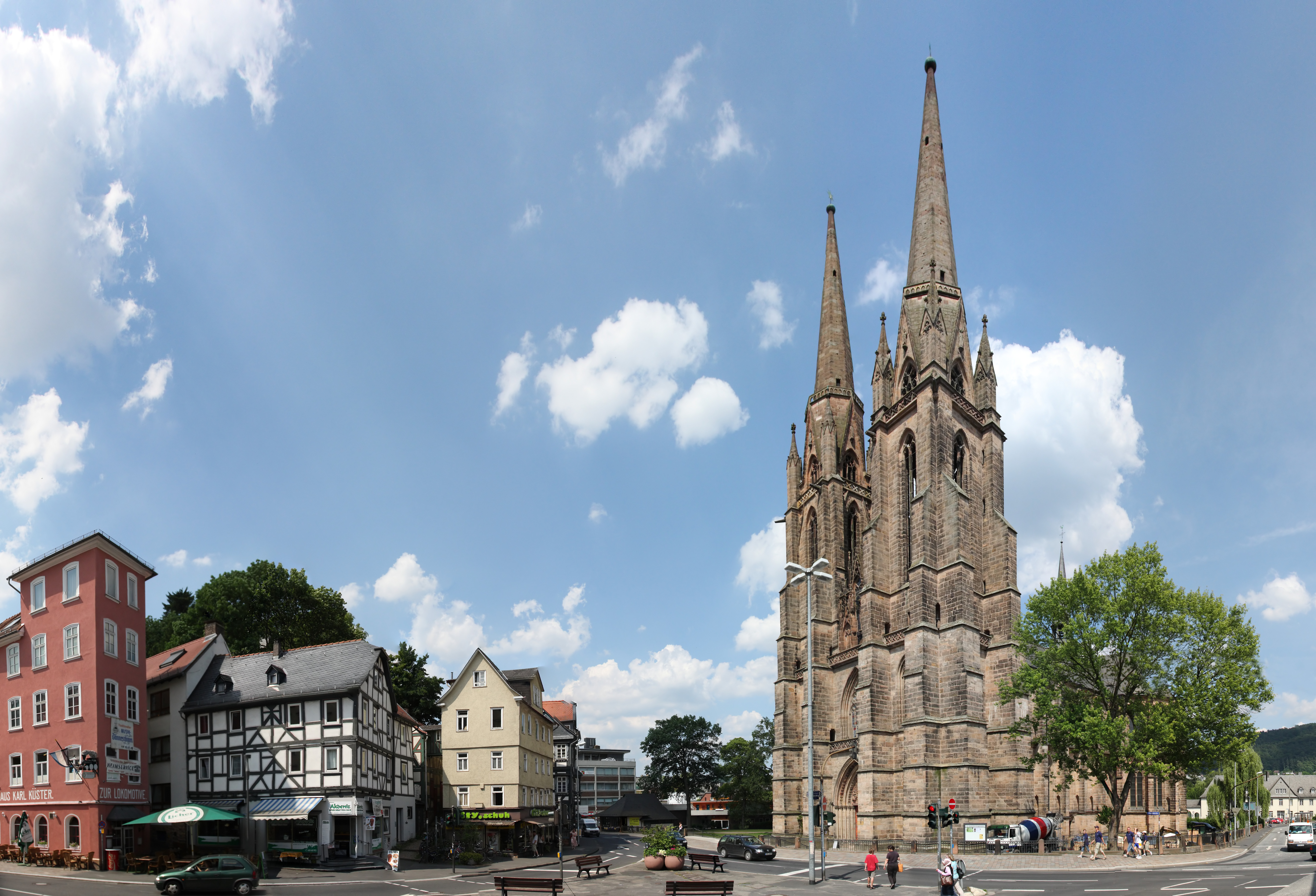
Marburger Elisabethkirche

Die Elisabethkirche, vom Volksmund gewöhnlich „E-Kirche“ genannt, ist einer der frühesten rein gotischen Kirchenbauten auf deutschem Boden und wahrscheinlich das bekannteste Gebäude Marburgs. Sie wurde vom Deutschen Orden, dessen Niederlassung, das Deutschhaus, sich in direkter Nachbarschaft zur Elisabethkirche befindet, errichtet. Der Bau der Elisabethkirche erfolgte durch den Deutschen Orden zu Ehren der heiligen Elisabeth von Thüringen, deren Grabmal sich in der Kirche befand. Der Bau wurde im Jahr ihrer Heiligsprechung (1235) begonnen und 1283 vollendet. Marburg wurde dadurch im Spätmittelalter zu einem bedeutenden Wallfahrtsort.
Die Kirche gilt als Meisterwerk der deutschen Frühgotik. Sie zählt zu den ersten rein gotischen Hallenkirchen im deutschen Kulturgebiet. Mit der etwa zur selben Zeit erbauten Liebfrauenkirche in Trier ist sie die erste rein gotische Kirche im deutschen Sprachraum. Für den Kölner Dom gilt sie als Vorbild.

### Landgrafenschloss

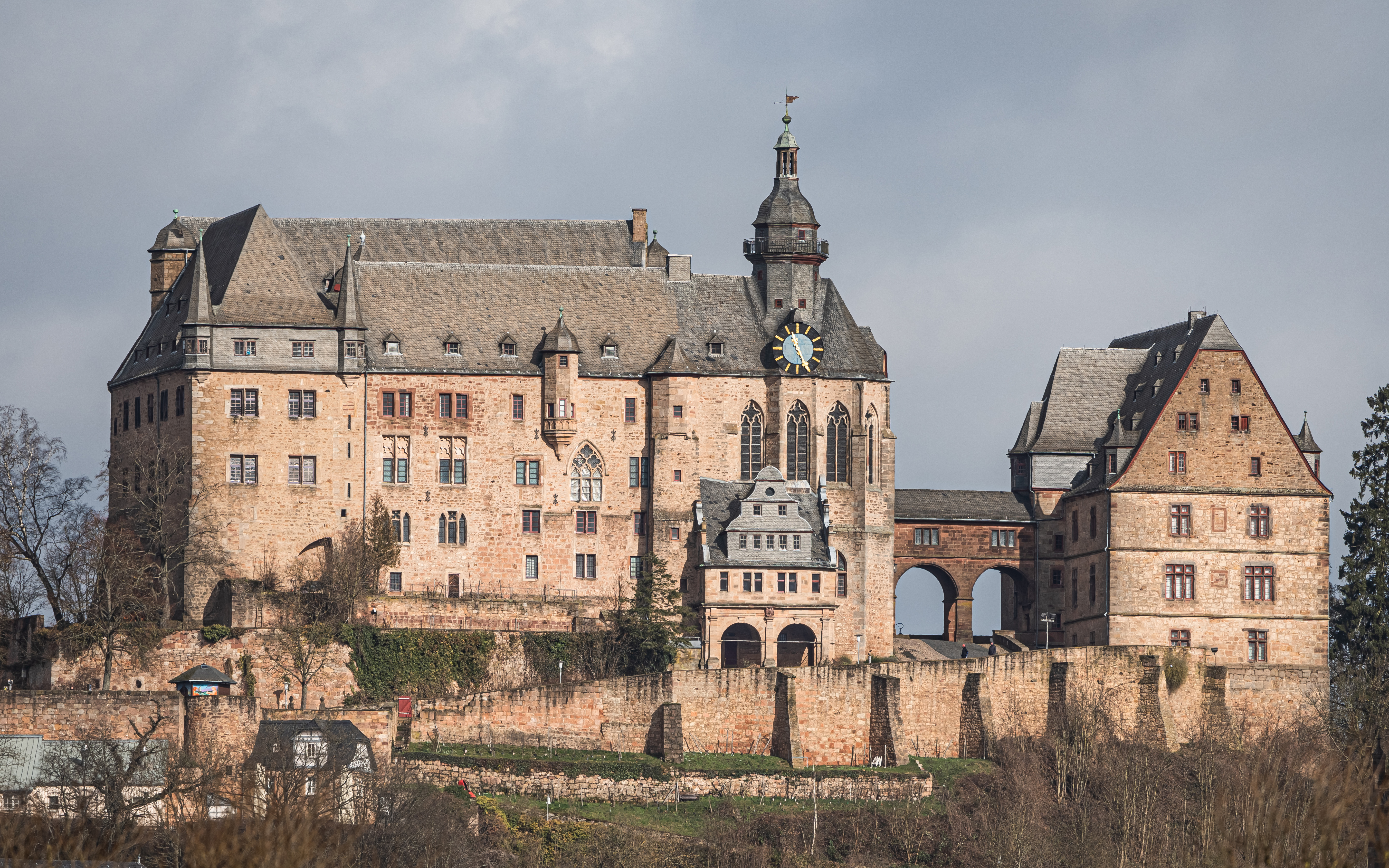
Marburger Schloss (Übersicht)

Das Landgrafenschloss erhebt sich weithin sichtbar westlich über der Stadt und dem in nord-südlicher Richtung verlaufenden Lahntal. Der Schlossberg hat eine Höhe von 287 m ü. NN und bildet einen Ausläufer des Marburger Rückens – eines Buntsandstein-Hochlandes. Durch die relativ steilen Talflanken bestand hier eine sehr gute fortifikatorische Ausgangslage für die Errichtung einer mittelalterlichen Burg, die in der Folgezeit und bis in die Gegenwart zahlreiche bauliche Veränderungen erfuhr.
Neben seiner historischen Bedeutung als erste Residenz der Landgrafschaft Hessen ist das Schloss von großem kunst- bzw. bauhistorischem Interesse. Dies betrifft neben den Bauteilen aus dem 11./12. Jahrhundert vor allem das Schloss aus der zweiten Hälfte des 13. Jahrhunderts, das noch heute den Gesamteindruck der Anlage wesentlich bestimmt. Die Schlosskapelle und der Saalbau mit dem Großen Saal beziehungsweise Fürstensaal, der zu den größten und qualitätvollsten profanen gotischen Sälen in Mitteleuropa gehört, sind herausragende Leistungen der europäischen Burgenarchitektur.
Heute wird das Schloss in Teilen vom Marburger Universitätsmuseum für Kulturgeschichte genutzt, das eine große Sammlung von Exponaten zur Geschichte der Region seit der Steinzeit beherbergt. Außerdem finden hier auch Theateraufführungen, Konzerte sowie weitere kulturelle Veranstaltungen wie zum Beispiel mittelalterliche Märkte usw. statt.
Beliebt ist auch das zwischen Mai und September stattfindende Open-Air-Kino auf der Freiluftbühne im Schlosspark.

### Gebäude der Kugelherren

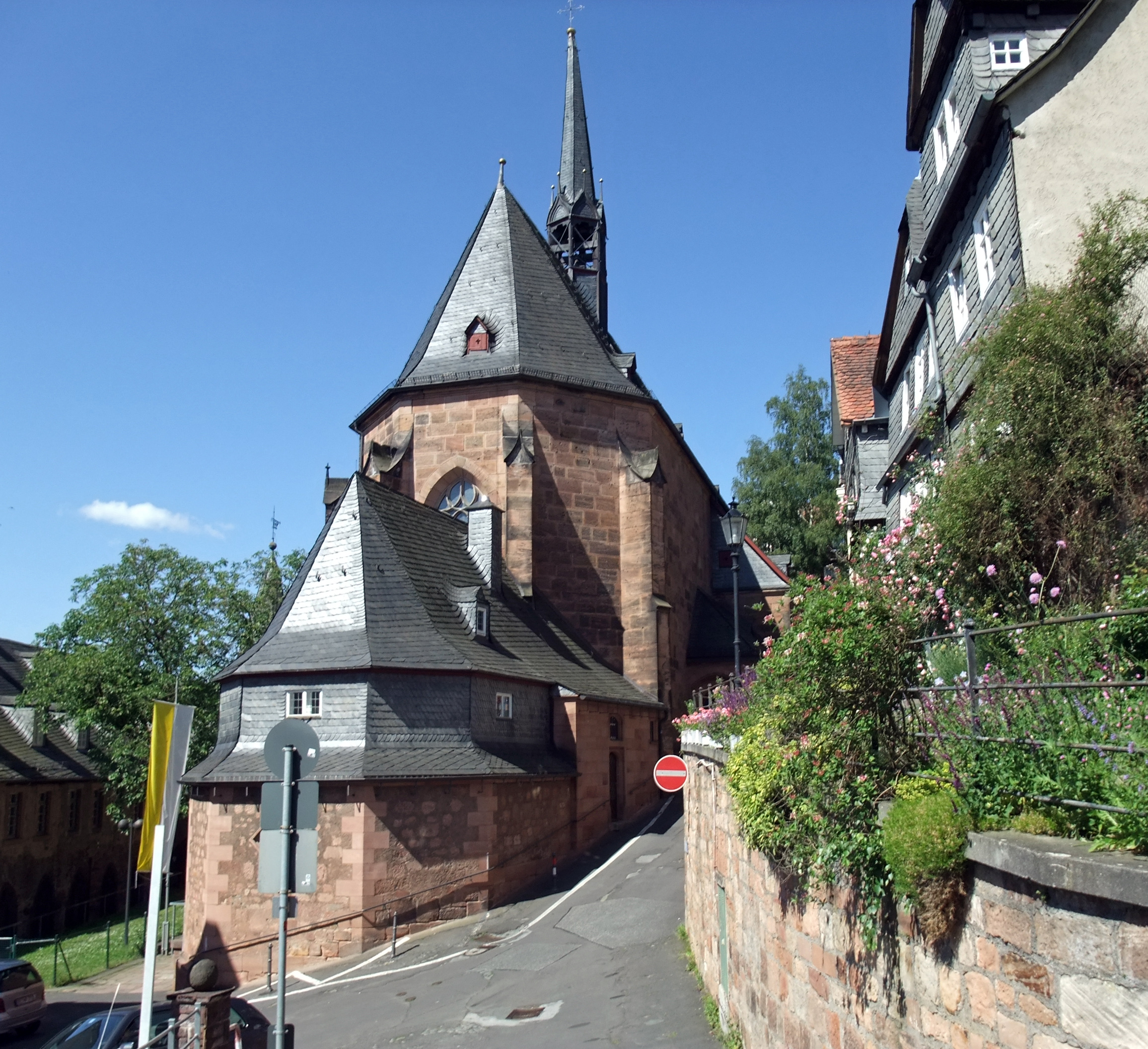
Die Kugelkirche

In der Oberstadt zwischen der Barfüßer- und der Ritterstraße befinden sich in der Kugelgasse zwei Gebäude, die im 15. Jahrhundert im Auftrag des Ordens „Brüder zum gemeinsamen Leben“ erbaut wurden. Die so genannten Kugelherren, die wegen ihrer Kopfbedeckung, der Gugel, so genannt wurden, waren ab 1477 in Marburg ansässig. Möglich wurde der Bau der Gebäude durch eine Schenkung eines reichen Marburgers, des Patriziers Heinrich Imhof.
Das Kugelhaus ist ein im spätgotischen Stil erbautes Stift, das 1491 fertiggestellt wurde. Heute ist dort die Völkerkundliche Sammlung des Instituts für Vergleichende Kulturforschung: Religionswissenschaft und Völkerkunde untergebracht. 1527 ging das Haus, in dem auch eine Lateinschule untergebracht war, an die Universität über, nachdem Landgraf Philipp den Orden und die Schule, in der er selbst Schüler war, aufgelöst hatte. Die Universität wollte das Gebäude im Laufe des Jahres 2011 aufgeben; es sollte an die Kugelkirchen-Gemeinde verkauft werden, die darin ein Gemeindezentrum einrichten will.
Die Kugelkirche, die 1485 von Johannes Bonemilch von Laasphe geweiht wurde, ist das zweite Gebäude des Ordens. Sie wurde zwischen 1478 und 1520 erbaut. Die Kirche besitzt Spitzbogenfenster und einen Dachreiter. Das Netzgewölbe zieren spätgotische Rankenmalereien. Orgel, Kanzel und Hochaltar stammen aus dem 19. und 20. Jahrhundert.

### Weitere innerstädtische Bauwerke
In der Marburger Oberstadt ist eine große Zahl von Fachwerk-Bauten rund um das historische Rathaus durch ein langjähriges, planmäßiges Restaurierungskonzept erhalten geblieben. Das dreigeschossige Rathaus selbst wurde in den Jahren 1512 bis 1513 unter der Leitung des Wetzlarer Steinmetzes Klaus (der Nachname ist unbekannt) errichtet, der Innenausbau jedoch erst 1526 fertiggestellt. Die Reste einer mittelalterlichen Synagoge oberhalb des Marktplatzes neben dem Haus Markt 23 sind unter einem Glaskubus von außen einsehbar. Die ehemalige Kilianskapelle (heute Kilian) wurde zwischen 1180 und 1200 als Marktkapelle im romanischen Stil erbaut. Nach der Reformation wurde die Kapelle nicht mehr als solche genutzt. Der nicht mehr vorhandene Ostturm wurde 1552 bis 1554 niedergerissen und zum Wiederaufbau der eingestürzten Weidenhäuser Brücke verwendet. Nachdem auch Giebel und Gewölbe abgebrochen worden waren, erhielt der Kilian 1580/81 dann mit einem Fachwerkobergeschoss weitestgehend sein heutiges Erscheinungsbild. Die erstmals 1248 urkundlich erwähnte Grüner Mühle ist eine ehemals als Ölmühle genutzte Wassermühle am Wehr unterhalb der Weidenhäuser Brücke. Ein Werk der Moderne ist die 1954 von Heinrich Lauterbach errichtete Jugendherberge.
In der Stadtteilgemeinde Hansenhaus steht seit 1904 eine Bismarcksäule. Dieser 15 m hohe Aussichtsturm wurde nach dem Typenentwurf „Götterdämmerung“ des Architekten Wilhelm Kreis aus rotem Sandstein errichtet, die Baukosten trugen Studenten und Bürger Marburgs. Baubeginn war 1903, durch Änderungen an der Bauausführung wurde der Turm jedoch erst am 21. Juni 1904 eingeweiht.
Stadtbildprägend ist ein Anfang der 1970er Jahre im Stil des Brutalismus errichtetes 14-geschossiges Hochhaus, das im Volksmund den Spitznamen Affenfelsen erhielt und aus heutiger Sicht als Bausünde gilt.

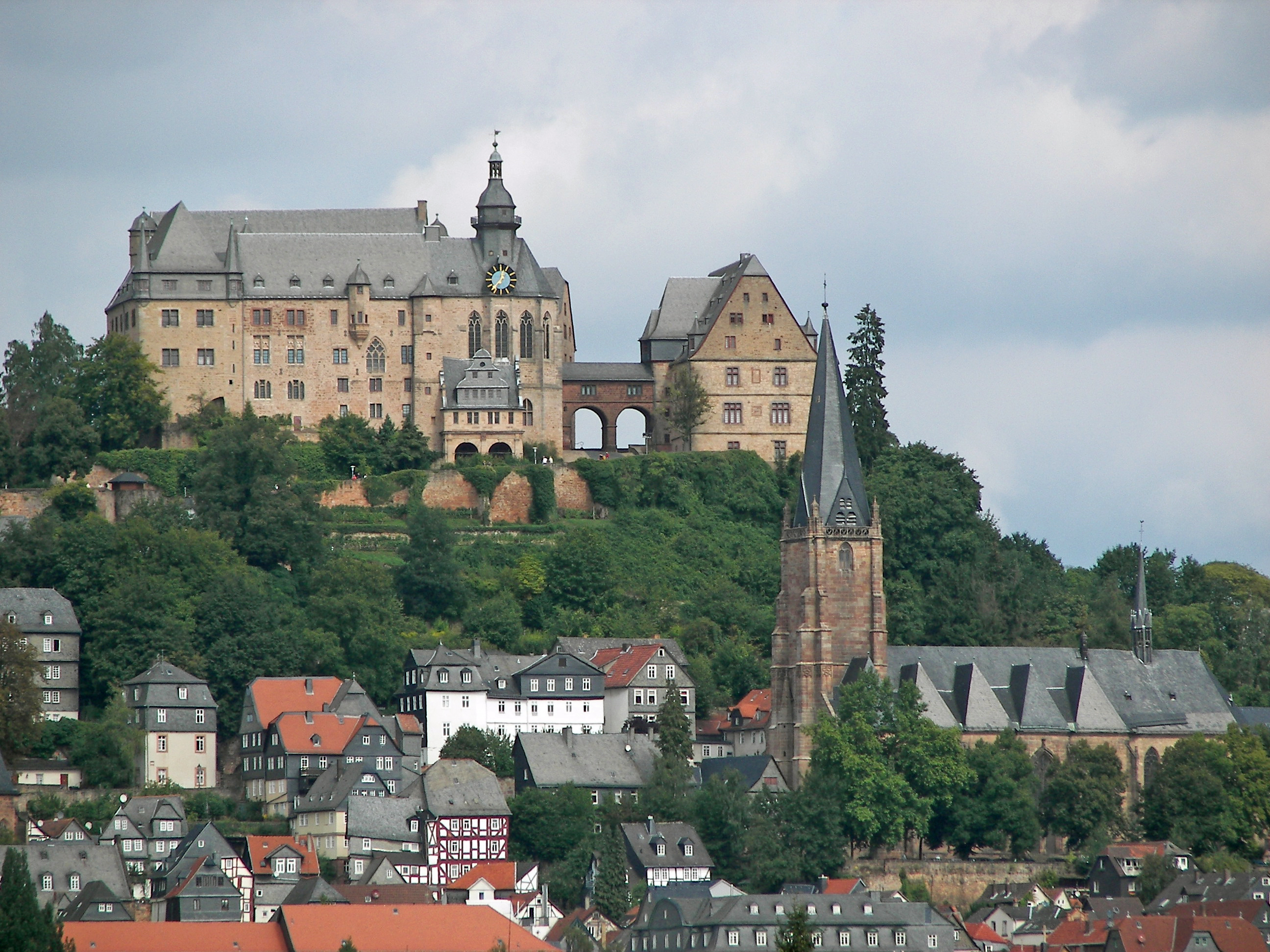
Schloss und Pfarrkirche St. Marien
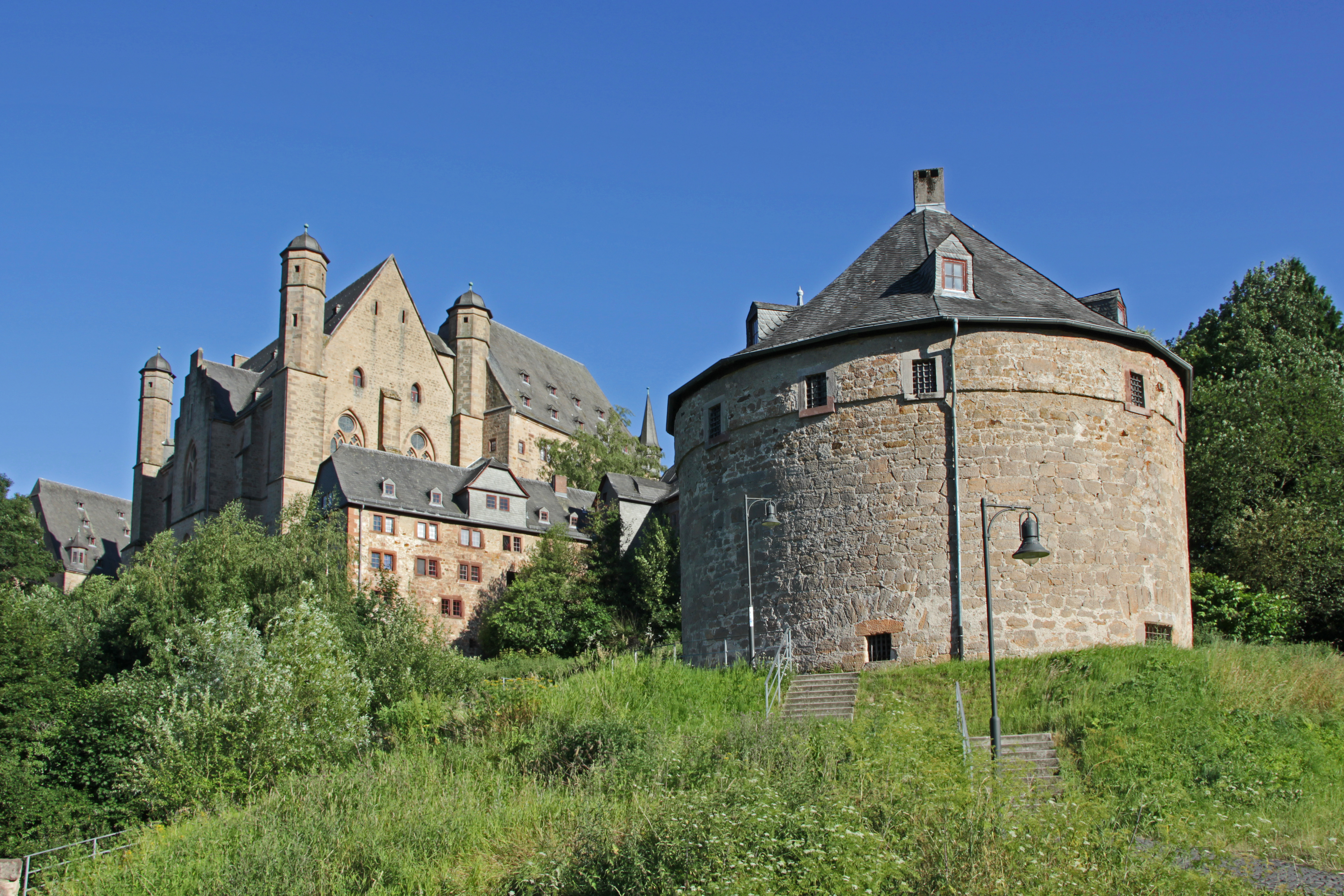
Hexenturm mit Schloss
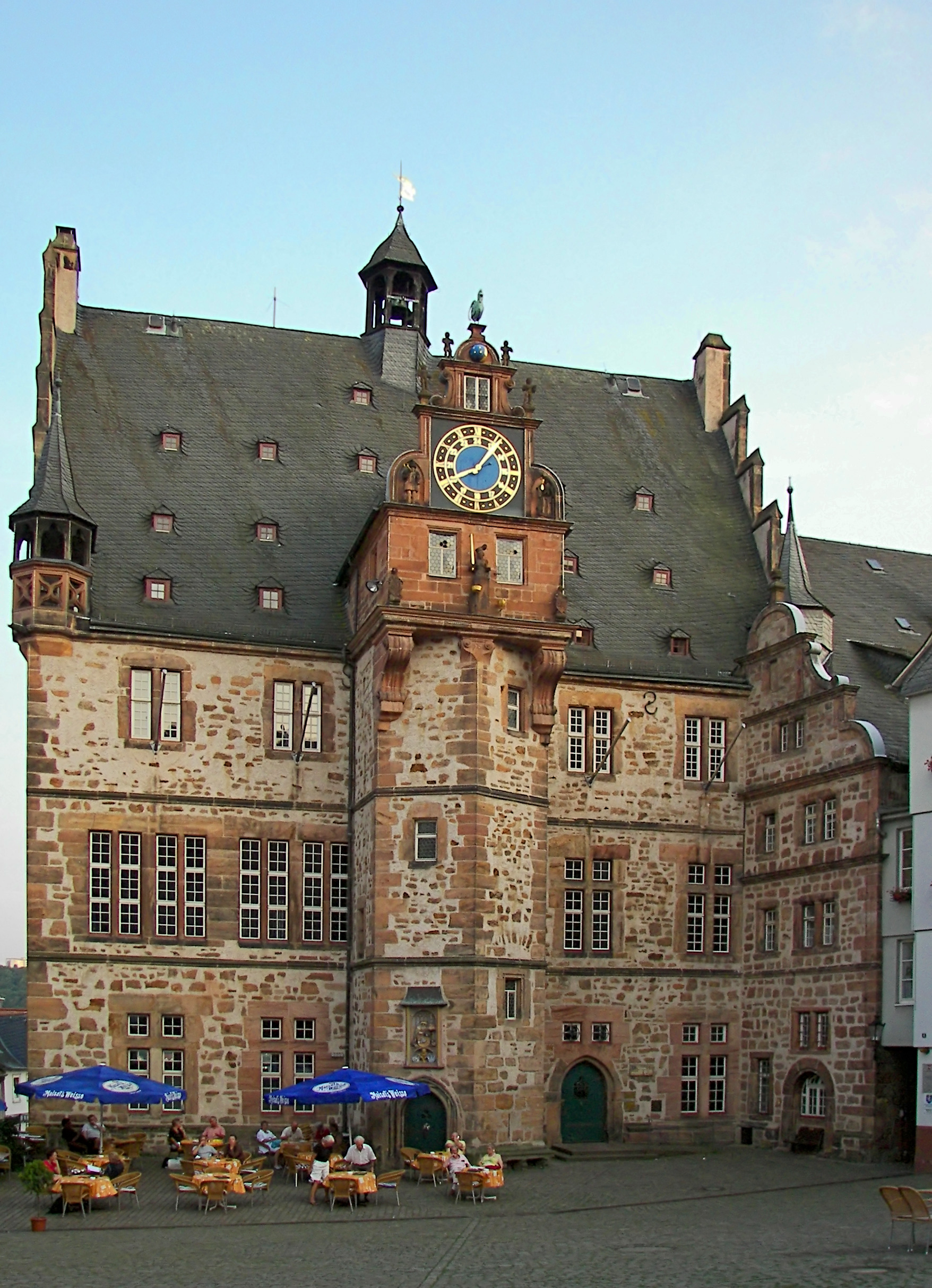
Das historische Rathaus
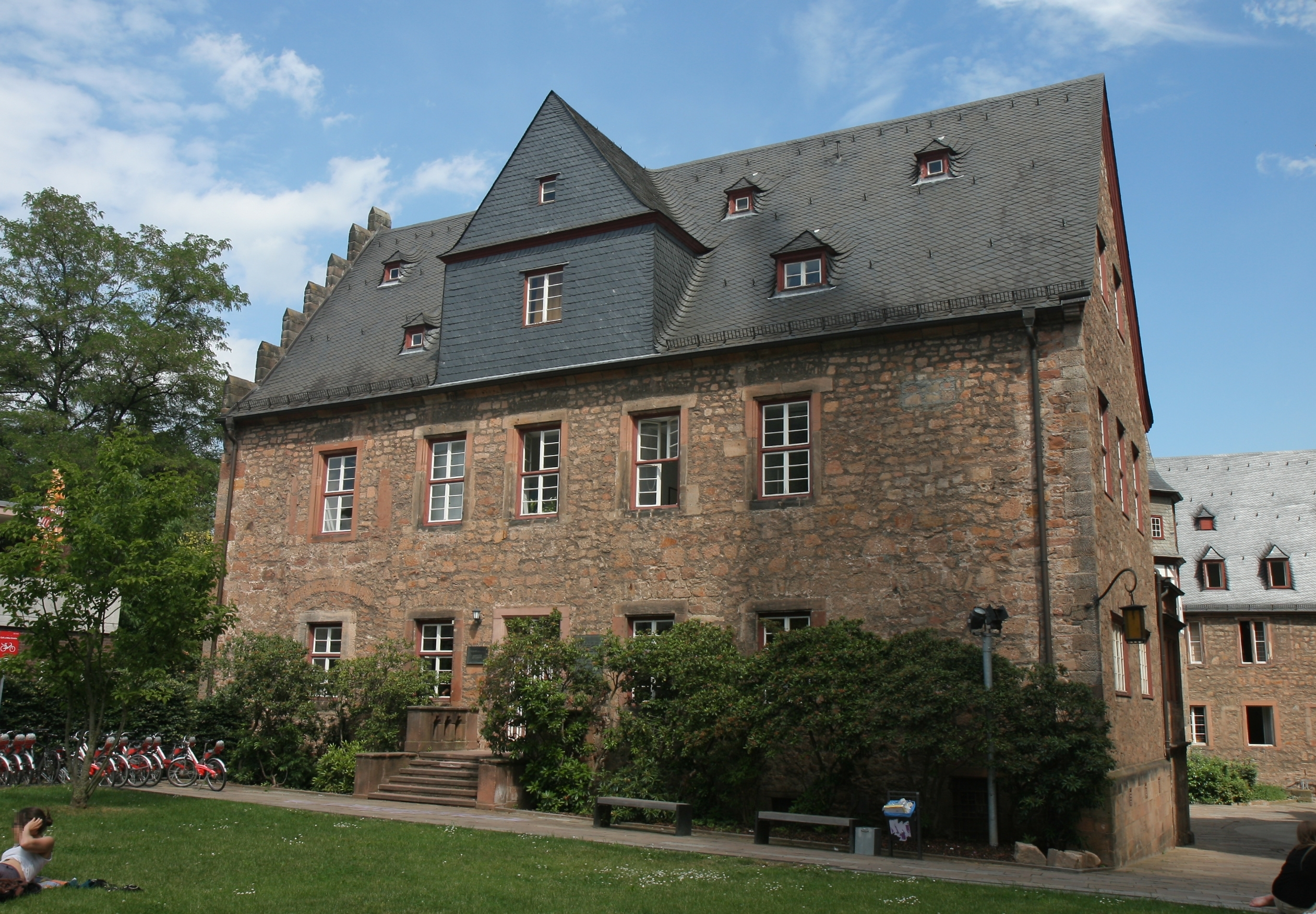
Das Deutschhaus von der Elisabethkirche gesehen
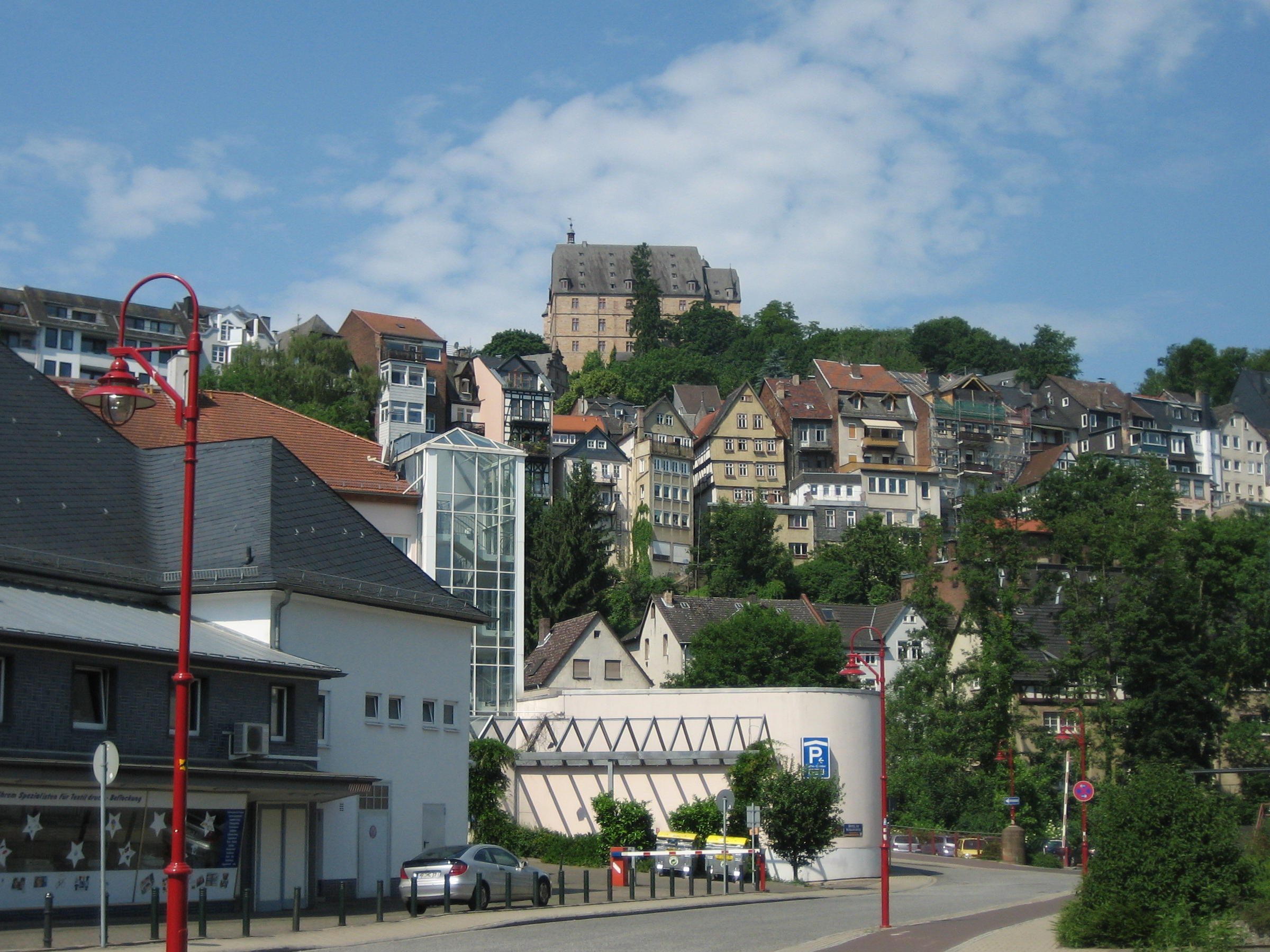
Blick von der Biegenstraße (vom Kunstgebäude der Uni) zur Oberstadt
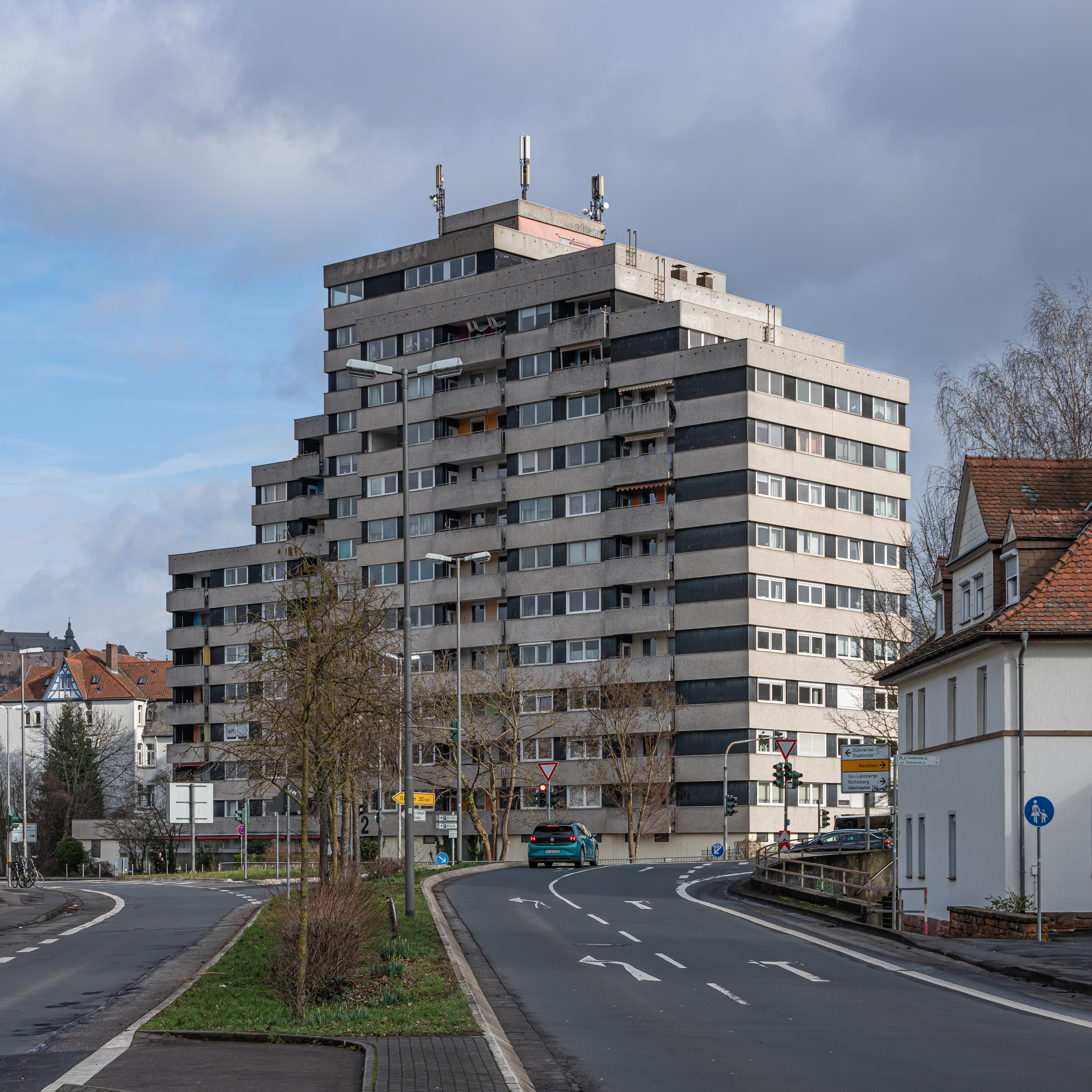
Affenfelsen

Brücken
Marburg hat durch seine exponierte Lage am engen Flusslauf der Lahn und die vergleichsweise steilen Hänge neben vielen Treppen und den Aufzügen eine Vielzahl an Brücken und Überführungen in seinem Stadtgebiet.

### Das „Michelchen“, St. Michaelskapelle

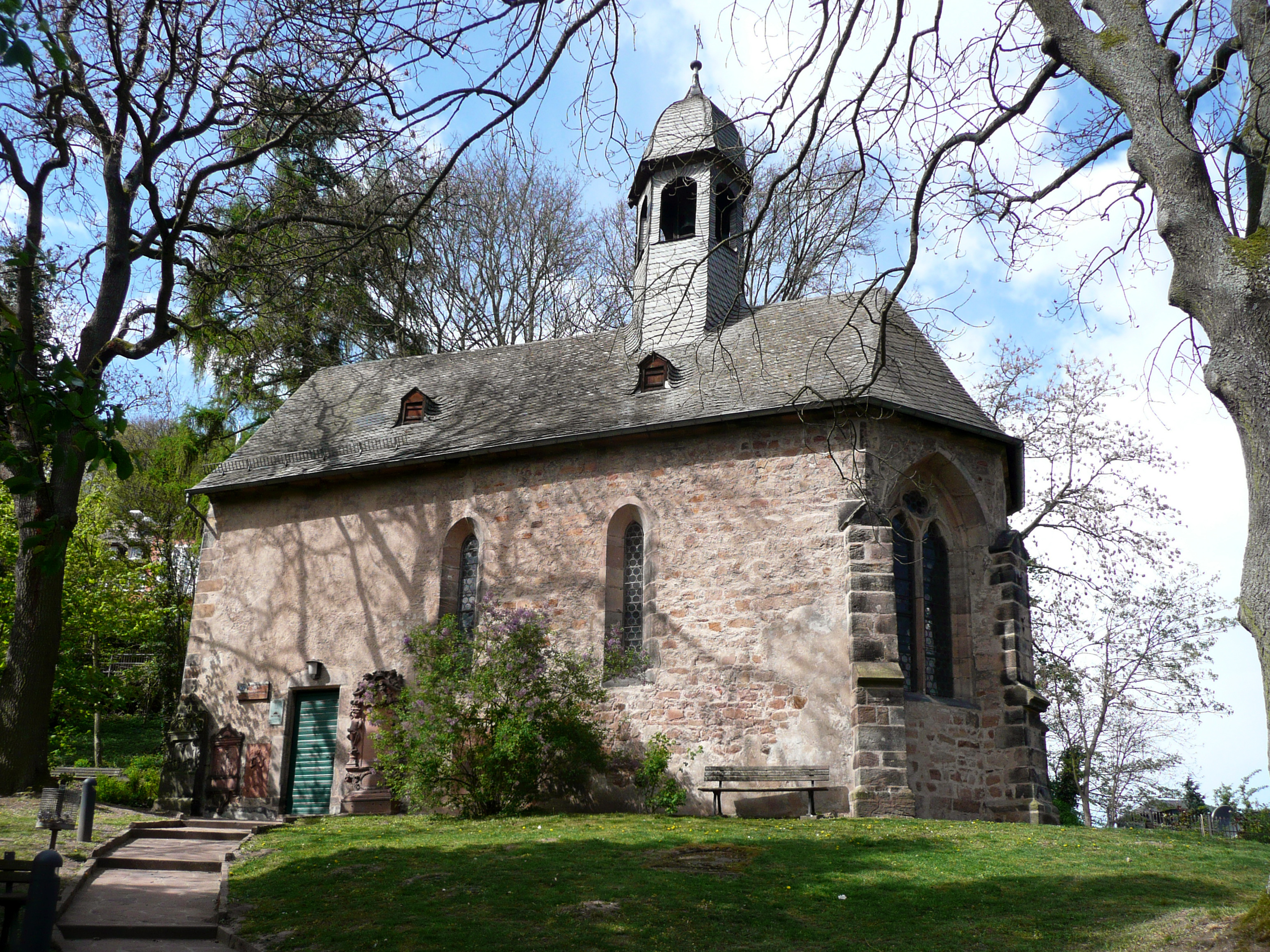
Das „Michelchen“

Unweit der Elisabethkirche inmitten eines ehemaligen Totenhofes liegt die kleine mittelalterliche St.-Michaels-Kapelle, „Michelchen“ genannt. Brüder des Deutschen Hauses erbauten sie 1268 in dem Totenhof, wo die zum Grabe der heiligen Elisabeth gekommenen und in Marburg verstorbenen Pilger und die in ihrem Hospital verstorbenen Pfründner ihre letzte Ruhestätte fanden. In ihr versahen die Ordenspriester ebenso wie in der Elisabethkirche den Gottesdienst. Mehrere zum Besuch der Kapelle ausgestellte Ablassbriefe sind aus dem 13. Jahrhundert bekannt. In der Reformationszeit ging das Michelchen in den Besitz der Stadt über. Als notwendige Arbeiten und Aufsicht unterlassen wurden, verkam es zur Ruine. Nach 1583 wurden Renovierungsarbeiten am Dachstuhl vorgenommen, neue Türen und Fenster eingesetzt sowie eine Kanzel und eine Empore errichtet. Auch die Mauer um den Friedhof wurde erneuert. Heute wird der Totenhof nicht mehr benutzt. Die noch vorhandenen etwa 50 Grabsteine stammen sämtlich aus dem 16. bis 18. Jahrhundert. Sie geben einen Überblick über den Wandel der künstlerischen Auffassung von Figurengrabsteinen der Renaissance über den Inschriftgrabstein des Barock bis zum klassizistischen Grabdenkmal. Restaurierungsarbeiten am „Michelchen“ wurden auch in den Jahren 2009 und 2020/2021 durchgeführt. Heute ist der Totenhof ein Park und Ruhepunkt im Nordviertel von Marburg.

### „Spiegelslust“

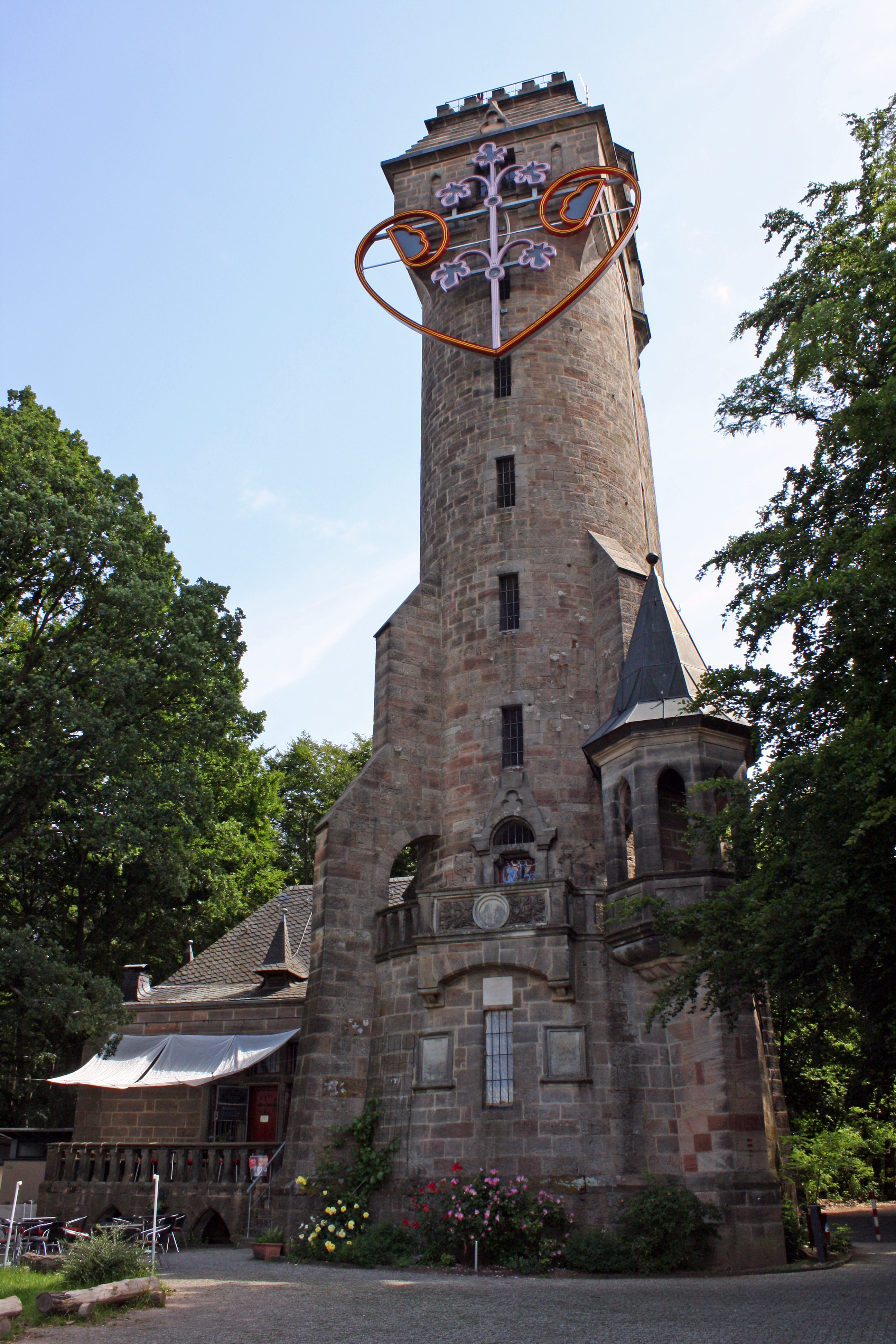
Spiegelslustturm (alias Kaiser-Wilhelm-Turm)

Der Name „Spiegelslust“ geht auf Werner Freiherr von Spiegel zum Desenberg zurück, der im 19. Jahrhundert in Marburg studierte und diesen Platz, der früher „Köhlers Ruhe“ hieß, zu einem Ausflugsziel ausbaute. Der Ort ist seit der Zeit der Romantik ein beliebtes Ausflugsziel und wird bewirtschaftet. Zunächst wurde dort ein Pavillon errichtet, später folgte der Aufbau eines Gasthauses. Dieses blieb bis 1989 Eigentum der Stadt, wurde dann vom damaligen Pächter der Stadt abgekauft und wird bis heute durch diesen bewirtschaftet.
„Spiegelslust“ liegt 200 Meter entfernt vom Kaiser-Wilhelm-Turm (nach Wilhelm I.). Der Turm, der auch als Spiegelslustturm bekannt ist, ist ein Aussichtsturm auf den Lahnbergen. 1872 hatte ein Verein Geld gesammelt, um den Turm als Erinnerung an die Reichsgründung und den Deutsch-Französischen Krieg (1870/71) zu finanzieren. In der Nacht vom 12. auf den 13. März 1876 brachte ein Sturm den fast fertigen Turm zum Einsturz. 14 Jahre später wurde das 36 Meter hohe Bauwerk fertiggestellt; die feierliche Einweihung fand am 2. September 1890 statt.

### Parks

#### Alter Botanischer Garten

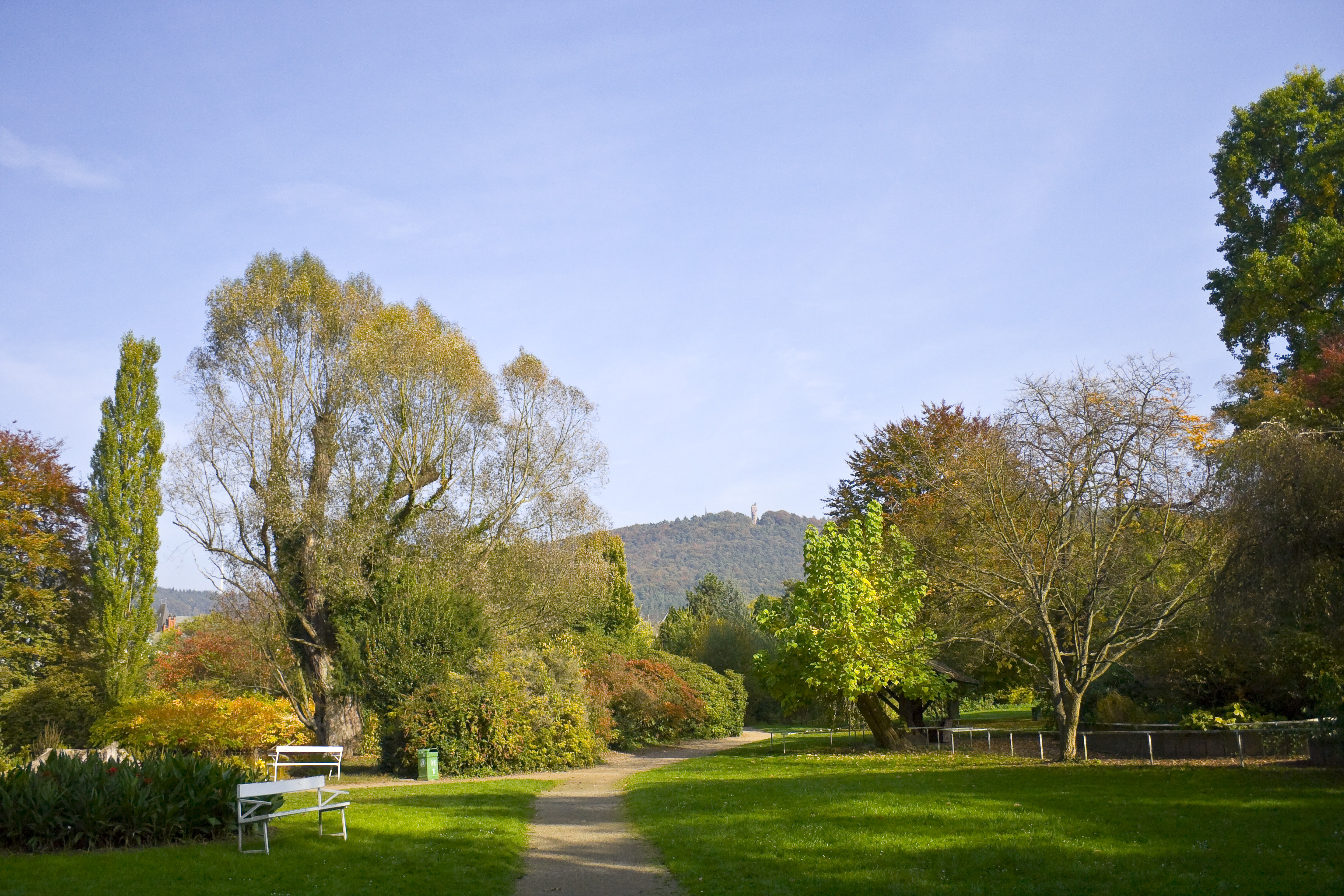
Alter Botanischer Garten

Wenige hundert Meter südlich der Elisabethkirche liegt am Pilgrimstein der 3,6 Hektar große Alte Botanische Garten der Universität Marburg. 1811 gegründet, beruht bis heute die Einmaligkeit dieses Gartendenkmals auf der gelungenen Verknüpfung eines „Wissenschaftsgartens“ mit der „englischen Gartenkunst“. Noch heute zeigt er wichtige Spuren seiner Geschichte. Diese betrifft sowohl die Geschichte der Gartenkunst als auch die Geschichte der Naturwissenschaften von den Zeiten der „nur“ beschreibenden „Naturgeschichtler“ nach Carl von Linné, dann der „Pflanzengeographie“ Alexander von Humboldts über die Zeit der evolutorischen Erklärungsversuche Charles Darwins oder Ernst Haeckels bis zur Labor-Botanik. Mit der Errichtung der neuen Zentralen Universitätsbibliothek auf dem angrenzenden Streifen zur Elisabethkirche hin und dem Umzug zahlreicher Institute der Universität in die nahegelegenen alten Klinikgebäude soll der Alte Botanische Garten zum Mittelpunkt des geisteswissenschaftlichen „Campus Firmanei“ werden.

#### Botanischer Garten

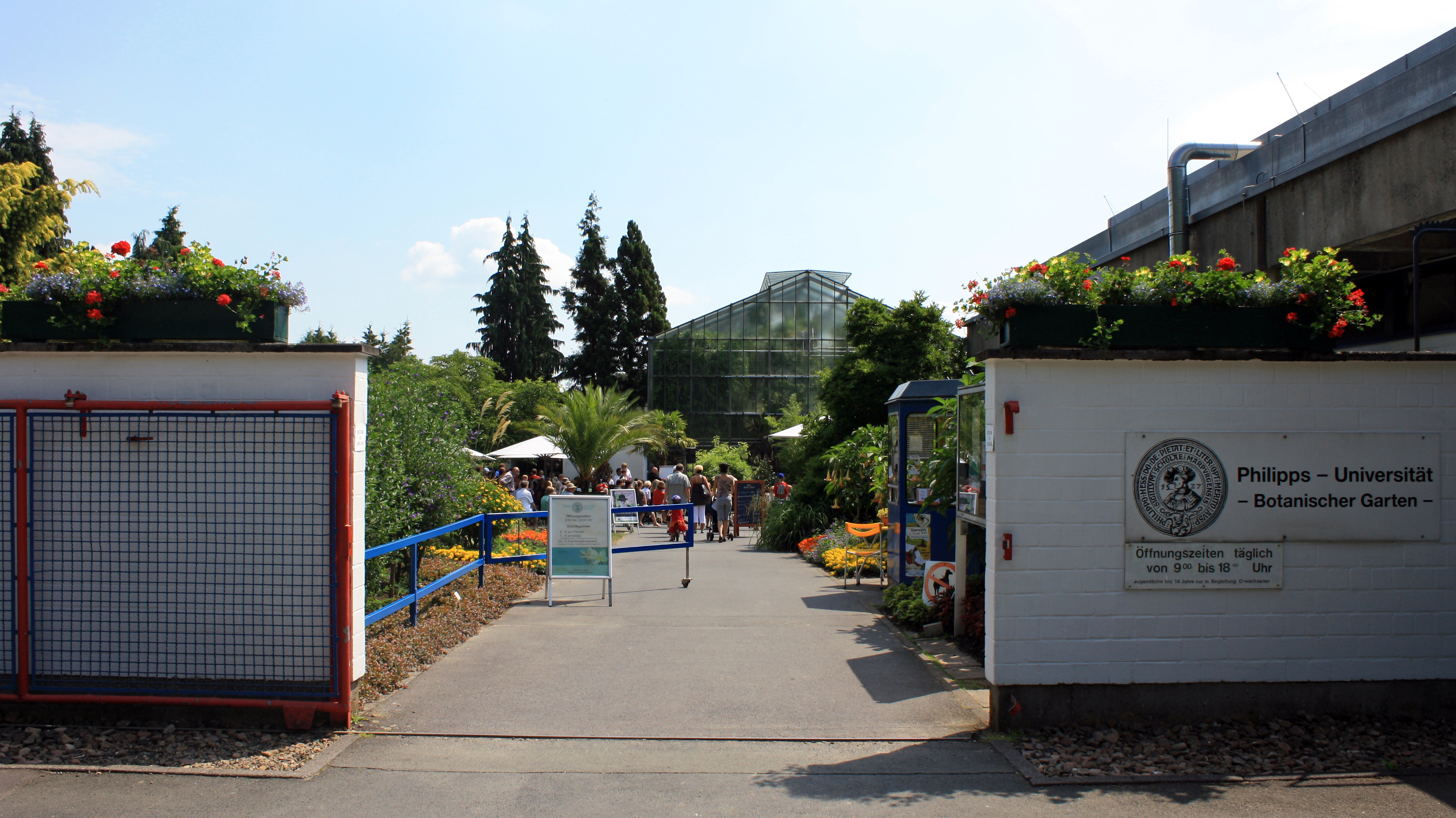
„Neuer Botanischer Garten“

Der Botanische Garten Marburg liegt auf den Lahnbergen. Gegen Ende der 1960er Jahre wurden die naturwissenschaftlichen Fächer der Philipps-Universität Marburg dorthin verlegt, da in der Innenstadt kein Platz für umfangreiche Neubauten vorhanden war. In der räumlichen Nähe zum Botanischen und Zoologischen Institut des Fachbereichs Biologie wurde dort ein vom Landschaftsarchitekten Günther Grzimek geplanter neuer botanischer Garten angelegt und im Jahr 1977 eröffnet. Mit 20 ha ist er einer der größeren botanischen Gärten Deutschlands. Neben einer großen Baumsammlung (Arboretum) hat er eine systematische Abteilung, eine Abteilung mit Heil- und Nutzpflanzen, die Farnschlucht, den Frühlingswald, ein Alpinum und einen Heidegarten. In Schaugewächshäusern mit einer Grundfläche von 1700 m² sind zahlreiche Pflanzen der Tropen und Subtropen zu sehen, darunter die Riesenseerose Victoria amazonica. Der Botanische Garten kämpft seit Jahren gegen die Unterfinanzierung und war mehrfach schließungsbedroht. Die Orchideensammlung musste aus Kostengründen bereits geschlossen werden, für die Rhododendronsammlung ist dasselbe Schicksal zu befürchten.

#### Schlosspark
Nach der Aufgabe des Landgrafenschlosses im 17. Jahrhundert wurde das südlich gelegene Gebiet des Schlossbereichs, das zuvor wahrscheinlich als militärisches Übungsgebiet genutzt worden war, zu Gartenland. Zu Beginn des 20. Jahrhunderts begann die Stadt Marburg die Gartenflächen zu einer Parkanlage umzugestalten. Während des Zweiten Weltkriegs wurden hieraus jedoch Nutzgärten. Gegen Ende des Krieges wurde die Fläche erneut umgestaltet, es wurde ein Rosengarten angelegt. Im Jahre 1981 begann die Umgestaltung zum heutigen Schlosspark. Die letzte umfassende Neugestaltung fand 2009/10 statt. Die Anlage ist nun ein öffentlicher Erholungs- und Freizeitpark auf der Südseite des Landgrafenschlosses. In dem nach wie vor vorhandenen Rosengarten sind heute rund 7000 Rosen in 65 Varietäten zu finden. Unter anderem finden hier auch Veranstaltungen wie bei dem Stadtfest 3-Tage-Marburg statt. Inmitten des Schlossparks liegt eine Freilichtbühne, die für diverse kulturelle Ereignisse genutzt wird.

### Natur und Freizeit

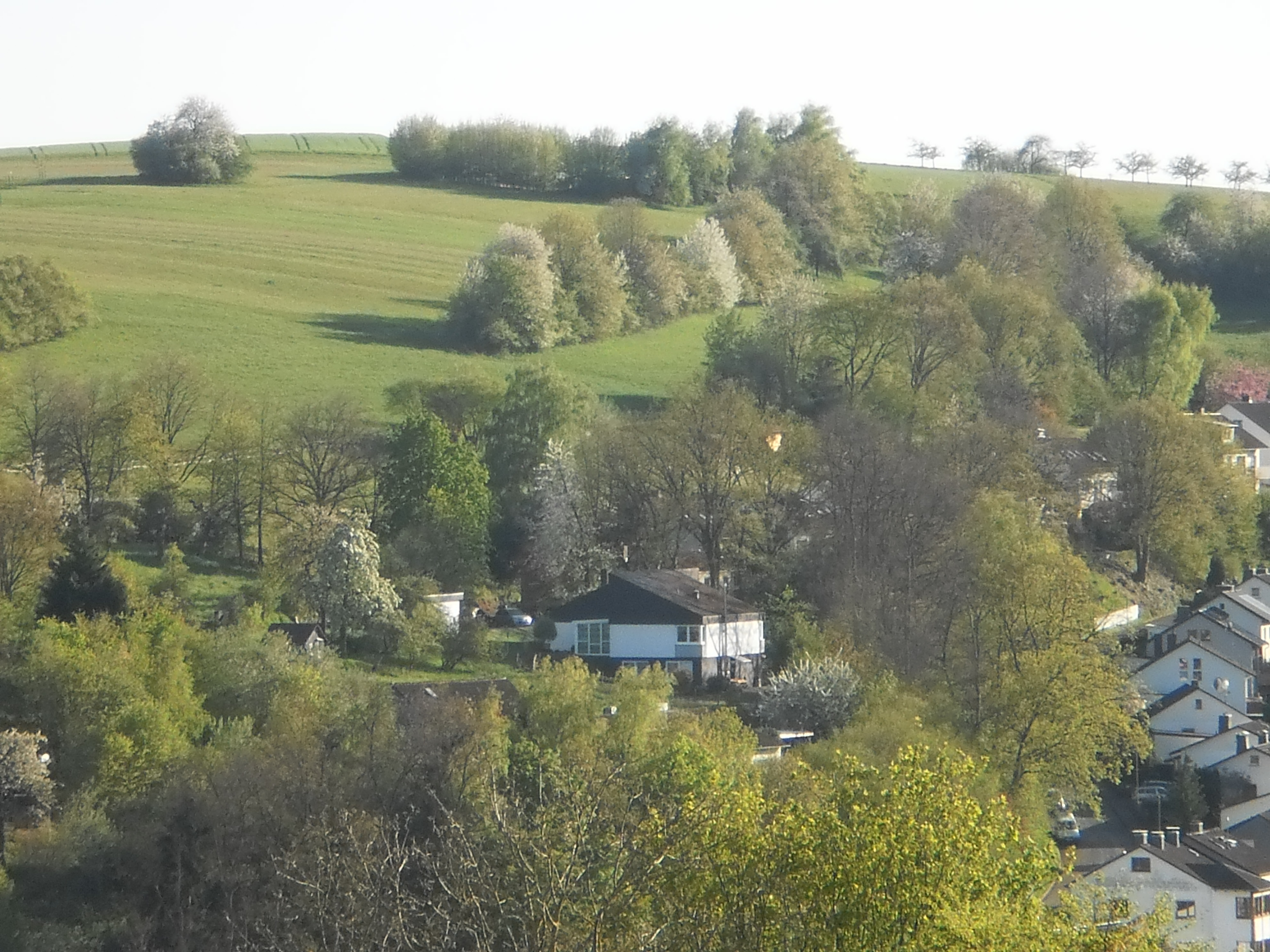
Der Aussichtspunkt Hasenkopf im Frühling 2016

Marburgs Kernstadtgebiet wird im Osten durch die bewaldeten Lahnberge begrenzt. Die Berge im Westen sind mit dem Schloss und der Altstadt bebaut und bewohnt; dahinter liegen der Stadtwald und der Wehrdaer Wald. Im Norden und im Süden werden die Ebenen im Lahntal vorwiegend landwirtschaftlich genutzt. Durch Marburg fließt die Lahn; im Stadtgebiet ist diese nicht schiffbar. Durch die Innenstadt führt ein Lahnnebenarm, der am Wehrdaer Wehr beginnt und in der Mitte der Uferstraße wieder in den Hauptlauf mündet.
Im Bereich des Südviertels teilt sich die Lahn ein zweites Mal und bildet hier eine kleine Insel (Auf der Weide). Im Stadtbereich wurden durch umfangreiche Renaturierungsmaßnahmen in den letzten Jahren die Lahnwiesen teilweise in Lahnauen zurückverwandelt. In die Lahn münden zahlreiche kleinere Bäche; die bekanntesten sind der Ketzerbach und der Gefällebach. Über die Lahnberge zieht sich ein gut ausgebautes Netz von Wanderwegen, der überörtliche Lahnwanderweg bietet vom Marburger Rücken aus Panoramablicke in die Täler. Im Norden und Süden befinden sich in Lahnnähe Baggerseen, die überwiegend der Öffentlichkeit zum Schwimmen offenstehen.
Auf einer Strecke von sechs Kilometern verläuft entlang des Radwegs an der Lahn der Marburger Planetenlehrpfad. Er wurde 1995 als erster Planetenlehrpfad der Welt eröffnet, der auch blinden Menschen einen Zugang ermöglicht.
Am bewaldeten Schlossberg befindet sich das Naturschauspiel „Küssender Hirsch“, eine natürliche Baumformation, die Ähnlichkeit mit einem jungen Hirsch hat, der zärtlich einen Baum küsst.

### Spezialitäten, kulinarische und andere

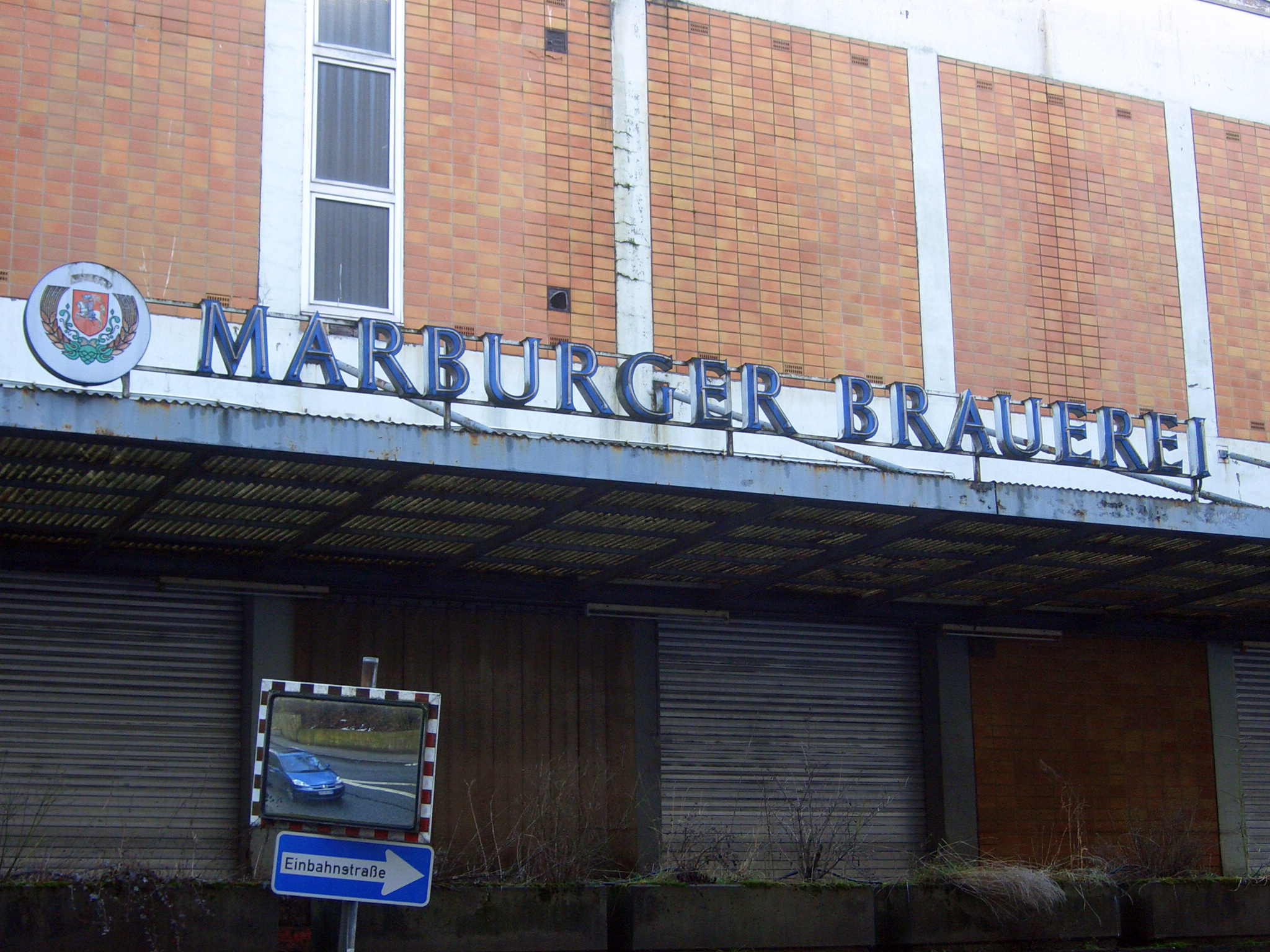
Das „Marburger Bier“ wurde von der Marburger Brauerei gebraut, nach deren Schließung 2004 wurden auch die Gebäude abgerissen

- Der Kräuterlikör „Marburger Nachtwächter“ wird bereits seit 1799 durch eine in der Marburger Oberstadt ansässige Brennerei hergestellt.[139] Seit einiger Zeit wird die Herstellung des „Nachtwächters“ durch eine Firma im Nachbarort Weimar durchgeführt.[140]
- „Elisabethbräu“, Bier einer kleinen Privatbrauerei
- „Elisabethkaffee“ (Marburger Weltladen, fair gehandelt)
- Keramiktassen mit Blindenschrift (Töpferei Schneider in der Oberstadt, wurde 2023 geschlossen)

### Stolpersteine
Von den weltweit über 69.000 verlegten Stolpersteinen befinden sich 77 Stolpersteine an 33 Örtlichkeiten Marburgs.

## Wirtschaft und Infrastruktur

### Universität Marburg
Größter Arbeitgeber der Stadt ist die Philipps-Universität, welche 1527 durch Landgraf Philipp den Großmütigen als erste evangelische Universität gegründet wurde. Durch den auf die Einwohnerzahl gerechnet hohen Anteil an Studierenden und Mitarbeitern (ca. 22.000 Studierende im Sommersemester 2024, 4530 Angestellte ohne Klinikum) entwickelte sich der Spruch: „Andere Städte haben eine Universität – Marburg ist eine“. Dies bringt zum Ausdruck, wie eng verknüpft die Geschichte von Universität und Stadt ist. Die Universität bietet ein überdurchschnittlich breit gefächertes Studienangebot mit vielen außergewöhnlichen Studiengängen. 2018 wurde die neue Universitätsbibliothek eröffnet.

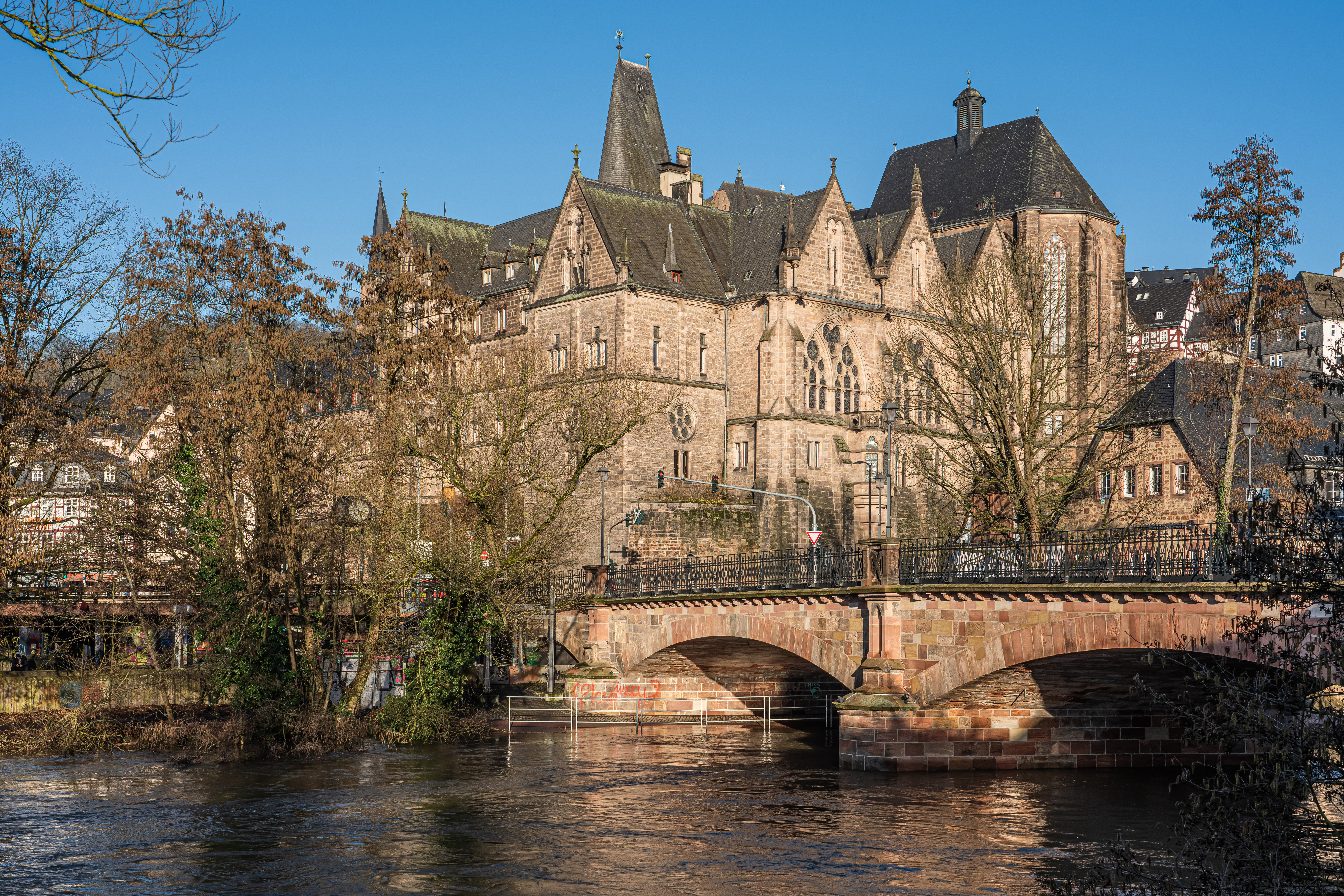
Alte Universität
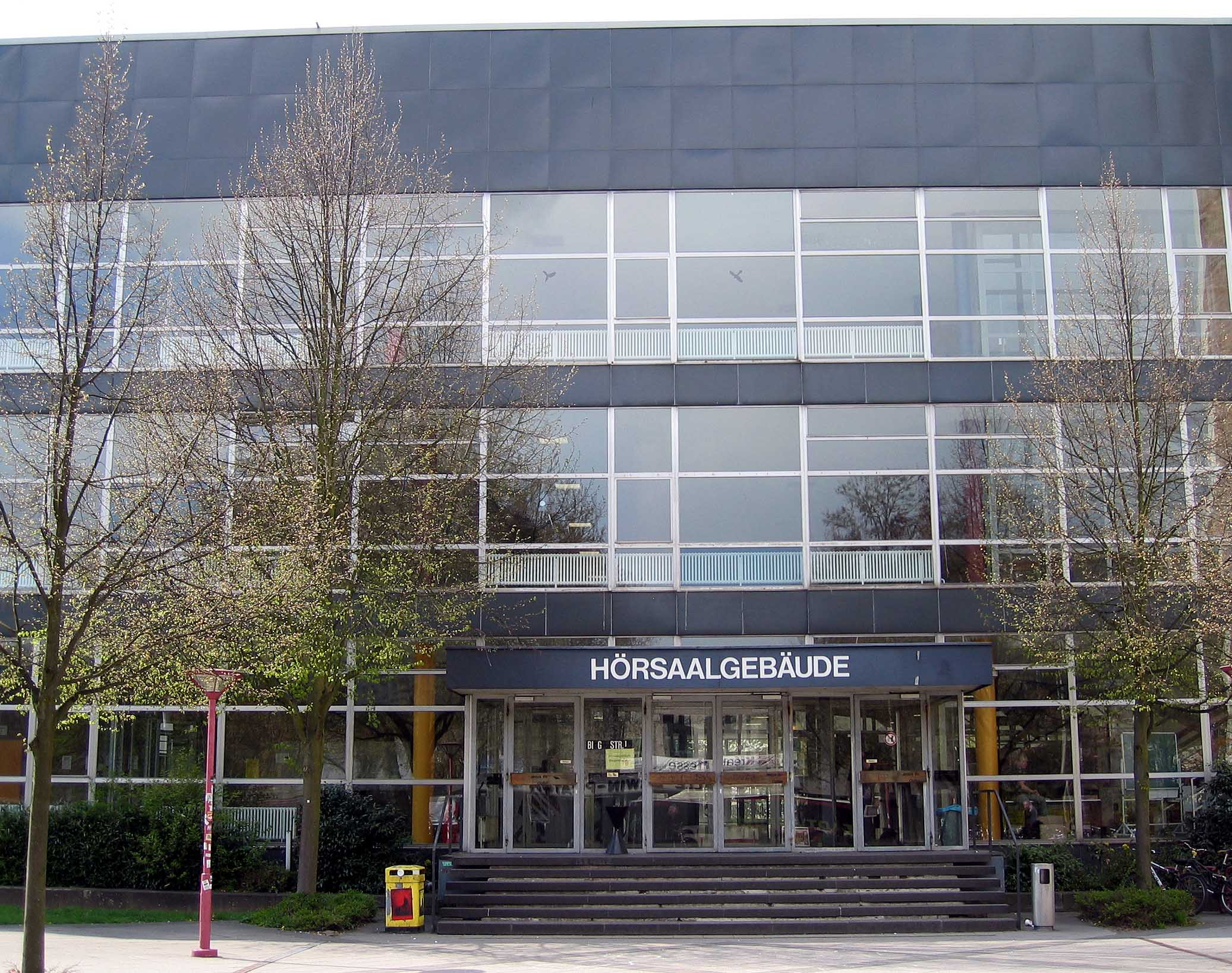
Hörsaalgebäude mit Audimax
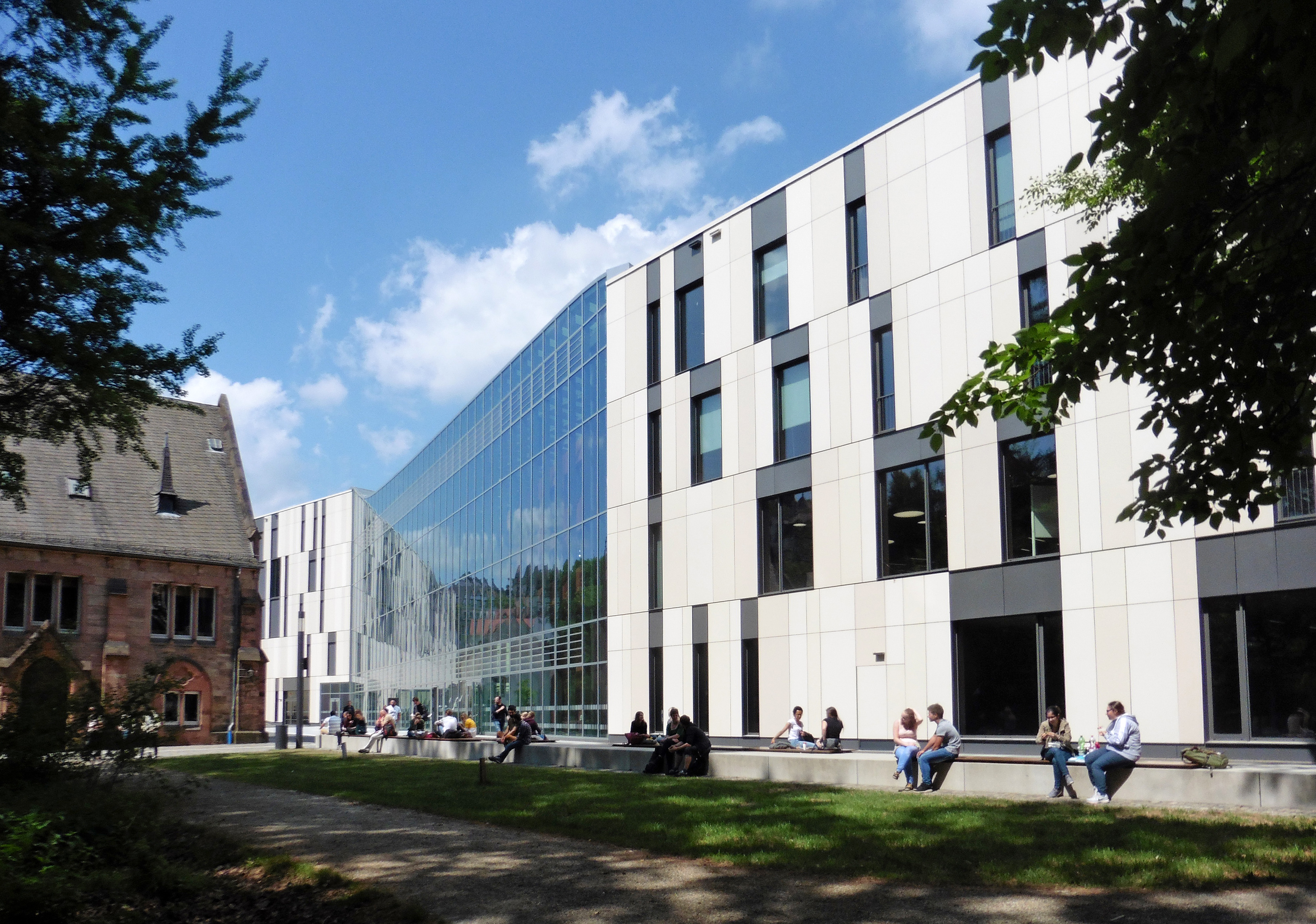
Neubau der Universitätsbibliothek Marburg

### Bildung
Neben der Philipps-Universität Marburg befinden sich in der Stadt die Deutsche Blindenstudienanstalt, das Max-Planck-Institut für terrestrische Mikrobiologie und Forschungsabteilungen diverser Pharmafirmen, die aus den ehemaligen Behringwerken hervorgegangen sind. Die Stadt Marburg ist „Korporativ Förderndes Mitglied“ der Max-Planck-Gesellschaft.
Die Archivschule Marburg ist eine staatliche Ausbildungsstätte von Archivaren mit Status einer Fachhochschule. Die Technische Hochschule Mittelhessen kooperiert breit mit der Philipps-Universität.
Medizinern ist Marburg durch das Universitätsklinikum, das Marburg-Virus, die Gewerkschaft der angestellten Ärzte und durch den Marburger Bund bekannt.
In Marburg gibt es diverse Schulen jeder Form, darunter mit der Elisabethschule, der Martin-Luther-Schule und dem Gymnasium Philippinum drei reine Gymnasien sowie den Zweig des beruflichen Gymnasiums an den Kaufmännischen Schulen und der Adolf-Reichwein-Schule. Hinzu kommen die integrierte Gesamtschule am Richtsberg, einige Grundschulen, Haupt- und Realschulen sowie berufliche Schulen. Die Schule am Schwanhof und die Mosaikschule Marburg sind zwei Förderschulen der Stadt Marburg. Mit der Otto-Ubbelohde-Schule verfügt Marburg über die einzige sechsjährige Grundschule Hessens. Bei der Geschwister-Scholl-Schule Marburg handelt es sich um eine „Musikalische Grundschule mit Vorklasse und Betreuungsangebot“.
Stark ausgeprägt ist in Marburg die Schullandschaft in freier Trägerschaft. Abgesehen von der Blindenstudienanstalt, gibt es sieben solcher Schulen mit besonderem pädagogischem Profil, die sich nicht in Trägerschaft von Staat und Stadt befinden. Neben Förderschulen sind darunter eine Freie Waldorfschule, eine Montessori-Schule, die sechsjährige Grundschule mit Kindergarten (Freie Schule Marburg) und das Landschulheim Steinmühle, ein Gymnasium und Internat.
Zudem hat eines der wichtigsten Zentren für historische Ostmitteleuropa-Forschung, das Herder-Institut, seinen Sitz in Marburg. Unter den Landesbehörden sind das Hessische Staatsarchiv Marburg sowie das Hessische Landesamt für geschichtliche Landeskunde zu nennen.

### Wirtschaft

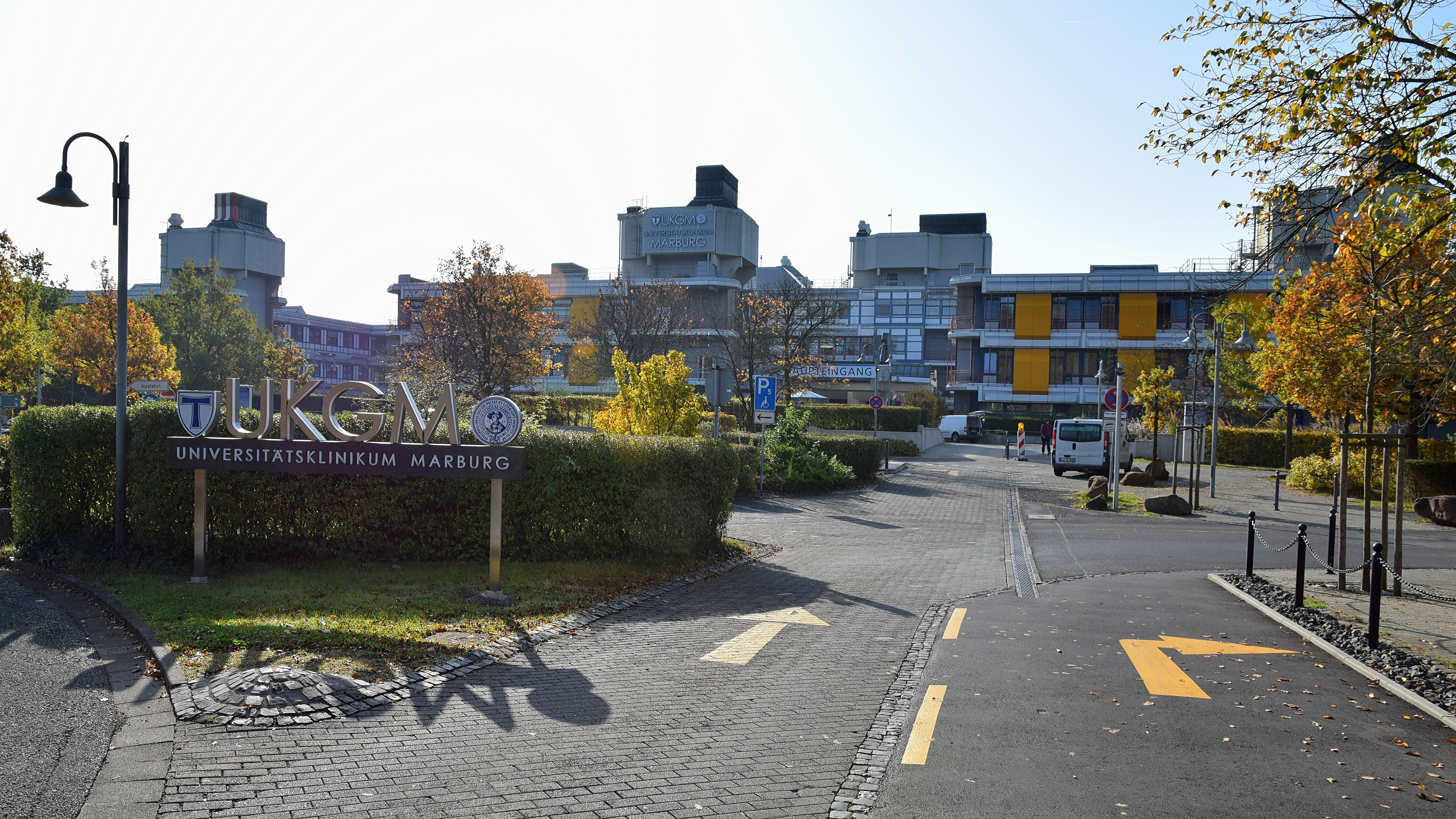
UKGM Klinikum Marburg

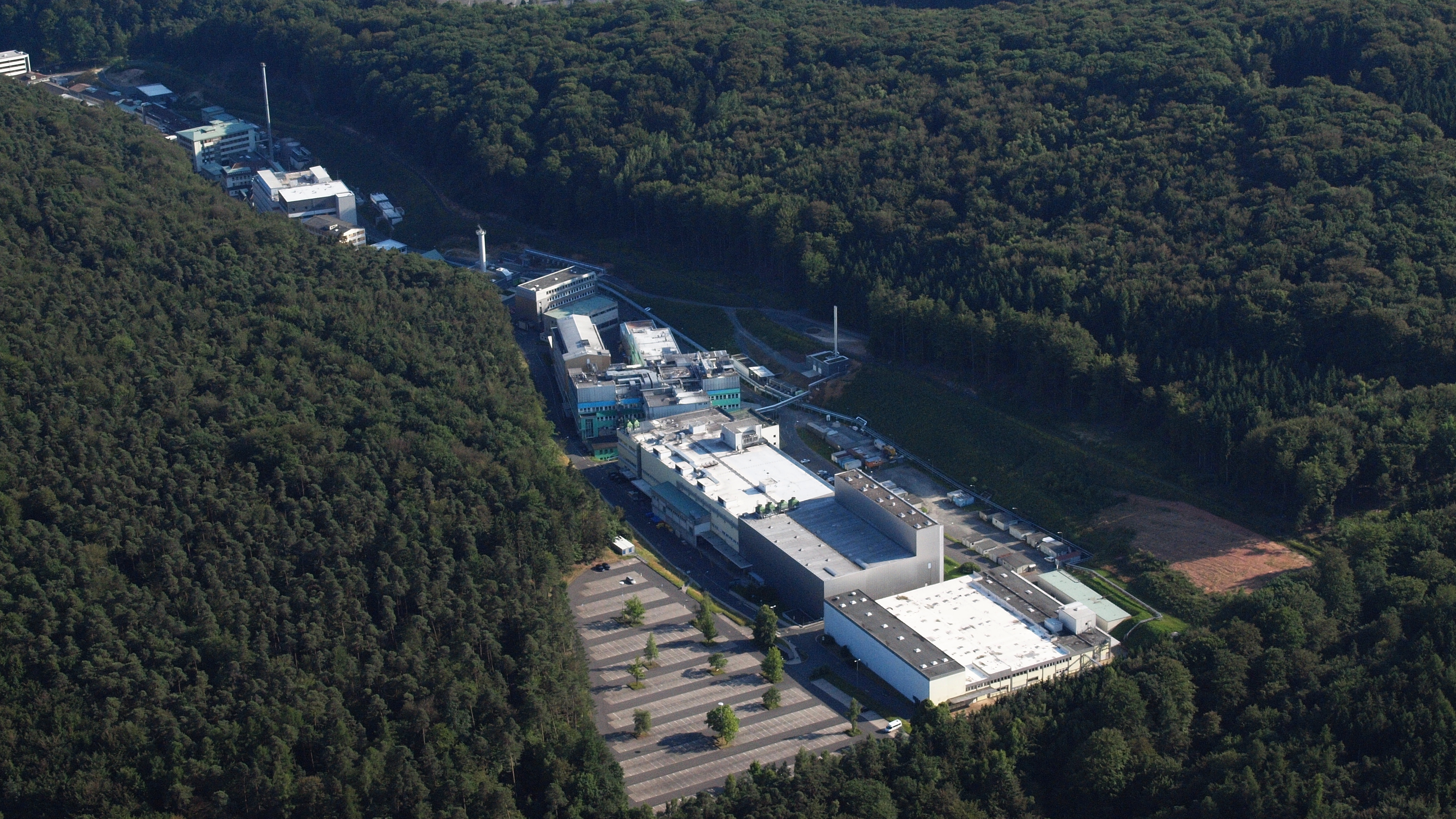
Behringwerke Standort Marbach

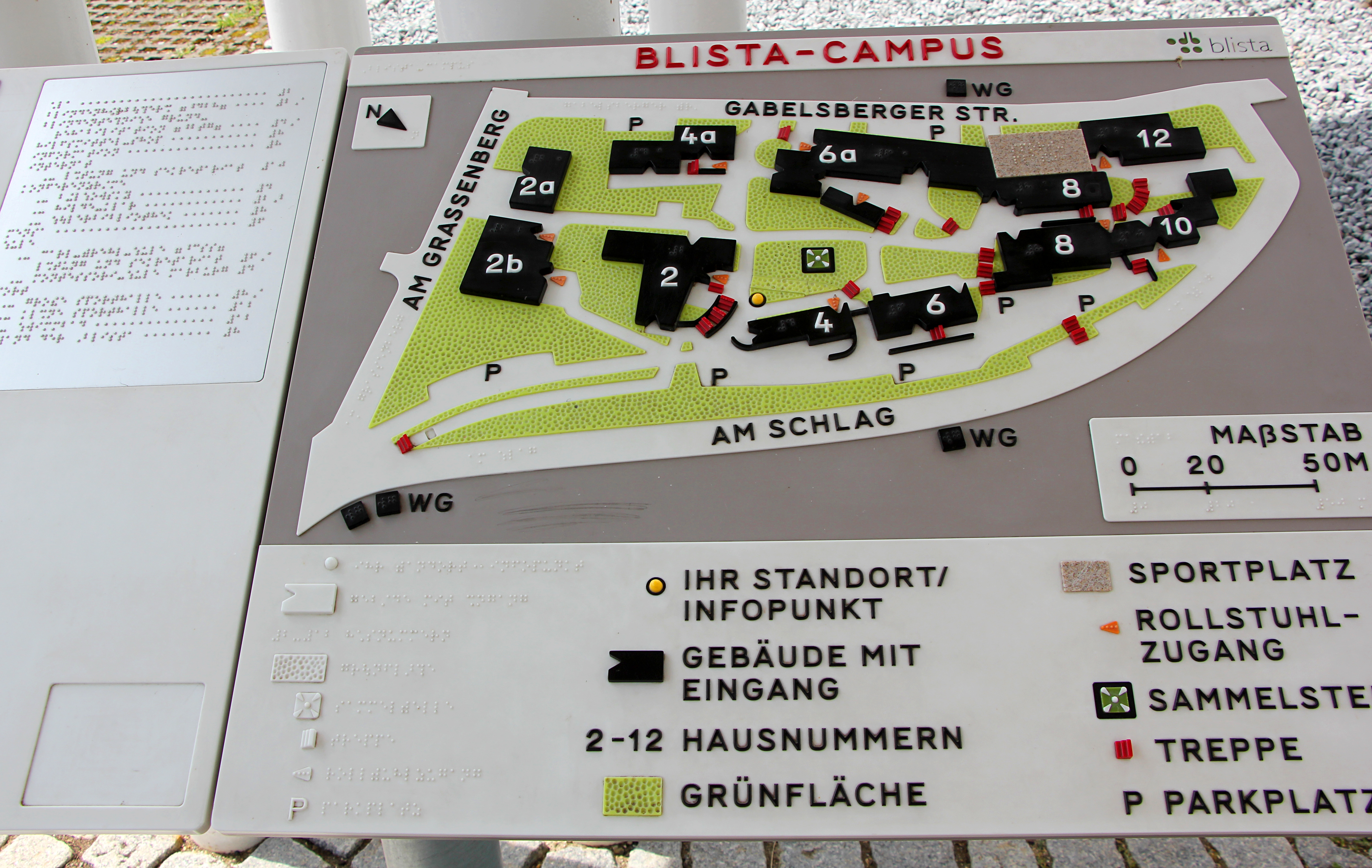
Blista Campus (Tastmodell)

Die drei größten Arbeitgeber der Stadt sind die Philipps-Universität Marburg, das privatisierte und zum Rhön-Klinikum gehörende Universitätsklinikum Gießen und Marburg und die teilweise zu den internationalen Konzernen CSL Behring, Siemens Healthcare Diagnostics, GSK Vaccines und Biontech (vormals Novartis Deutschland) gehörenden ehemaligen Behringwerke (Pharma- und Medizintechnikbranche). Darauf folgt auf Platz vier die Deutsche Blindenstudienanstalt (Blista).
Rund 81,7 Prozent der versicherungspflichtig beschäftigten Arbeitnehmer Marburgs arbeiteten 1998 im Dienstleistungsbereich, 18,1 Prozent im produzierenden Gewerbe. Die höchsten Beschäftigungsanteile in Marburg hatten die Bereiche Gesundheit (Universitätskliniken) und Wissenschaft (Universität, Blista) aufzuweisen. Insgesamt arbeiteten in diesen beiden Wirtschaftszweigen über 10.000 Menschen.
Die für eine Stadt dieser Größe recht hohe Zahl von über 300 Restaurants, Gaststätten, Cafés und Kneipen macht die Ausrichtung der Gastronomie auf die Zielgruppe der Studierenden deutlich.

#### Ansässige Unternehmen
In Marburg sind viele Unternehmen ansässig, die in ihrem Tätigkeitsfeld durch Innovationen und Größe in Deutschland und teilweise darüber hinaus hohe Bedeutung haben: Ahrens Kaufhaus AG, CSL Behring GmbH, Deutsche Vermögensberatung AG, Eukerdruck GmbH & Co KG (Tochtergesellschaft von CCL Label), Fritz Herzog AG, GSK Vaccines, Hitzeroth Druck und Medien GmbH & Co KG, Inosoft AG, Sanitätshaus Kaphingst GmbH, Marburger Lederwaren Knetsch GmbH & Co KG, Monette Kabel- und Elektrowerk GmbH, Musik Meyer GmbH, Nano Repro AG, Novartis Deutschland GmbH, Pharmaserv, Sälzer GmbH, Seidel GmbH & Co KG, Siemens Healthcare Diagnostics Products GmbH, Sparkasse Marburg-Biedenkopf, Stadtwerke Marburg, Temmler Pharma GmbH & Co KG (heute Teil der Aenova Group), Vila Vita Rosenpark Hotel, CCP Software GmbH.
Die Deutsche Bundespost verlegte 1978 ihre Briefermittlungsstelle nach Marburg. Diese wird auch heute noch von der Deutschen Post AG genutzt.

### Verkehr

#### Eisenbahn

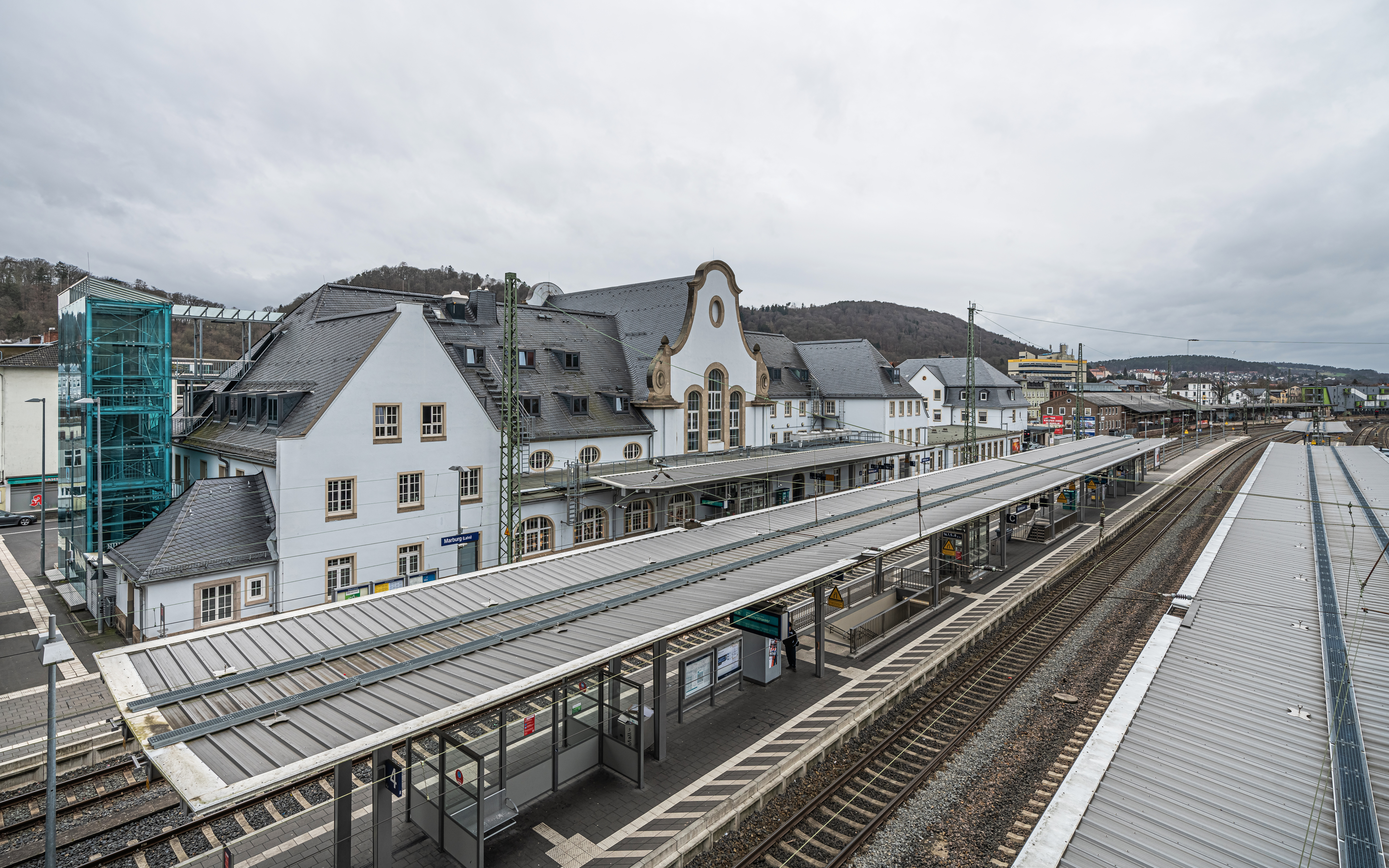
Bahnhof Marburg (Lahn)

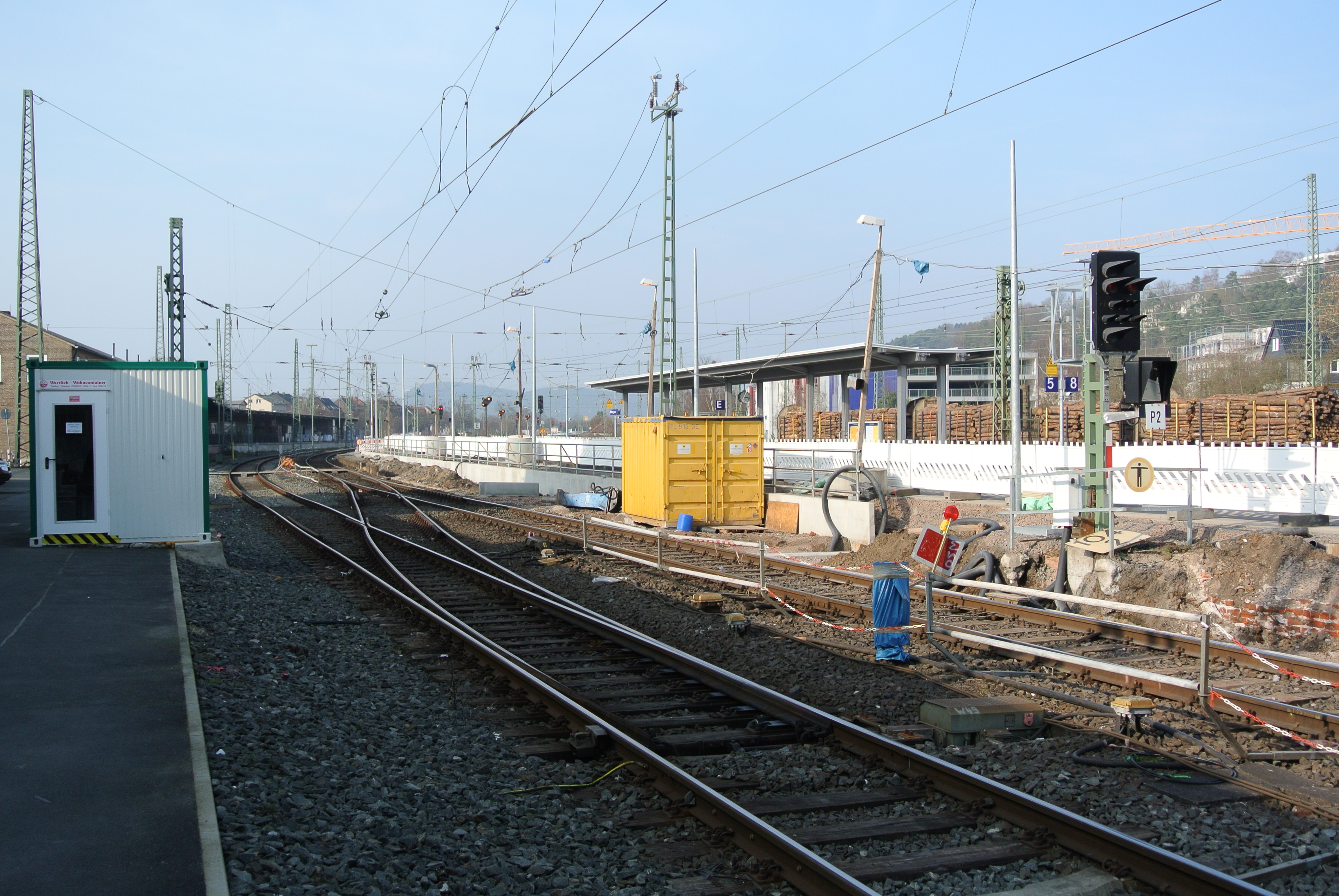
Gleise und Bauarbeiten an den Verkehrsanlagen

Der Bahnhof Marburg (Lahn) ist Intercity- und ICE-Halt auf der Linie Stralsund–Hamburg–Hannover–Frankfurt–Karlsruhe und im Zweistundentakt an den Fernverkehr auf dieser Linie angebunden. Zudem lässt sich der Bahnhof mit Zügen des Nahverkehrs über die Main-Weser-Bahn in der Relation Kassel–Frankfurt am Main erreichen. In Marburg beginnen die Nebenstrecken der Kurhessenbahn über Frankenberg nach Korbach (Burgwaldbahn) sowie die Obere Lahntalbahn über Biedenkopf und Bad Laasphe nach Erndtebrück. Durch den Mittelhessen-Express, der zwischen Treysa und Frankfurt eingesetzt wird, erhielt Marburg 2007 eine Anbindung ans Rhein-Main-Gebiet in dichterem Takt. Die Verkehrsanlagen, das Empfangsgebäude und das gesamte städtebauliche Umfeld des Hauptbahnhofs werden seit 2010 vollständig umgestaltet. 2015 wurde der fertig umgestaltete Marburger Bahnhof vom Verkehrsverband Allianz pro Schiene als Bahnhof des Jahres ausgezeichnet.
Am ehemaligen Südbahnhof war die Marburger Kreisbahn nach Ebsdorfergrund an das Schienennetz angeschlossen. Nach der Stilllegung und der Demontage der Gleise wurde der Bahnhof zur Überleitstelle Marburg Süd, der vom auf der Main-Weser-Bahn fahrenden Mittelhessen-Express angefahren wird.
Von 1903 bis 1911 besaß Marburg zunächst eine von Pferden betriebene, ab 1911 eine elektrische Straßenbahn. Diese wurde 1951 durch Oberleitungsbusse ersetzt, die bis 1968 fuhren.

#### Bundesstraßen

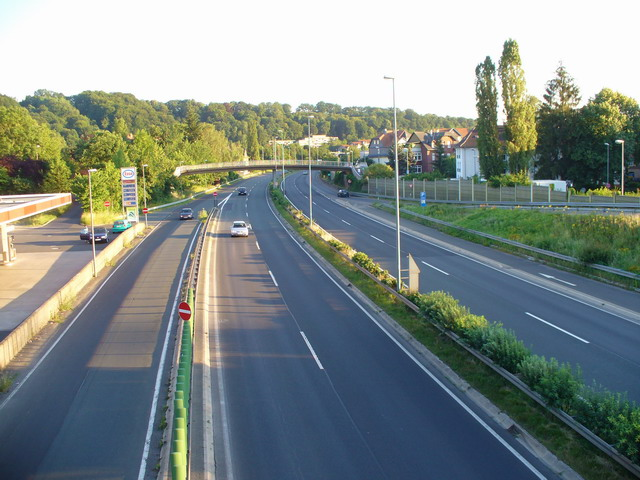
Die Marburger Stadtautobahn (B 3a) auf Höhe der Ausfahrt „Marburg Mitte“

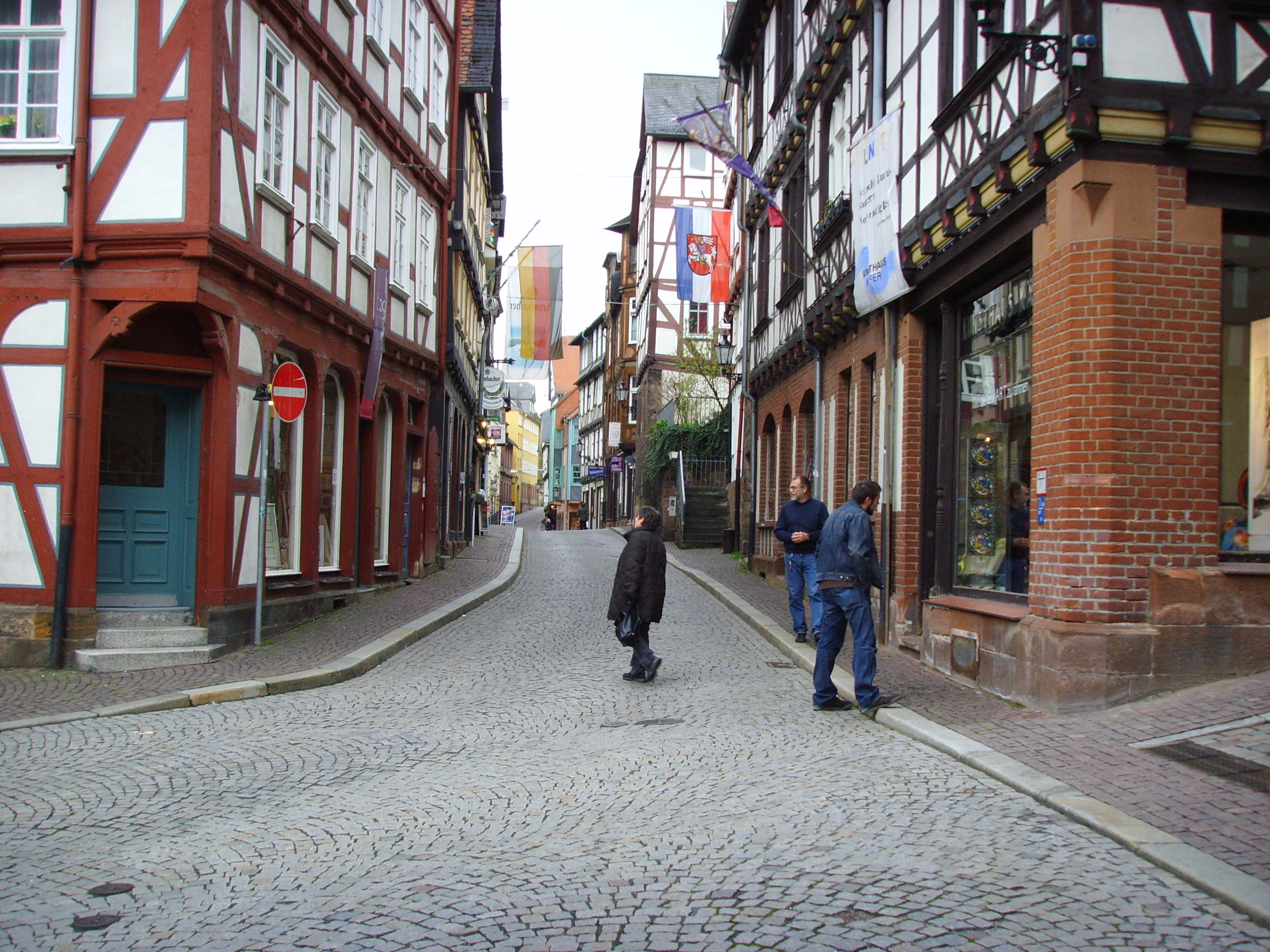
Die Untergasse folgt der Ost-West-Fernverbindung der mittelalterlichen Brabanter Straße (Antwerpen-Köln-Leipzig), hier aus Gladenbach ins Amöneburger Becken

Mit dem Auto ist Marburg über die Bundesstraßen 3, 62, 252 und 255 zu erreichen. Weite Teile des Stadtgebiets der Kernstadt Marburg sind seit dem 1. April 2016 Umweltzone und nur für Fahrzeuge mit grüner Plakette frei befahrbar. Die B 3 verläuft quer durch das Stadtgebiet (Stadtautobahn B 3a), größtenteils parallel zur Eisenbahnstrecke. Dadurch wird einerseits das Verkehrsaufkommen in der Innenstadt verringert, andererseits wird die Lärmbelastung durch viele Anwohner kritisiert.
Das letzte zwischen der Kreuzung mit der B 62 bei Cölbe und dem Gießener Nordkreuz noch fehlende Ausbauteilstück zwischen Niederweimar und Roth wurde am 11. Mai 2011 in Betrieb genommen. Die Strecke ist nun durchgehend vierspurig befahrbar und dient als Verbindung zum Gießener Ring (A 485) und weiter ins Rhein-Main-Gebiet. Die Arbeiten zum Lückenschluss begannen im Frühjahr 2007, die im gleichen Jahr begonnenen Brückenbauwerke der Unterführung der K 42 bei Wolfshausen und der Überführung der B 255 am Kieswerk von Niederweimar wurden bereits im Jahr 2008 fertiggestellt. Die Errichtung der neuen Lahnbrücke bei Argenstein war im Frühjahr des Jahres 2010 beendet.

#### Busverkehr
Der öffentliche Nahverkehr in Marburg wird von den Stadtwerken mit 19 Stadtbuslinien bedient. Tagsüber besteht ein dichter Takt innerhalb der Kernstadt und den näheren Stadtteilen; einige Linien verkehren bis in den Abend und bedienen dann nur noch die Kernstadt mit den inneren Stadtteilen. Zusätzlich gibt es Anrufsammeltaxen in Form von Vans und Kleinbussen sowie eine Nachtbuslinie (N8Express), die am Wochenende bis 4 Uhr die Kernstadt bedient. Zu Anfang des 20. Jahrhunderts gab es eine Straßenbahn, die 1951 durch den Oberleitungsbus Marburg abgelöst wurde, bevor auch dieses System 1968 stillgelegt wurde. Heute verkehren Diesel- und seit Anfang 2005 auch Erdgasbusse, darunter spezielle, besonders kleine Busse, die die engen und steilen Straßen in der Oberstadt und am Ortenberg befahren können. Marburg und der Landkreis sind seit 1995 Mitglied im Rhein-Main-Verkehrsverbund (RMV). Zum Fahrplanwechsel im Dezember 2006 wurde eine komplette Neuordnung des Busnetzes vorgenommen, wobei man sich auf die Einführung von drei Hauptlinien bezog, die vom Hauptbahnhof über die Innenstadt zum Südbahnhof im Fünf-Minuten-Takt verkehren. Die anderen Stadtbuslinien sollen sinnvoll an die Hauptachse anknüpfen und nicht zentral durch die Innenstadt verkehren. Es wurde eine erhebliche Entlastung der Marburger Innenstadt durch dieses Vorhaben erwartet.

#### Marburger Schlossbahn
Auf Initiative eines privaten Betreibers sollte seit Anfang Juli 2014 eine privat finanzierte Wegebahn zum Schloss fahren. Da sich die geplante Route kurzfristig als zu steil, um genehmigungsfähig zu sein, herausstellte, startete die Bahn erst Anfang August 2014 mit dem regulären Betrieb von drei Fahrten pro Tag zum Schloss. Seit 2015 fährt die Marburger Schlossbahn von März bis Oktober, Mittwoch bis Sonntag.

#### Seilbahn
Überlegungen, die Tallagen der Stadt entweder mit dem Schlossberg oder mit dem Universitäts-Neubaugebiet auf den Lahnbergen durch eine Seilbahn zu verbinden, datieren bereits aus den 1960er Jahren. Seit 2009 wird erneut diskutiert, ob die Innenstadt mittels einer Seilbahn mit dem Standort Lahnberge (Klinikum, Universitätsstandort und Neuer Botanischer Garten) verbunden werden und so der öffentliche Personennahverkehr verbessert werden kann. Bürgermeister Franz Kahle (Bündnis 90/Die Grünen) hatte sich für die Prüfung einer solchen Verbindung ausgesprochen. Die Seilbahnhersteller Leitner AG und Doppelmayr/Garaventa haben im Herbst 2010 bei Informationsveranstaltungen in Marburg die grundsätzliche Machbarkeit einer Seilbahnverbindung dargestellt. Zuletzt hatten sich im Marburger Stadtparlament aber CDU und SPD gegen eine weitere Prüfung, Bündnis 90/Die Grünen, FDP und Teile der Linken für die nähere Prüfung einer Seilbahn ausgesprochen. Das Stadtparlament hat im Juni 2011 ein Verkehrsgutachten zu den Beziehungen Innenstadt/Lahnberge unter Einbeziehung der Prüfung einer Seilbahn beschlossen.

#### Aufzüge
Neben Bad Schandau, Engen und Helgoland gehört Marburg zu den deutschen Gemeinden, in denen Aufzüge Bestandteil des öffentlichen Nahverkehrs sind. Besonders zu erwähnen sind der Oberstadtaufzug, der den Rudolphsplatz mit der Reitgasse verbindet, die Aufzüge des Parkhauses Oberstadt vom hinteren Pilgrimstein zur Wettergasse sowie der Aufzug am Ortenbergsteg zwischen Hauptbahnhof und Ortenbergplatz.

### Medien
Einzige regionale Tageszeitung ist heute die Oberhessische Presse mit einer Auflage von über 30.000 Exemplaren. Daneben gab es bis zum 30. September 2010 die Marburger Neue Zeitung, eine Regionalausgabe der Zeitungsgruppe Lahn-Dill mit eigener Lokalredaktion in Marburg und einer Auflage von rund 2.500 Stück. Der kostenlose Marburger Express ist ein Stadtmagazin mit Veranstaltungskalender und erscheint wöchentlich im Marbuch-Verlag des „Marbuchs“ für Neubürger. Der Verlag der Oberhessischen Presse gibt mittwochs mit Marburg extra und samstags mit Mein Samstag (bis Juni 2011 win – Die Wocheninfo) zwei kostenlose Wochenblätter heraus. Aus Gießener Verlagshäusern kommen die Gratis-Wochenzeitungen Mittelhessische Anzeigen-Zeitung am Mittwoch, Marburger Freitagszeitung und Sonntag-Morgenmagazin.
Weiterhin existieren freie Medien, unter anderem der freie Radiosender Radio Unerhört Marburg (RUM) und Kirche in Marburg (KIM), ein monatliches Programm der evangelischen und katholischen Gemeinden.

### Solare Baupflicht
In Marburg gilt eine solare Baupflicht für Neubauten (seit 2008) und für Umbauten (seit 2010).

## Auszeichnungen
Die Stadt Marburg sowie ihre Institutionen und Initiativen haben bisher schon viele verschiedene Preise, Auszeichnungen und Ehrentitel erhalten. Marburg war unter anderem schon Hauptstadt des Fairen Handels oder gewann den hessischen Tourismuspreis für den Grimm-Dich-Pfad.

## Persönlichkeiten

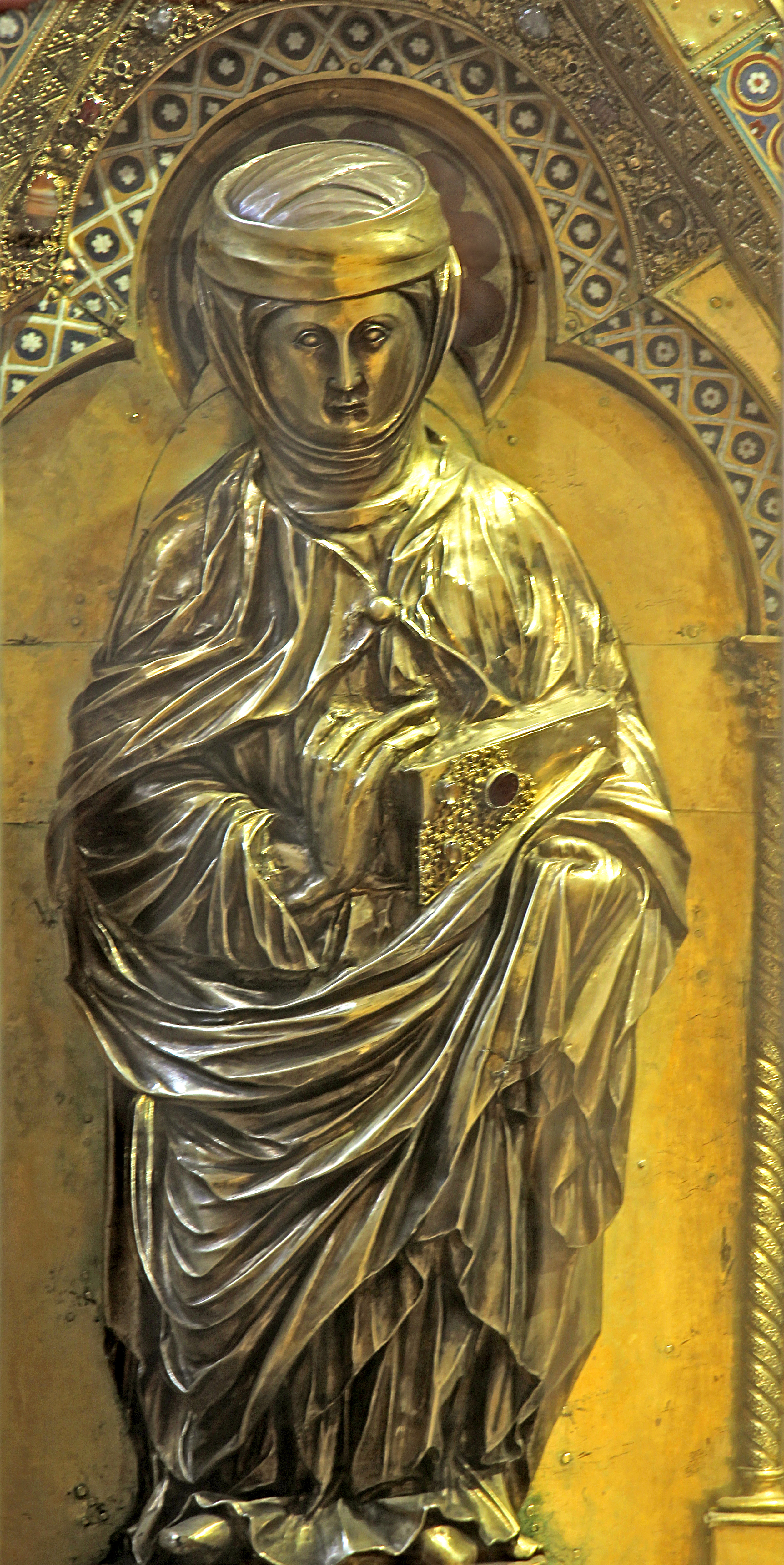
Elisabeth von Thüringen

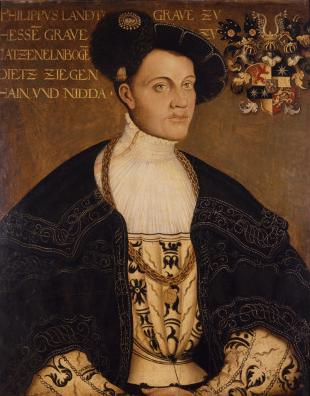
Philipp der Großmütige

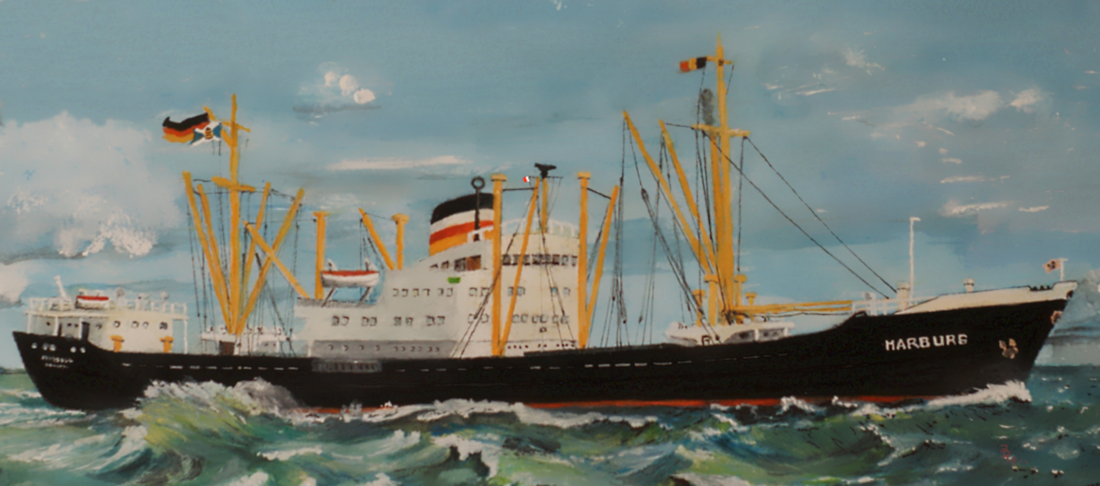
Die Marburg auf der Westerschelde

Die bekannteste Persönlichkeit und Patronin der Stadt ist die heilige Elisabeth von Thüringen (1207–1231). Auf ihre Hospitalgründung und Armenfürsorge sowie die spätere Heiligsprechung gründet sich die Bedeutung der Stadt. Eine weitere wichtige Gestalt ist Landgraf Philipp der Großmütige (1504–1567), der für die Gründung der Universität verantwortlich ist. Über die Universität kamen in die lange Zeit recht kleine Stadt, die noch zu Anfang des 20. Jahrhunderts lediglich ungefähr 20.000 Einwohner hatte, viele große Persönlichkeiten, als Lehrende der Universität, wie etwa Denis Papin, Ferdinand Sauerbruch, Emil von Behring, Alfred Wegener, Martin Heidegger, Erwin Piscator und Wolfgang Abendroth, ein noch größerer Teil als Studierende. Zu nennen sind etwa die Brüder Grimm, Friedrich Carl von Savigny, Gustav Heinemann, Otto Hahn oder Ulrike Meinhof. Daneben gibt es auch eine Reihe von Persönlichkeiten des Zeitgeschehens, die aus Marburg stammen oder längere Zeit in Marburg gewirkt haben. Hierzu zählen etwa Martin Schneider oder Margot Käßmann.

## Sonstiges
1906 wurde an der Lahn in der Nähe von Marburg ein rund drei Kilogramm schwerer Meteorit gefunden und als Pallasit klassifiziert. Nur ein kleiner Teil des Fundes ist erhalten geblieben.
Im Juni 1958 übernahm die Stadt Marburg die Partnerschaft des Stückgutfrachters Marburg der Hamburg-Amerikanischen Packetfahrt-Actien-Gesellschaft (HAPAG).